# Barcelona
Barcelona (katalánsky a španělsky také Barcelona, IPA: bɑːrsəˈloʊnə) je hlavní město Katalánska, současně i sídlem provincie Barcelona. Populace přesahuje 1,6 milionu, díky čemuž je největším městem Katalánska a druhým největším městem Španělska. V celé aglomeraci, která zahrnuje i okolní města a obce, žije až 4,8 milionu obyvatel, což z ní činí pátou nejlidnatější metropolitní oblast v Evropské unii po Paříži, Porýní, Madridu a Milánu. Leží na severovýchodním pobřeží Španělska u Středozemního moře, z měst na jeho pobřeží se řadí do těch největších. Město se nachází na pobřeží mezi ústími řek Llobregat a Besòs. Na západě je ohraničena pohořím Serra de Collserola.
Barcelona byla založená již Římany. Ve středověku stala hlavním městem Barcelonského hrabství. Po spojení s Aragonským královstvím a vytvoření konfederace Aragonské koruny se Barcelona, která byla stále hlavním městem Katalánského knížectví, stala nejdůležitějším hospodářským a správním centrem na území celé Aragonské koruny. Později začala dominovat jižněji položená Valencie, nad níž získali kontrolu Katalánci po dobytí od Maurů. K této významné události došlo nedlouho před uzavřením unie mezi Kastilskou a Aragonskou korunou.
Později se Barcelona stala centrem katalánského separatistického hnutí a nakrátko byla během války ženců v 17. století součásti Francie. Po španělské revoluci v roce 1936 byla během španělské občanské války hlavním městem revolučního Katalánska. Sídlila zde vláda druhé Španělské republiky až do dobytí frankisty v roce 1939. Po přechodu k demokracii v 70. letech 20. století se Barcelona opět stala hlavním městem autonomního Katalánska.
Barcelona disponuje bohatým kulturním dědictvím a v současnosti je důležitým kulturním centrem a jednou z hlavních turistických destinaci ve Španělsku. Obzvláště proslulá jsou architektonická díla Antonia Gaudího a Lluise Domènecha i Montaner, která byla zařazena na seznam světového dědictví UNESCO. Ve městě sídlí dvě nejprestižnější univerzity ve Španělsku, a to Barcelonská univerzita a Univerzita Pompea Fabry. Sídlí zde mezinárodní organizace Unie pro Středomoří sdružující státy Evropské unie a ostatní státy na pobřeží Středozemního moře z Asie, Afriky i Balkánu.
V Barceloně se v roce 1992 konaly XXV. letní olympijské hry. Ve městě sídlí fotbalové kluby FC Barcelona a RCD Espanyol a basketbalový klub FC Barcelona. Od roku 1991 se v Barceloně jezdi Grand Prix Španělska. Kromě toho se ve městě pořádají výstavy, veletrhy a jiné světové sportovní akce. 
Barcelona je hlavní kulturní, ekonomickou a finanční metropolí jižní Evropy. Jedná se o hlavní biotechnologické centrum ve Španělsku. Jako jedno z předních vlivných světových měst získala v roce 2020 mezi globálními městy dle think tanku GaWC hodnocení Beta+, což je stejně jako má Berlín nebo Řím, ale nižší než Praha i Madrid.
Barcelona je také významným evropským dopravním uzlem. Barcelonský přístav je jedním z hlavních námořních přístavů, je třetí v Evropě co do hmotnosti odbaveného nákladu a nejrušnější co do počtu odbavených cestujících. Mezinárodní letiště Barcelona-El Prat, které ročně odbaví přes 50 milionů cestujících je druhé nejvytíženější ve Španělsku a šesté v Evropě. Rozsáhlá dálniční síť a vysokorychlostní železniční tratě AVE poskytují spojení do zbytku Španělska, do Francie a ostatních částí Evropy. Právě svou polohou a relativní blízkosti u francouzských hranic je pro mnoho Evropanů snadněji dostupná než hlavní město Španělského království Madrid.
Mezi známé turistické cíle patří právě Gaudího díla jako chrám Sagrada Família, domy Casa Milà a Casa Batlló či park Güell. Známá je i gotická čtvrť Barri Gòtic s katedrálou svatého Kříže a svaté Eulálie. Na hoře Montjuïc se nachází Katalánské národní umělecké muzeum nebo Fundació Joan Miró, pod ní magická fontána, Barcelonský pavilon a Španělské náměstí. Dalšími známými místy jsou Kolumbův sloup a fotbalový stadion Camp Nou.

## Název
Jméno Barcelona pochází ze starověkého iberského výrazu Baŕkeno, což je doloženo ze starověkého mincovního nápisu nalezeném na straně mince tehdejší doby. Nápis je v iberském písmu zapsán jako . Dle zdrojů se tento výraz v řečtině zapisoval jako Barkinon a v latině jako Barcino nebo Barcenona.
Některé starší zdroje tvrdí, že město mohlo být pojmenováno po kartaginském vojevůdci Hamilkaru Barkasovi, který měl údajně současnou katalánskou metropoli založit ve 3. století př. n. l. Neexistují však žádné důkazy dokládající domněnku, že by Barcelona vůbec někdy byla kartaginskou osadou, nebo že by pozdější starověký latinský výraz, Barcino, měl jakoukoli spojitost s aristokratickou rodinou Barkovců. Během středověku bylo město známé pod různými jmény, například Barchinona, Barçalona, Barchelonaa či Barchenona. 
Někdy je jméno Barcelony zkracováno na hovorové Barça v odkazu na fotbalový klub FC Barcelona, jehož hymna se nazývá Cant del Barça ("Zpěv Barçy"). Běžná zkrácená forma názvu používaná především místními obyvateli je Barna. Další běžnou zkratkou je BCN, což je mimo jiné IATA kód letiště Barcelona-El Prat. Ty jsou přidělovány Mezinárodní asociací leteckých dopravců. V katalánštině je město označováno i jako Ciutat Comtal nebo Ciudad Condal ve španělštině. To odkazuje na bývalé sídlo barcelonského hraběte.

## Historie

### Pravěk a starověk
Okolnosti vzniku nejstarší osady na místě dnešní Barcelony jsou stále nejasné. Byly nalezeny známky raného osídlení, včetně hrobek a obydlí, které jsou datované do doby přibližně před 5 tisíci lety před naším letopočtem. Založení samotného města se vyskytuje ve dvou různých legendách. První tvrdí, že zakladatelem je domnělý Herkules. Druhá legenda připisuje založení města přímo kartaginskému vojevůdci Hamilkaru Barkasovi, otci známějšího Hannibala, který ve 3. století př. n. l. údajně pojmenoval město po své rodině jako Barcino. Pro tyto teorie neexistuje žádný historický ani jazykový důkaz potvrzující správnost. Na úpatí hory Montjuïc byly během archeologického výzkumu nalezeny mince ze 3. století př. n. l. s nápisem Bárkeno v iberském písmu. Můžeme tedy dojít k závěru, že území dnešní Barcelony obýval starověký iberský předřímský národ z Pyrenejského poloostrova. Název Bárkeno znamená místo plání (Barrke = pláně).

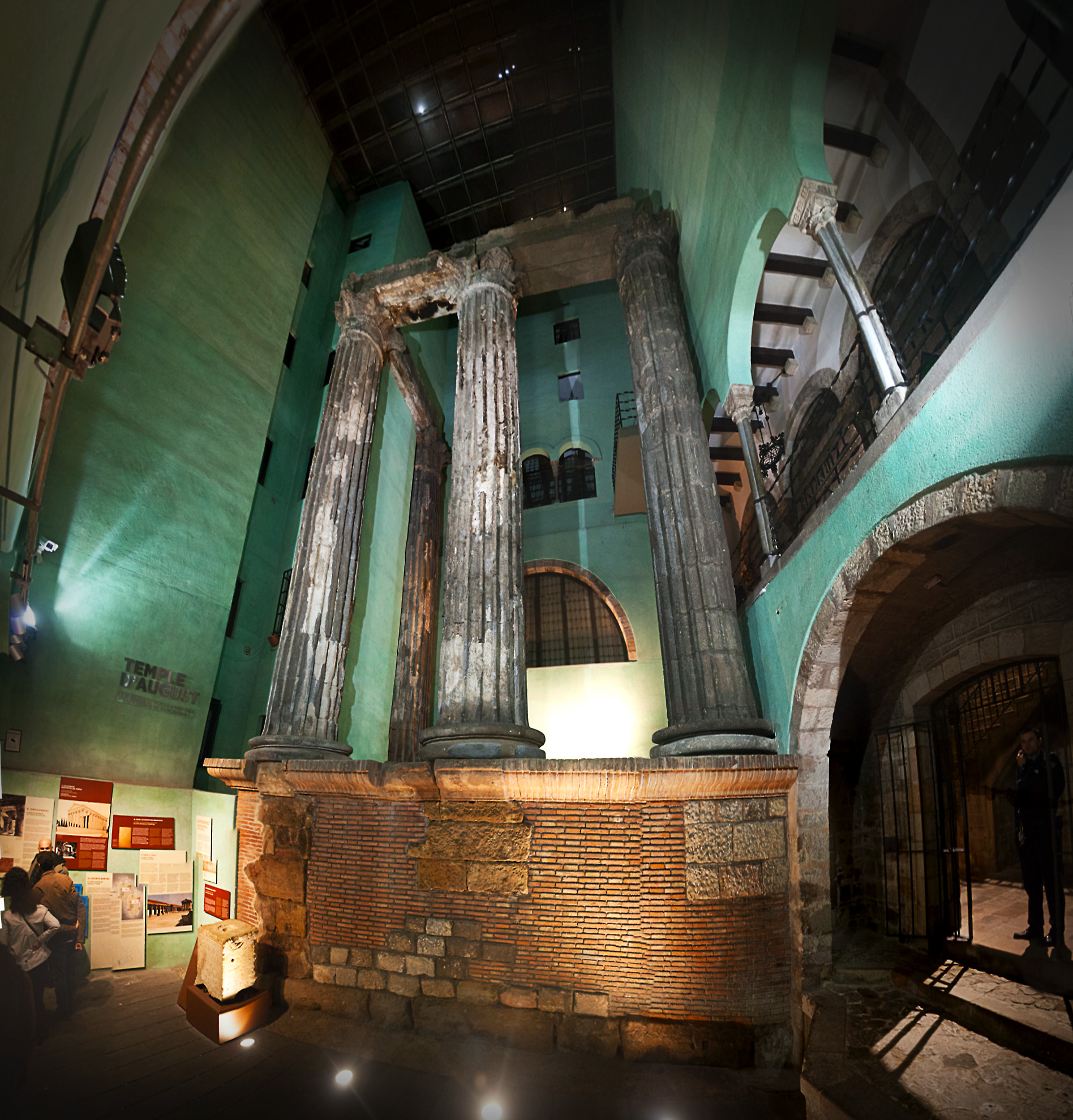
Pozůstatky římské architektury uvnitř stavby z 18. století

Asi v roce 15 př. n. l. přeměnili Římané město na castrum, římský vojenský tábor, s centrem poblíž dnešní radnice. Fórum, které leželo na křižovatce ulic cardo a decumanus, se nacházelo přibližně na dnešním náměstí Plaça de Sant Jaume. Politické centrum města tak zůstalo na stejném místě po více než 2 tisíce let.
Po upevnění vlády Římanů se castrum přeměnilo na kolonii s celým názvem Colonia Faventia Julia Augusta Pia Barcino. Ta vznikla za účelem rozdělení půdy mezi vysloužilé římské vojáky. Geograf a spisovatel Pomponius Mela ji zmiňuje jako jedno z malých měst v oblasti, neboť v jeho době byla pravděpodobně mocensky zastíněna nedalekým sídlem Tarraco ležícím na území dnešního města Tarragona, ale od pozdějších autorů se dozvídáme, že její vliv a bohatství postupně stoupaly, zejména díky poloze na stezce Via Augusta a městskému přístavu, navíc nemuselo platit císařské daně. Město razilo své vlastní mince, některé z éry císaře Galby se dochovaly do dnešních let.
Ve 2. století mělo město podobu oppida. Obývalo jej do 5 tisíc obyvatel. Hlavní hospodářskou činností bylo obdělávání okolní půdy a příprava vína, které se hojně vyváželo. Navzdory absenci velkých veřejných budov (amfiteátr, cirkus) město prosperovalo. Nejpůsobivější stavbou byl chrám zasvěcený císaři Augustovi. První nájezdy germánských kmenů započaly kolem roku 250, kvůli čemuž bylo podstatně vylepšeno opevnění města. Nová dvojitá zeď byla vysoká nejméně dva metry, v některých částech až osm metrů. Okolo celé linie navíc stálo 78 až osmnáctimetrových věží.

### Středověk

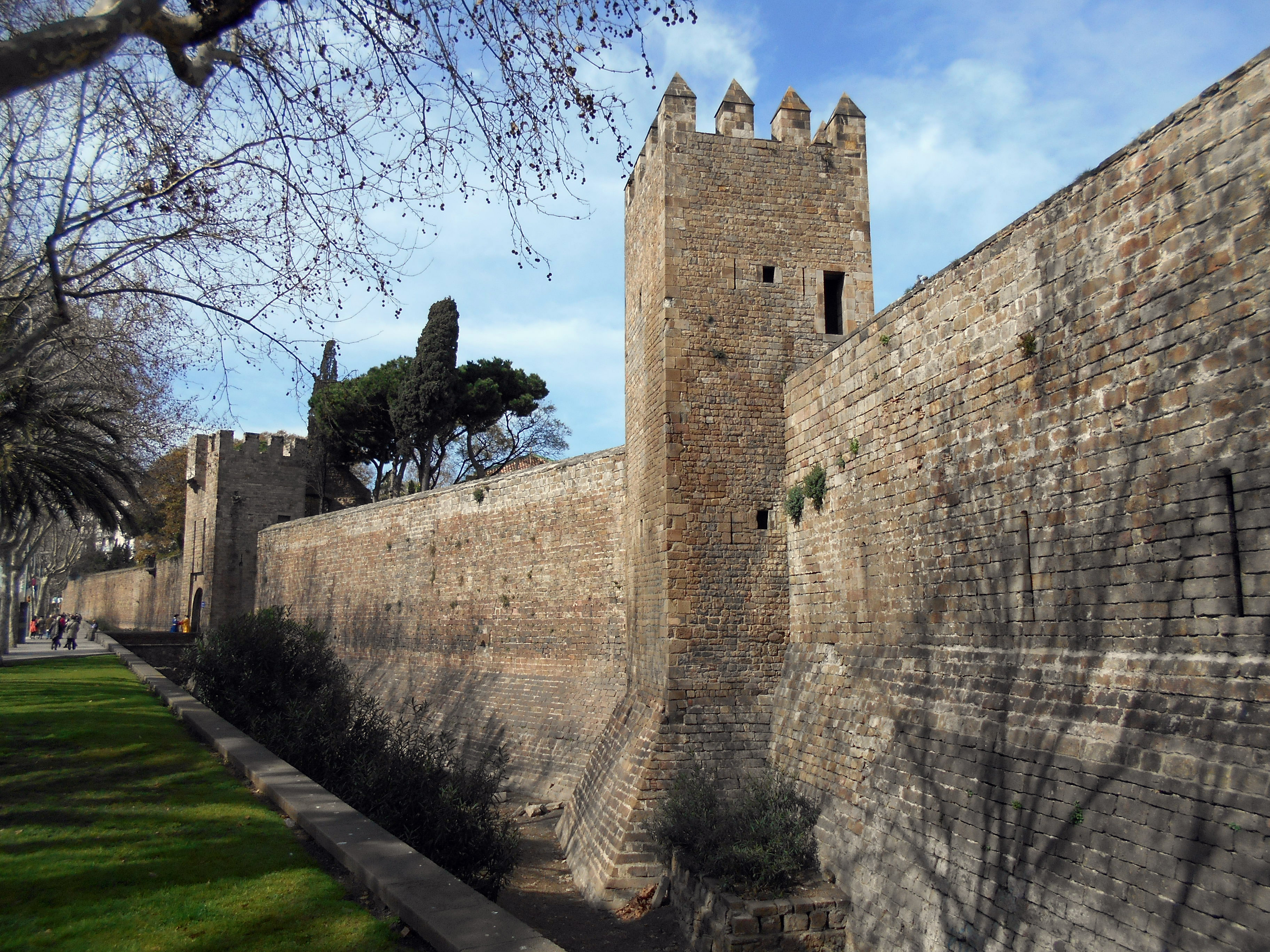
Zbývající část středověkých hradeb

Město bylo na počátku 5. století dobyto germánskými Vizigóty. Ti netvořili většinu obyvatelstva, avšak oblasti vládli. Většina obyvatel vyznávala katolické náboženství, avšak Vizigóti zpočátku věřili v ariánství, později se ale také stali křesťany. Hlavní město říše však bylo zpočátku ve francouzském Toulouse, teprve později se na dvě desetiletí přestěhovalo do Barcelony.
V roce 711 zahájili Maurové invazi na Pyrenejský poloostrov. Během několika let potlačili křesťanský odpor a ovládli celé španělské území až k Pyrenejím včetně Barcelony. Muslimská vláda nad městem trvala přibližně 85 let. Katedrála byla sice přeměněna na mešitu, ale celkově byla respektována náboženská svoboda.
Syn Karla Velikého, Ludvík I. Pobožný, dobyl Barcelonu po obléhání v roce 801. Město leželo v nárazníkovém pásmu mezi křesťanskou Francií a muslimským chalífátem. Oblast ovládala barcelonská hrabata, která s postupným upadáním moci Karlovců svůj vliv naopak získávala. Posledním přímo jmenovaným byl Guifredo I. Barcelonský, po němž se úřad začal dědit. Postupně se rozšiřovalo i území jimi ovládané.
V roce 1137 se Aragonské království a Barcelonské hrabství spojily v unii. Vládcem obou se později stál Alfons II. Aragonský, který nastoupil na trůn v roce 1162. Jeho území, později známé jako Aragonská koruna, se značně rozpínalo. Město bylo největší na tomto území a bylo klíčovým zdrojem příjmů do královské pokladny.
Ekonomika města byla stále více zaměřena na obchod, v roce 1258 vydaly cechy na popud Jakuba I. Aragonského nařízení o obchodu v přístavu. Až do 15. století byla předním centrem obchodu s otroky na území Aragonské koruny, kdy byla zastíněna Valencií. Zpočátku se obchodovalo zejména s východními a balkánskými otroky, později s těmi z Maghrebu a subsaharské Afriky.

### Novověk

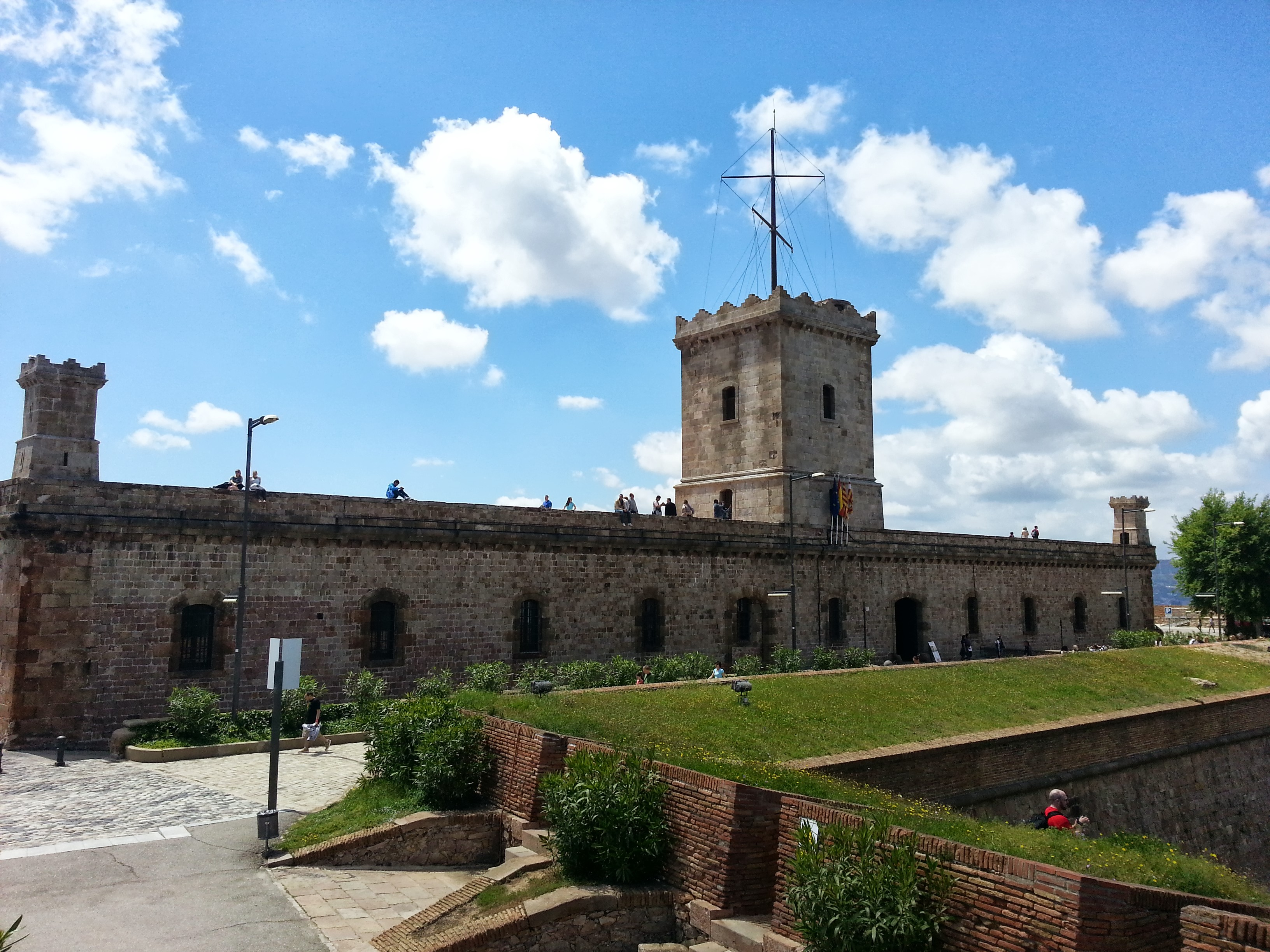
Pevnost, z níž bylo provedeno měření, ze kterého vzešla definice metru

V roce 1469 však došlo ke sňatku Ferdinanda II. Aragonského s Isabelou I. Kastilskou, což mělo za následek přenesení politické moci do Madridu. Následný rozvoj obchodu s Amerikou řízený z Madridu a snaha o centralizaci moci vedly k úpadku Barcelony a nespokojenosti jejich obyvatel. To vedlo k válce v letech 1640 až 1659, ve které byli Katalánci a jejich francouzští spojenci poraženi. Během války o španělské dědictví v letech 1701 až 1714 se katalánská šlechta se postavila na stranu Habsburků proti Bourbonům. Na oplátku došlo ke zrušení katalánské autonomie.
Na konci 18. století se do města díky příznivé poloze u Středozemního moře a blízkosti ložisek hnědého uhlí dostala průmyslová revoluce. Katalánsko a zvláště Barcelona se staly významnými centry průmyslu ve Španělsku. 
V roce 1794 bylo provedeno měření vzdálenosti z Barcelony do města Dunkerk, díky čemuž se vypočítala vzdálenost mezi severním pólem a rovníkem. Metr byl definován jako desetimiliontina této vzdálenosti.
V roce 1812 byla Barcelona anektována napoleonskou Francií a začleněna do prvního francouzského císařství. Město bylo sídlem departementu Montserrat (později Bouches-de-l'Èbre–Montserrat). Součástí Francie bylo několik let až do Napoleonovy porážky. V roce 1888 Barcelona hostila světovou výstavu, což mělo za důsledek rozšíření urbanizované oblasti. V roce 1897 se město sjednotilo s šesti okolními obcemi, čímž vznikla nová čtvrť Eixample (v doslovném překladu rozšíření).

### 20. a 21. století

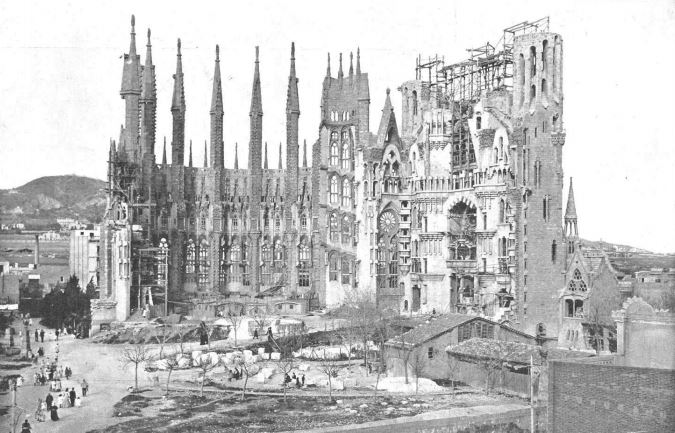
Sagrada Família ve výstavbě (1906)

Na přelomu 19. a 20. století byly vystavěny nové secesní paláce, začaly práce na nové katedrále Sagrada Família na základě návrhu Antonia Gaudího. Nastala doba obrody katalánské kultury ve všech oblastech, jako je literatura, divadlo či výtvarné umění.
Během posledního červencového týdne roku 1909 se španělská armáda střetla s dělníky podporovanými anarchisty, socialisty a republikány, kteří protestovali proti mobilizaci záložníků, kterou vyhlásil premiér Antonio Maura, do rífské války v Maroku. Krvavé bouře měly za následek smrt více než 100 občanů.
Druhá mezinárodní výstava byla zorganizována v roce 1929. Tato událost vedla k urbanizaci oblasti kolem náměstí Plaça Espanya a poskytla impuls ke stavbě metra, jehož stavby byla zahájena v roce 1924.
Město se připravovalo na pořádání lidové olympiády v létě 1936 na protest proti hrám v Berlíně. Dokonce byl postaven olympijský stadion, rozvíjelo se okolí hory Montjuïc, ale občanská válka plány překazila. Někteří sportovci, kteří již dorazili, se stali členy nově vznikajících interbrigád bojujících za druhou Španělskou republiku proti frankistům. Barcelona a Katalánsko obecně byly celkově republikánské. Kontrolu nad částmi města na čas získali i anarchisté, o tu však přišli v květnu 1937, kdy tyto oblasti znovuzískala španělská vláda.

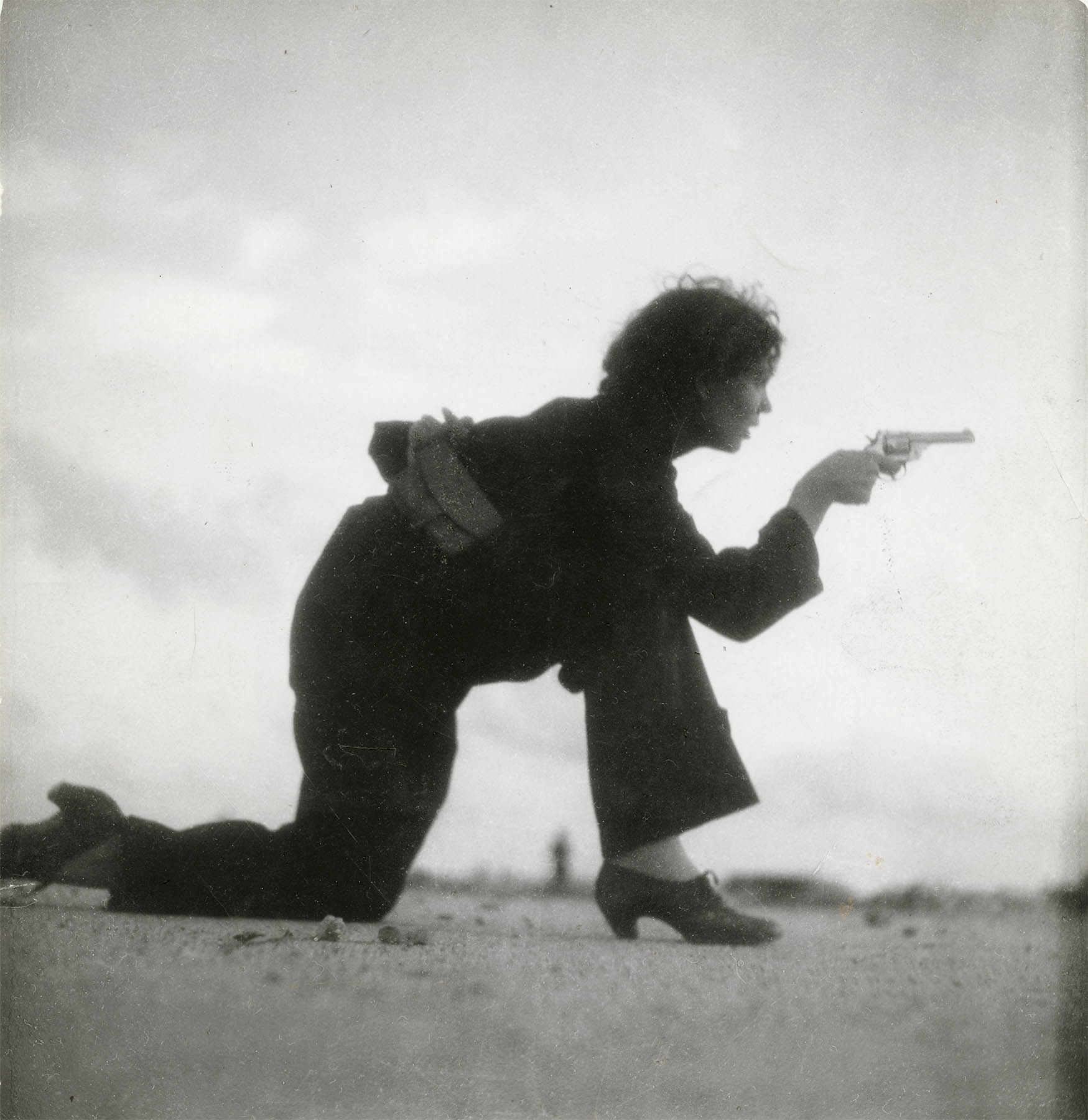
Republikánská milicionářka v Barceloně (1936), Gerda Taro.

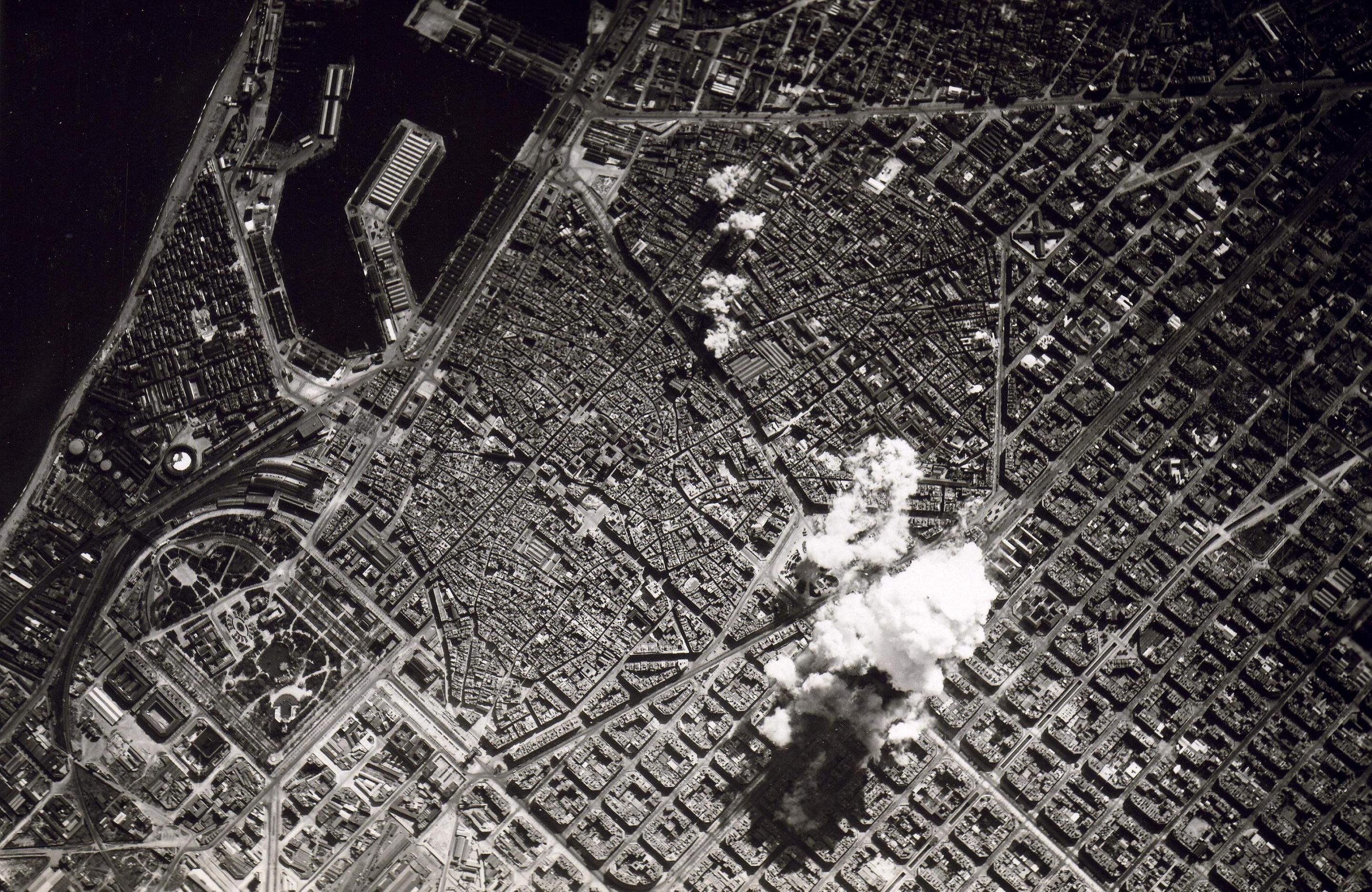
Bombardování Barcelony

Barcelona byla opakovaně bombardována. K těm nejhorším došlo v březnu roku 1938 pod velením italského diktátora Benita Mussoliniho. Tyto útoky si vyžádal generál Franco jako odplatu proti katalánskému obyvatelstvu. Více než 1000 lidí zemřelo a přes 2000 bylo zraněno. Středověká katedrála byla také bombardována, ale neutrpěla větší škody, jen některé bloky domů okolo byly více poškozeny.
Město padlo do rukou nacionalistů 26. ledna 1939. Byla zakázána výuka katalánštiny na školách a autonomie byla zcela zrušena. Navzdory devastaci Barcelona relativně prosperovala. Město se rychle urbanizovalo v důsledku imigrace z chudších částí země, jako je Andalusie, Murcie či Galicie, což zapříčinilo úpadek katalánské kultury a jazyka, neboť neexistoval tlak, aby se přistěhovalci jazyk místních naučili.
Smrt Franca v roce 1975 přinesla období demokratizace v celém Španělsku. Tlak na změnu byl v Barceloně obzvláště silný právě kvůli omezení autonomie Katalánska. Během pokojné demonstrace ve dne 11. září 1977 protestovalo přes milion obyvatel. Katalánská autonomie byla obnovena o měsíc později. 
Rozvoj Barcelony podpořil vstup Španělska do Evropského společenství a konání XXV. letních olympijských her v roce 1992. V roce 1987 zabil bombový útok organizace ETA 21 lidí. Dne 17. srpna 2017 najela dodávka do chodců na ulici La Rambla, obětí bylo 15. Během 10. let vyvrcholila katalánská krize.

## Geografie

### Poloha
| Růžice kompasu | Huesca (~229 km)   | Andorra la Vella (~136 km)  | Girona (~86 km)     | Růžice kompasu |
| Růžice kompasu | Zaragoza (~256 km) | Sever                       | Středozemní moře    | Růžice kompasu |
| Růžice kompasu | Zaragoza (~256 km) | Barcelona                   | Středozemní moře    | Růžice kompasu |
| Růžice kompasu | Zaragoza (~256 km) | Jih                         | Středozemní moře    | Růžice kompasu |
| Růžice kompasu | Valencie (~302 km) | Palma de Mallorca (~206 km) | Maó-Mahón (~243 km) | Růžice kompasu |

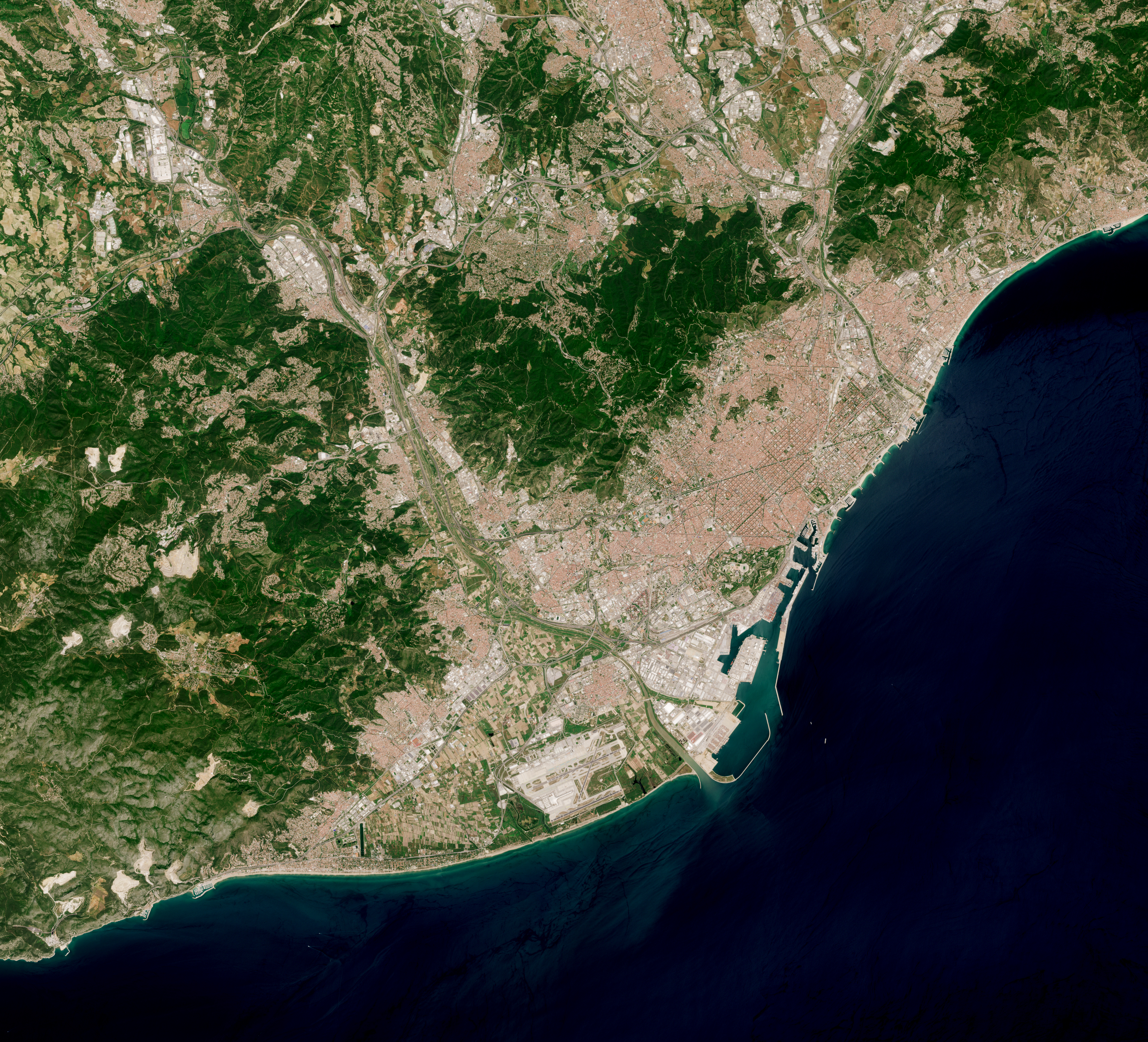
Letecký pohled na Barcelonu

Barcelona se nachází na severovýchodě Pyrenejského poloostrova na pobřeží Středozemního moře. Leží na rovině široké přibližně 5 kilometrů, která je ze severozápadu ohraničena pohořím Serra de Collserola, na jihozápadě řekou Llobregat a na severovýchodě řekou Besòs. Tato rovina se rozkládá na ploše 170 kilometrů čtverečních, z čehož 101 kilometrů čtverečních zabírá samotné město. Leží také 120 kilometrů jižně od hřbetu Pyrenejí, na němž vede španělská hranice s Francií.
Na severu hraničí Barcelona s obcemi Santa Coloma de Gramenet a Sant Adrià de Besòs. Na jihu hraničí město s obcemi El Prat de Llobregat a L'Hospitalet de Llobregat a na západě s obcemi Sant Feliu de Llobregat, Sant Just Desvern, Esplugues de Llobregat, Sant Cugat del Vallès a Montcada i Reixac.

### Topografie

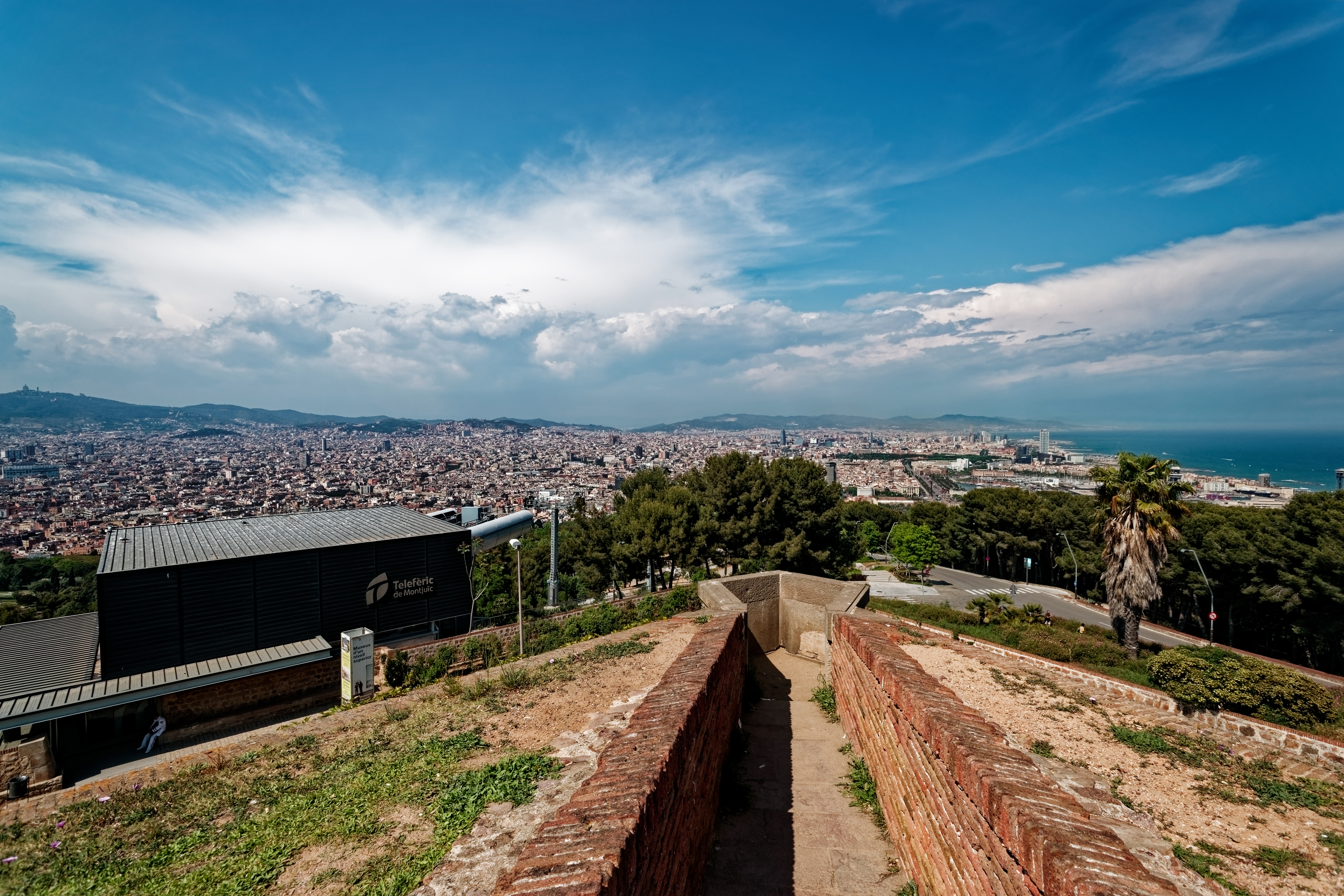
Pohled na město z hory Montjuïc

Tibidabo je hora s nadmořskou výškou 512 metrů. Nabízí pozoruhodné výhledy na město. Na nedalekém vrcholu Turó de Mont stojí telekomunikační věž Torre de Collserola, která je viditelná z většiny města. Byla postavena na základě návrhu proslulého architekta Normana Fostera. V samotném městě se nachází mnoho malých vrcholů, které jsou většinou zastavěné. Často daly jméno čtvrtím na nich postaveným, například Carme, Putget a Rovira. Hora Montjuïc, která se nachází na jihu nabízí výhled na město a přístav. Na vrcholu stojí stejnojmenná vojenská pevnost postavená v 17. až 18. století za účelem obrany města. Dnes je tato pevnost muzeem a na hoře Montjuïc sídlí několik sportovních a kulturních institucí, stejně jako se zde nachází největší park v Barceloně.

### Klima
Podle Köppenovy klasifikace podnebí má Barcelona středomořské klima s horkými léty (Csa). Zimy jsou s mírné a léta teplá. Nejdeštivějším obdobím roku jsou podzim a jaro. Graf úhrnu srážek je typický krátkým tříměsíčním sušším obdobím v létě. Červen i srpen jsou však vlhčí než únor, což je pro středomořské klima neobvyklé. Tento podtyp, francouzským geografem Georgem Viersem označovaný jako portugalský se vyskytuje v oblasti severozápadního Středomoří (např. Marseille). Lze jej považovat jako přechod k vlhkému subtropickému klimatu (Cfa), které se vyskytuje ve vnitrozemských oblastech.
Barcelona je hustě obydlená, proto je silně ovlivněna efektem městského tepelného ostrova. Teploty nezastavěných a zastavěných oblastí se v průběhu roku mohou lišit až o 2 °C. Průměrná roční teplota v Barceloně dosahuje 21,2 °C ve dne a 15,1 °C v noci. Průměrná roční teplota moře je asi 20 °C. V nejchladnějším měsíci, lednu, se teplota vzduchu obvykle pohybuje od 12 do 18 °C během dne a 6 až 12 °C v noci, teplota moře klesá až ke 13 °C. V nejteplejším měsíci, srpnu, se teplota pohybuje od 27 do 31 °C přes den, v noci dosahuje zhruba 23 °C a průměrná teplota moře je až 26 °C. Obecně platí, že letní prázdninová sezóna trvá asi šest měsíců, od května do října. Dva měsíce, duben a listopad, jsou přechodné. Prosinec, leden a únor jsou nejchladnější měsíce s průměrnými teplotami kolem 15 °C přes den a 9 °C v noci. 
Velké výkyvy teplot jsou vzácné, zvláště v letních měsících. Vzhledem k blízkosti teplého moře a přítomnosti městského tepelného ostrova jsou mrazy ve městě Barcelona velmi vzácné. Sníh je také velmi vzácný, ale slabé sněžení se může v zimě vyskytnout v nedalekém pohoří Serra de Collserola.
V Barceloně naprší alespoň 1 mm průměrně 78 dnů za rok. Průměrná relativní vlhkost je 72 %, v rozmezí od 69 % v červenci do 75 % v říjnu. Úhrny srážek jsou nejvyšší na konci léta a na podzim a nejnižší na začátku a v polovině léta. Druhé, méně výrazné období nižších srážek nastává mezi únorem a březnem. Délka slunečního svitu je průměrně 2 524 hodin ročně, od 138 hodin v prosinci, neboli 4,5 hodin denně, do 310 hodin v červenci, neboli 10 hodin denně.
| Barcelona - letiště Barcelona-El Prat 1981-2020, rekordy 1920-2015 – podnebí | Barcelona - letiště Barcelona-El Prat 1981-2020, rekordy 1920-2015 – podnebí | Barcelona - letiště Barcelona-El Prat 1981-2020, rekordy 1920-2015 – podnebí | Barcelona - letiště Barcelona-El Prat 1981-2020, rekordy 1920-2015 – podnebí | Barcelona - letiště Barcelona-El Prat 1981-2020, rekordy 1920-2015 – podnebí | Barcelona - letiště Barcelona-El Prat 1981-2020, rekordy 1920-2015 – podnebí | Barcelona - letiště Barcelona-El Prat 1981-2020, rekordy 1920-2015 – podnebí | Barcelona - letiště Barcelona-El Prat 1981-2020, rekordy 1920-2015 – podnebí | Barcelona - letiště Barcelona-El Prat 1981-2020, rekordy 1920-2015 – podnebí | Barcelona - letiště Barcelona-El Prat 1981-2020, rekordy 1920-2015 – podnebí | Barcelona - letiště Barcelona-El Prat 1981-2020, rekordy 1920-2015 – podnebí | Barcelona - letiště Barcelona-El Prat 1981-2020, rekordy 1920-2015 – podnebí | Barcelona - letiště Barcelona-El Prat 1981-2020, rekordy 1920-2015 – podnebí | Barcelona - letiště Barcelona-El Prat 1981-2020, rekordy 1920-2015 – podnebí |
| Období | leden                                                                        | únor                                                                         | březen                                                                       | duben                                                                        | květen                                                                       | červen                                                                       | červenec                                                                     | srpen                                                                        | září                                                                         | říjen                                                                        | listopad                                                                     | prosinec                                                                     | rok                                                                          |
| --- | ---------------------------------------------------------------------------- | ---------------------------------------------------------------------------- | ---------------------------------------------------------------------------- | ---------------------------------------------------------------------------- | ---------------------------------------------------------------------------- | ---------------------------------------------------------------------------- | ---------------------------------------------------------------------------- | ---------------------------------------------------------------------------- | ---------------------------------------------------------------------------- | ---------------------------------------------------------------------------- | ---------------------------------------------------------------------------- | ---------------------------------------------------------------------------- | ---------------------------------------------------------------------------- |
| Nejvyšší teplota [°C] | 22,4                                                                         | 24,5                                                                         | 27,5                                                                         | 26,5                                                                         | 32,0                                                                         | 34,9                                                                         | 36,0                                                                         | 37,4                                                                         | 34,0                                                                         | 30,4                                                                         | 27,0                                                                         | 23,2                                                                         | 37,4                                                                         |
| Průměrné denní maximum [°C] | 13,6                                                                         | 14,3                                                                         | 16,1                                                                         | 18,0                                                                         | 21,1                                                                         | 24,9                                                                         | 28,0                                                                         | 28,5                                                                         | 26,0                                                                         | 22,1                                                                         | 17,3                                                                         | 14,3                                                                         | 20,4                                                                         |
| Průměrná teplota [°C] | 9,2                                                                          | 9,9                                                                          | 11,8                                                                         | 13,7                                                                         | 16,9                                                                         | 20,9                                                                         | 23,9                                                                         | 24,4                                                                         | 21,7                                                                         | 17,8                                                                         | 13,0                                                                         | 10,0                                                                         | 16,1                                                                         |
| Průměrné denní minimum [°C] | 4,7                                                                          | 5,4                                                                          | 7,4                                                                          | 9,4                                                                          | 12,8                                                                         | 16,8                                                                         | 19,8                                                                         | 20,2                                                                         | 17,4                                                                         | 13,5                                                                         | 8,6                                                                          | 5,7                                                                          | 11,8                                                                         |
| Nejnižší teplota [°C] | −7,2                                                                         | −6,6                                                                         | −1,4                                                                         | 0,1                                                                          | 3,0                                                                          | 7,8                                                                          | 11,4                                                                         | 9,5                                                                          | 7,6                                                                          | 3,8                                                                          | −1,4                                                                         | −8,0                                                                         | −8,0                                                                         |
| Průměrné srážky [mm] | 37,0                                                                         | 35,0                                                                         | 36,0                                                                         | 40,0                                                                         | 47,0                                                                         | 30,0                                                                         | 21,0                                                                         | 62,0                                                                         | 81,0                                                                         | 91,0                                                                         | 59,0                                                                         | 40,0                                                                         | 579                                                                          |
| Slunečných hodin | 151                                                                          | 163                                                                          | 206                                                                          | 228                                                                          | 250                                                                          | 266                                                                          | 305                                                                          | 278                                                                          | 259                                                                          | 182                                                                          | 145                                                                          | 141                                                                          | 2 574                                                                        |
| Zdroj: https://www.aemet.es/es/serviciosclimaticos/datosclimatologicos/valoresclimatologicos?l=0076&k=cat, https://www.aemet.es/es/serviciosclimaticos/datosclimatologicos/efemerides_extremos?w=0&k=cat&l=0076&datos=det |                                                                              |                                                                              |                                                                              |                                                                              |                                                                              |                                                                              |                                                                              |                                                                              |                                                                              |                                                                              |                                                                              |                                                                              |                                                                              |

## Obyvatelstvo

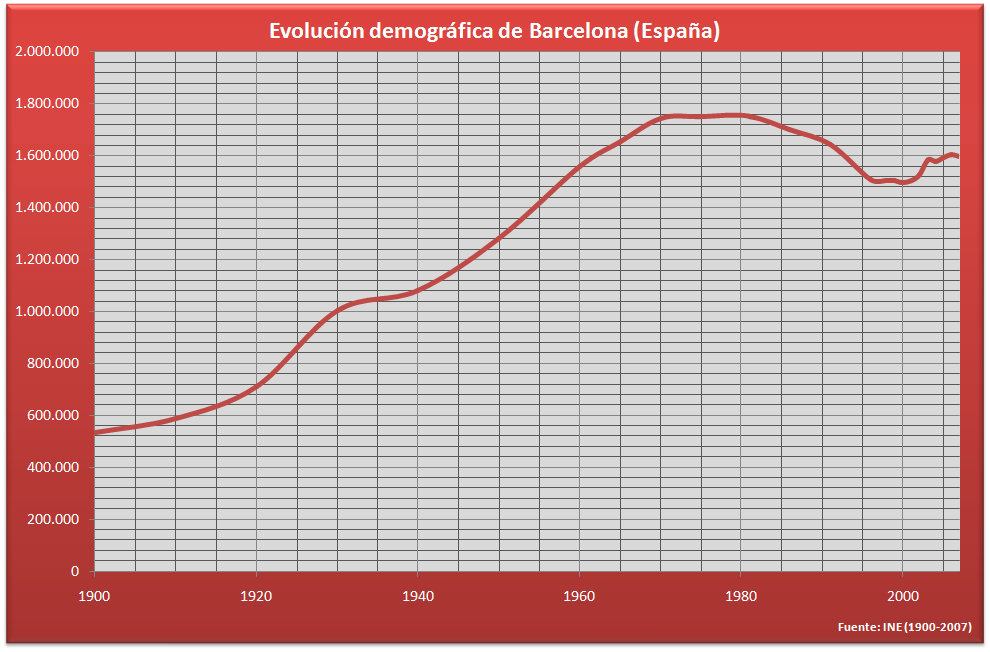
Vývoj populace města

Podle správních úřadů města činila populace Barcelony k 1. lednu 2020 1 664 182 lidí, kteří žili na území o rozloze okolo 101 kilometrů čtverečních. Dle lingvistického sčítání provedeného katalánskou vládou v roce 2013 je nejrozšířenějším jazykem je španělština, zároveň jí rozumí téměř všichni obyvatelé. Běžným jazykem je také katalánština, rozumí jí 95 % obyvatel, 72,3 % jí dokáže užívat při mluvení, 79 % jí čte a 53 % jí umí psát. Znalost katalánštiny se v posledních desetiletích výrazně zvýšila díky zrušení zákazu jejího používání během Francovy diktatury a opětovnému zavedení její výuky.
V roce 1900 měla Barcelona 533 tisíc obyvatel, počet neustále plynule rostl. Po roce 1950 začal strmější nárůst, kdy začala přijímat vysoké množství imigrantů přicházejících z méně industrializovaných částí Španělska. Populace Barcelony dosáhla vrcholu v roce 1979, kdy počet obyvatel činil 1 906 998. V průběhu 80. a 90. let počet klesal, protože se stále více lidí stěhovalo za vyšší kvalitu života do samostatných satelitních obcí. Po pádu na 1 496 266 obyvatel v roce 2000 se populace města začala znovu zvyšovat. Do města se stěhovali zejména mladší lidé, což zapříčinilo nárůst cen nemovitostí.

### Hustota zalidnění

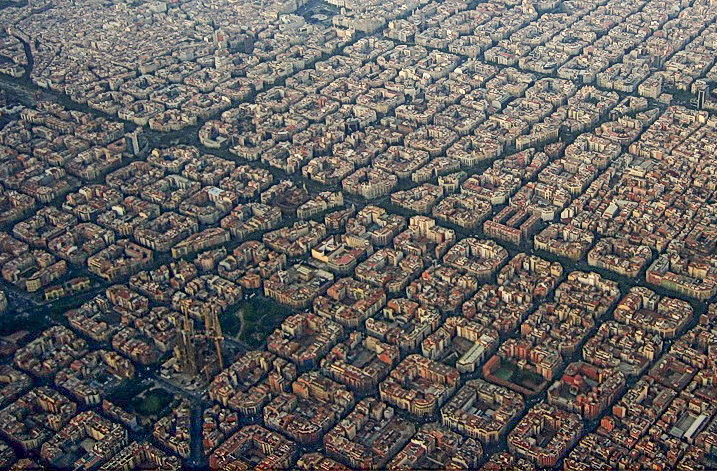
Letecký pohled na čtvrť Eixample

Barcelona je jedním z nejhustěji osídlených měst v Evropě. V roce 2012 žilo dle správních úřadů 1 620 943 obyvatel na území o velikosti 102,2 kilometrů čtverečních. Průměrná hustota zalidnění tedy dosahovala hodnoty 15 867 obyvatel na kilometr čtvereční. Čtvrtí s nejvyšší hustotou zalidnění je Eixample, kde je tato dosahuje 35 556 obyvatel na kilometr čtvereční.
V případě Barcelony je však rozložení obyvatelstva extrémně nerovnoměrné. Zhruba na polovině území obce bližší vnější administrativní hranici žije jen desetina populace. Tato oblast zahrnuje například neobydlenou průmyslovou zónu Zona Franca nebo lesopark a oblast hory Montjuïc. Zbývajících 90 % žije na zbývajících 52 kilometrech čtverečních s průměrnou hustotou přes 28 tisíc obyvatel na kilometr čtvereční.
Hustotu zalidnění přesahující 20 tisíc obyvatel na kilometr čtvereční mělo 45 ze 73 čtvrtí s celkovou populací 1 277 756 obyvatel žijících na celkem 38,6 kilometrech čtverečních při průměrné hustotě 33 275 obyvatel na kilometr čtvereční. Ve 30 nejhustěji obydlených čtvrtí žilo 57,5 % městské populace, ale toto území zabíralo pouze 22,7 % rozlohy města, tedy 936 406 lidí žijících s průměrnou hustotou 40 322 obyvatel na kilometr čtvereční. Nejvyšších hodnot tento indikátor dosahoval v okolí katedrály Sagrada Família.

### Věková struktura
V roce 1900 tvořily téměř třetinu populace, konkrétně 28,9 procenta, děti do 14 let. V roce 2017 tato věková skupina tvořila pouhých 12,7 % obyvatelstva. V roce 2017 tvořili lidé ve věku mezi 15 a 24 lety 9 procent populace, osoby ve věku 25 až 44 let tvořily 30,6 procenta a občané mezi 45 a 64 lety tvořili 56,9 % všech obyvatel města. V roce 1900 tvořili lidé ve věku 65 let a starší pouhých 6,5 procenta populace, ale v roce 2017 tvořila tato věková skupina až 21,5 procenta.

### Migrace
V roce 2016 bylo 59 % obyvatel města narozených v Katalánsku a 18,5 % se narodilo ve zbytku země. 22,5 % populace se narodilo mimo Španělsko. Tento podíl se od roku 2001, kdy dosahoval hodnoty 8,6 %, více než zdvojnásobil a od roku 1996, kdy činil 3,9 %, více než zpětinásobil.
Nejvíce imigrantů pochází z Evropy, mnozí přicházejí z Itálie nebo Francie. Mnoho migrantů je příslušníky některého z latinskoamerických národů. Pocházejí ze států, jako je Bolívie, Ekvádor nebo Kolumbie. Od 90. let 20. století se podobně jako jiní imigranti, usazovali nejvíce v severní části města.
V Barceloně existuje poměrně velká pákistánská komunita s až dvaceti tisíci příslušníky. Komunitu tvoří výrazně více mužů než žen. Mnoho Pákistánců žije ve čtvrti Ciutat Vella. První pákistánští migranti přišli v 70. letech, ale počet značně narostl později v 90. letech.
Další významné skupiny migrantů pocházejí z Asie, například z Číny a Filipín. Japonská komunita se nachází převážně v oblastech Bonanova, Les Tres Torres a Pedralbes. Všechny jsou na severu města, této komunitě slouží i japonská mezinárodní škola.

### Náboženství

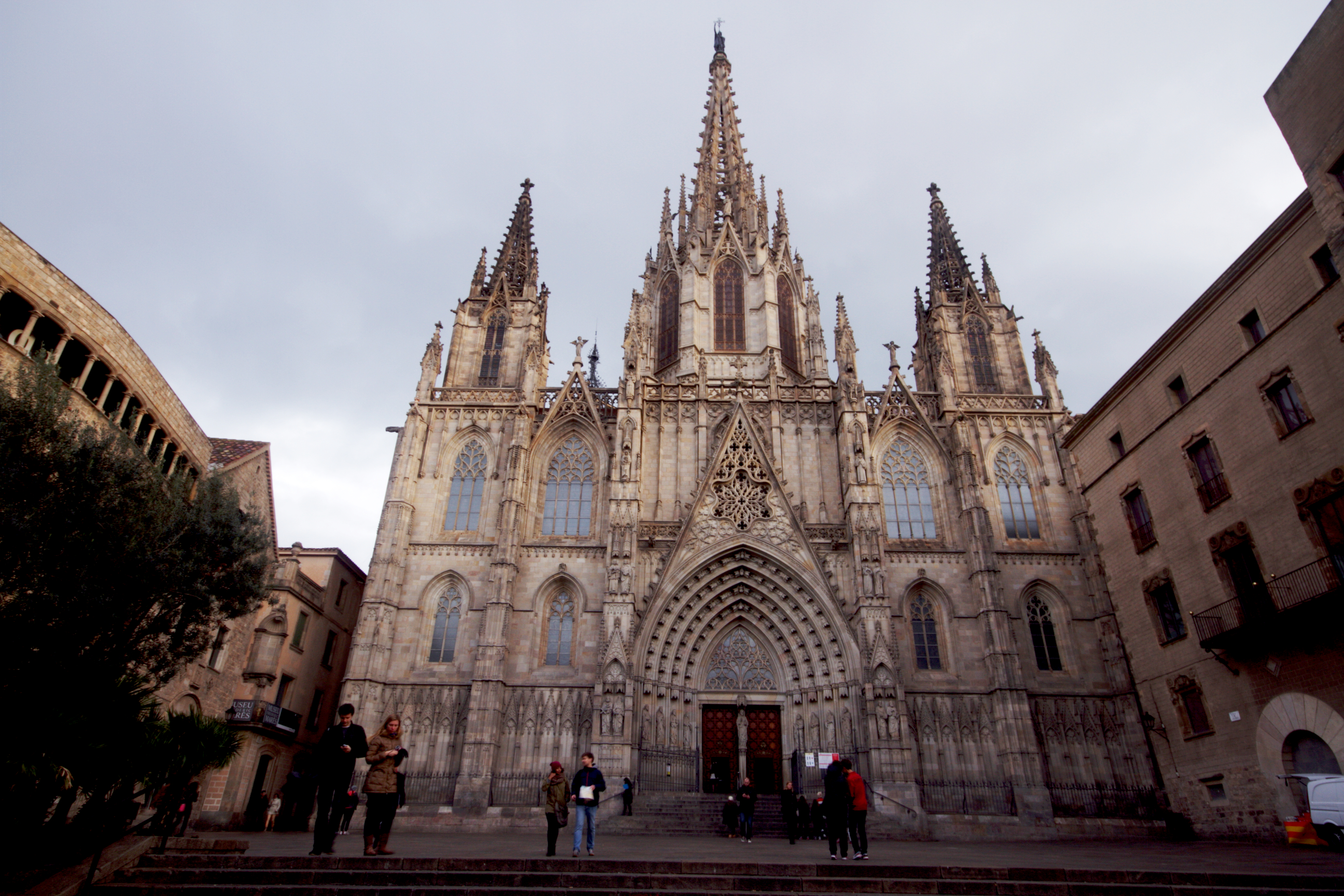
Barcelonská katedrála

Většina obyvatel uvádí, že jsou římští katolíci. V průzkumu z roku 2011, který provedla InfoCatólica, se 49,5 % obyvatel Barcelony všech věkových kategorií označilo za katolíky. Bylo to poprvé v křesťanských dějinách, kdy tento podíl klesl pod polovinu. Čísla odrážejí širší trend v celém Španělsku, kdy počty katolíků klesají a narůstá počet nevěřících a ateistů. V roce 2019 průzkum provedený Centro de Investigaciones Sociológicas ukázal, že 53,2 % obyvatel Barcelony se označilo za katolíky, ale praktikujících katolíků bylo jen 9,9 %, 43,3 % obyvatel byli nepraktikující katolíci.
Provincie Barcelona má největší muslimskou komunitu ve Španělsku, 322 698 lidí v této oblasti je tohoto vyznání. V procentech z celkové populace tento počet činí 5,6 %. Značný počet muslimů se do Barcelony přistěhoval. V celé provincii zahrnující i jiné obce než samotnou Barcelonu existuje 169 mešit či modliteben, většinou menších provozovaných místními Maročany.
Barcelona má také největší židovskou komunitu ve Španělsku, ve městě žije odhadem 3 500 Židů. Existuje také řada dalších náboženských skupin, včetně evangelických, jejichž věřící jsou často Romové, svědků Jehovových, buddhistů a ortodoxních křesťanů. 

## Správa

### Místní správa

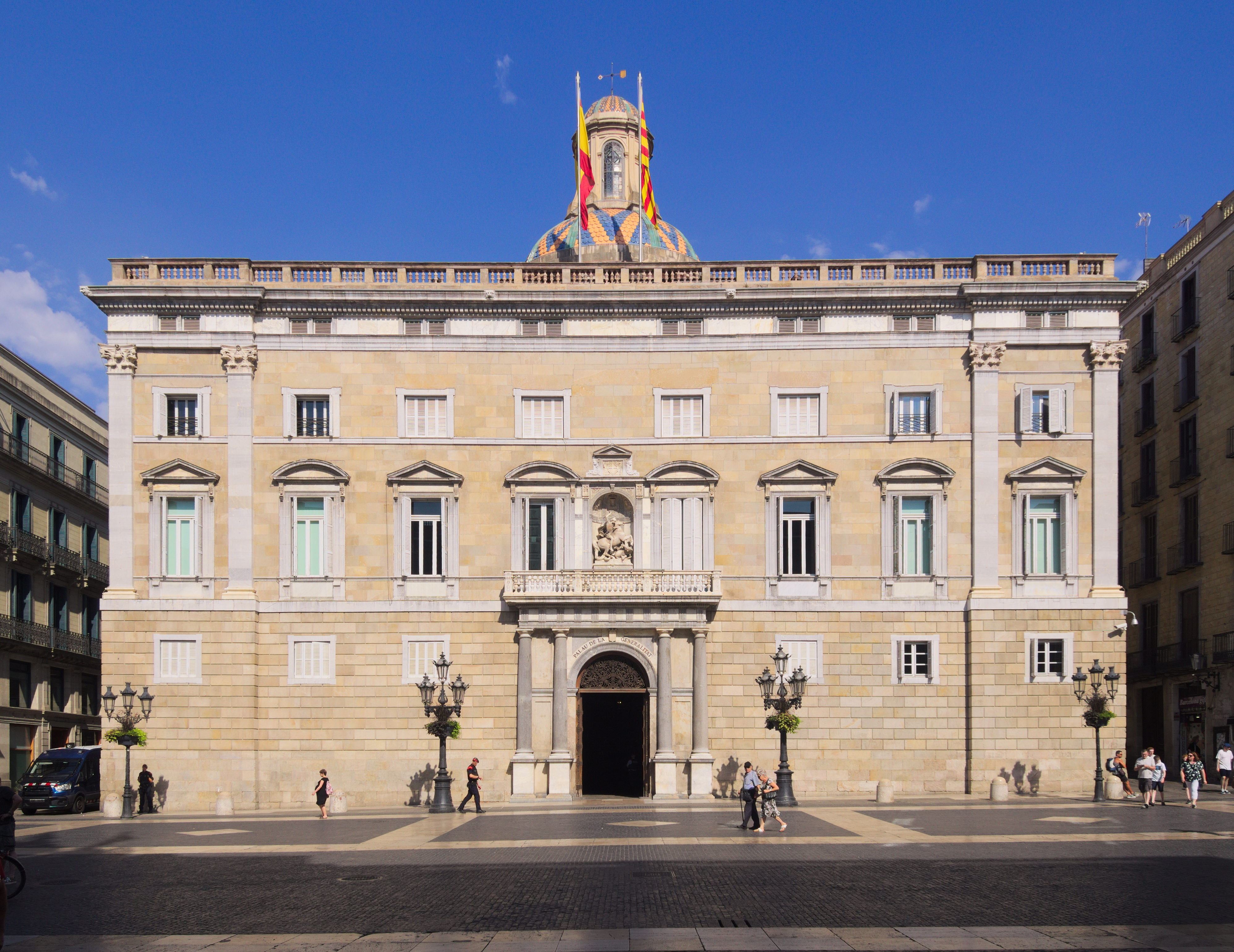
Sídlo katalánské vlády

Jako hlavní město autonomního společenství Katalánska je Barcelona sídlem katalánské vlády, také známé jako Generalitat de Catalunya, parlamentu a nejvyššího soudu Katalánska. Město je také hlavním městem provincie Barcelona a comarcy Barcelona.

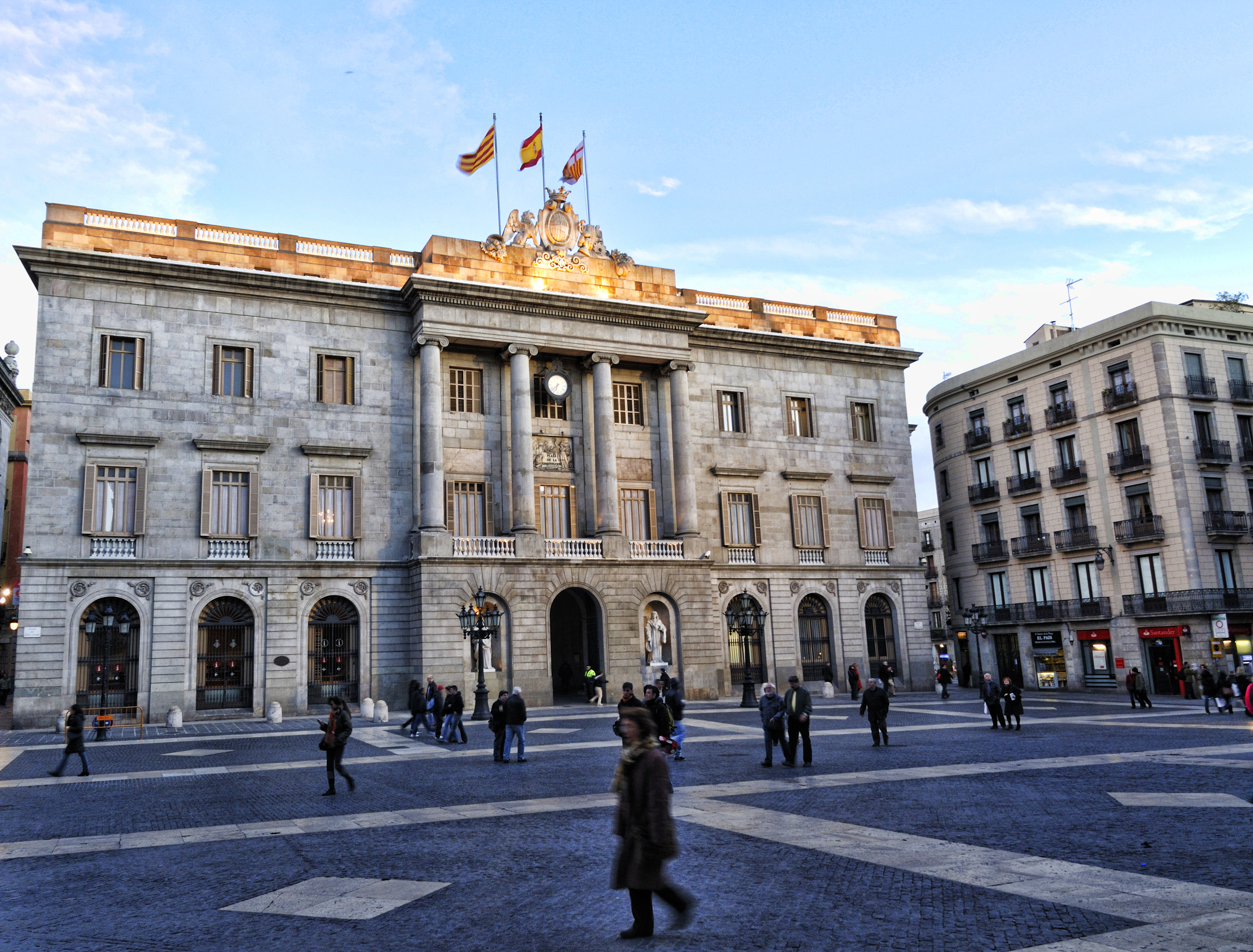
Sídlo radnice města

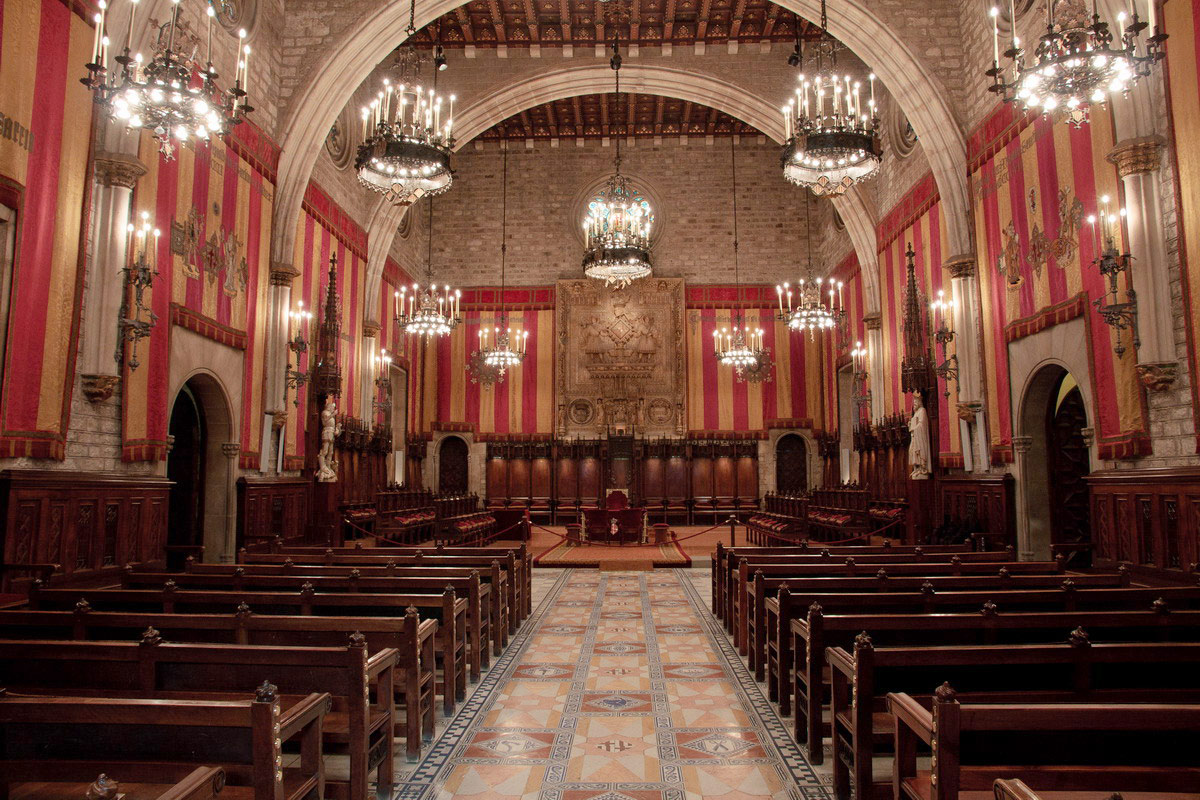
Zasedací sál v budově radnice

V Barceloně se volí zastupitelstvo, které má 41 členů. Ti jsou voleni na čtyřleté funkční období ve všeobecných volbách. Barcelona jako jedno ze dvou největších měst ve Španělsku podléhá zvláštnímu městskému zákonu (Carta Municipal). První verze tohoto zákona byla přijata v roce 1960, ale později byl pozměněn, současná verze byla schválena v březnu 2006. Podle tohoto zákona je barcelonská správa organizována ve dvou úrovních, politickou tvoří volené zastupitelstvo a rada, výkonná zahrnuje úřady, která zajišťuje provádění rozhodnutí přijatých na politické úrovni. Tento zákon také rozšiřuje pravomoci města do oblastí, jako jsou telekomunikace, doprava, bezpečnost silničního provozu a zajišťování veřejného pořádku. Zastupitelstvu uděluje právo veta v některých oblastech, o kterých rozhoduje ústřední vláda, ale k tomuto vetu je třeba i souhlas městské rady.
Rada je složka výkonné moci, které předsedá starosta, dalšími členy je 5 místostarostů, 17 městských zastupitelů, z nichž každý má na starosti určitou oblast vlády, a 5 nevolených členů. Zastupitelstvo tvořené 41 členy disponuje poradními, plánovacími, regulačními a fiskálními výkonnými funkcemi. Existuje šest kontrolních komisí, které mají výkonné a kontrolní funkce ve své oblasti působnosti. Počet členů za jednotlivé strany odpovídá silám v zastupitelstvu.
Městské zastupitelstvo má pravomoc v oblastech plánování města, dopravy, daní, bezpečnosti, městské policie, údržby města, zahrad, parků, životního prostředí, vzdělávacích zařízení, sportovních center, knihoven, kultury, mládeže a sociální péče. Některé z těchto kompetencí nejsou výlučné, ale jsou sdíleny s Generalitat de Catalunya nebo ústřední španělskou vládou. V některých sdílených oblastech, jako je zdravotnictví, školství nebo sociální služby existuje společná agentura, konsorcium nebo podnik, které tyto služby plánují a řídí.
Městské rady je na náměstí Plaça de Sant Jaume stejně jako katalánská vláda známá jako Generalitat de Catalunya. Od španělského přechodu k demokracii byla Barcelona řízena Socialistickou stranou Katalánska, nejprve s absolutní většinou a později v koalici s menšími stranami. V současnosti je premiérkou Ada Colauová za proevropskou levicovou stranu Barcelona en comú.

### Administrativní dělení

Mapa obvodů Barcelony

Barcelona je rozdělena do 10 obvodů. Ty jsou spravovány radním jmenovaným hlavní městskou radou. Každý z nich má určité pravomoci týkající se záležitostí, jako je urbanismus nebo infrastruktura. Současné rozdělení města na různé obvody bylo schváleno v roce 1984. V roce 2009 začala Barcelona používat nové rozdělení 73 menších čtvrtí, které bylo zavedeno za účelem zlepšení služeb. Dělení na 10 obvodů stále existuje.
Některé z těchto obvodů byly původně samostatné obce, které byly začleněny do Barcelony během 19. nebo 20. století. Jedná se například o dnešní obvody Les Corts nebo Gràcia. Některá města, která s Barcelonou přímo sousedí, však začleněna nebyla, jedná se například o obce L'Hospitalet de Llobregat nebo Badalona.
| Číslo | Obvod               | Rozloha (km²) | Obyvatelstvo | Hustota zalidnění (obyvatel/km²) | Poznámky                                                                            |
| ----- | ------------------- | ------------- | ------------ | -------------------------------- | ----------------------------------------------------------------------------------- |
| 1     | Ciutat Vella        | 4,11          | 109 672      | 26 684,2                         | původní Barcelona                                                                   |
| 2     | Eixample            | 7,46          | 269 349      | 36 105,8                         | připojení v 19. století, nejlidnatější obvod, čtvercové obytné bloky a dlouhé třídy |
| 3     | Sants-Montjuïc      | 22,68         | 187 026      | 8 246,3                          | vrch Montjuïc, nákladní přístav                                                     |
| 4     | Les Corts           | 6,02          | 81 576       | 13 550,8                         | stadion Camp Nou                                                                    |
| 5     | Sarrià-Sant Gervasi | 19,91         | 149 201      | 7 493,8                          | nejluxusnější obvod                                                                 |
| 6     | Gràcia              | 4,19          | 123 276      | 29 421,5                         | původně samostatná obec, kulturně smíšená oblast města                              |
| 7     | Horta-Guinardó      | 11,96         | 173 944      | 14 543,8                         | vyšší nadmořská výška                                                               |
| 8     | Nou Barris          | 8,05          | 173 552      | 21 559,3                         | vznik v 70. letech 20. století                                                      |
| 9     | Sant Andreu         | 6,59          | 151 537      | 22 995                           | vesnický charkater                                                                  |
| 10    | Sant Martí          | 10,39         | 241 181      | 23 212,8                         | oblast u Středozemního moře                                                         |

### Partnerská města
Barcelona udržuje partnerský vztah s několika městy. Dohoda s Tel Avivem byla kvůli možnému porušování práv Palestinců v Izraeli vypovězena. Starostka Ada Colauová oznámila své důvody v dopisu izraelskému premiérovi Benjaminu Netanjahuovi.
| - Antverpy, Belgie (1997) Dili, Východní Timor (?) - Athény, Řecko (1999) - Batumi, Gruzie (1999) - Boston, Spojené státy americké (1983) - Dubaj, Spojené arabské emiráty (2006) - Dublin, Irsko (1998) - Gaza, Stát Palestina (1998) - Havana, Kuba (1993) - Ho Či Minovo Město, Vietnam (1983) - Istanbul, Turecko (1997) - Kjóto, Japonsko (2016) - Kóbe, Japonsko (1993) - Kolín nad Rýnem, Německo (1984) | - Monterrey, Mexiko (1977) - Montevideo, Uruguay (1985) - Montpellier, Francie (1963) - Monzón, Španělsko (1969) - Petrohrad, Rusko (1985) - Pusan, Jižní Korea (1983) - Rio de Janeiro, Brazílie (1972) - São Paulo, Brazílie (1985) - San Francisco, Spojené státy americké (2010) - Sarajevo, Bosna a Hercegovina (2000) - Šanghaj, Čína (2001) - Tunis, Tunisko (1969) - Valparaíso, Chile (2001) |

Město během 90. let utlumilo podepisování nových dohod o uzavření meziměstského partnerství, naopak vzniklo mnoho smluv o spolupráci.

## Ekonomika

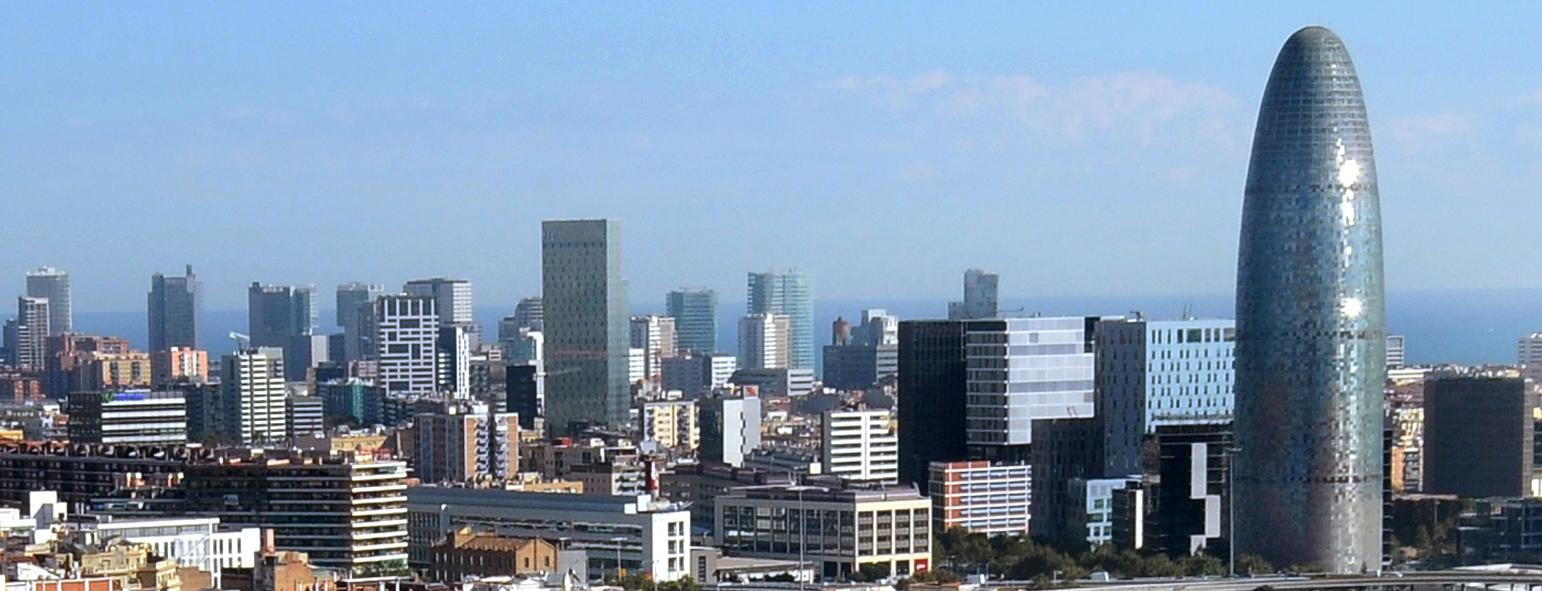
Pohled na obchodní čtvrť 22@

Metropolitní oblast Barcelony zahrnuje více než dvě třetiny obyvatel Katalánska. Jedná se o jeden z bohatších regionů v Evropě, v samotném Španělsku je pak čtvrtý nejbohatší. Mezi metropolitními oblastmi v Evropské unii se z hlediska nominálního HDP zařadila na 11. místo. Barcelona je navíc také čtvrtým nejlepším městem pro byznys v Evropě a nejrychleji se zlepšujícím evropským městem v tomto ohledu.
Barcelona má dlouholetou obchodní tradici. Město bylo velmi brzy industrializovalo, již v roce 1833 začal sofistikovaný textilní průmysl v Katalánsku využívat parní energii. Katalánská metropole se tak stala prvním a nejvýznamnějším průmyslovým městem v oblasti Středozemního moře. Od té doby hraje průmysl velkou roli v historii i současnosti.
Burza cenných papírů v Barceloně (zkratka BCN) je jednou z hlavních burz ve Španělsku. Sídlo se nachází ve čtvrti Eixample na ulici Passeig de Gràcia. Burza byla otevřena v roce 1989, ale oficiálně byla založena už v roce 1915. V roce 2001 bylo na burze 715 společností. Tržní kapitalizace akcií činila přibližně 515,4 miliard eur.
V současnosti v Barceloně, stejně jako všude ve vyspělém světě, ustupuje průmysl a narůstá podíl sektoru služeb, v němž jsou nejdůležitějšími odvětvími média, logistika a informační technologie.
Ve městě a jeho okolí působí velké množství nadnárodních společností. Jako příklad lze uvést Hewlett-Packard, Bayer, Sony, Nestlé, IBM, Danone nebo Citibank. Mezi místní firmy patří třeba výrobce lízátek Chupa Chups.

### Průmysl
Průmysl vytváří 21 % z celkového hrubého domácího produktu celé oblasti. Největšími obory průmyslu jsou chemický, hutnický a energetika, dohromady tvoří 47 % celé produkce. V metropolitní oblasti Barcelony se k roku 1997 nacházelo až 67 % z celkového počtu průmyslových podniků v Katalánsku.
Barcelona je již dlouho významným evropským centrem výroby automobilů, v minulosti zde působil nespočet výrobců. Dnes na jednom z barcelonských předměstí sídlí firma SEAT, největší španělský výrobce automobilů. Ve městě se nachází i jeho továrna. V logistické a průmyslové oblasti města leží i továrna japonské firmy Nissan. Nedaleko města leží také továrna Derbi, kde se vyrábí motocykly, skútry a mopedy. 
Stejně jako v jiných moderních městech je sekundární sektor již dávno upozaděn sektorem služeb, i když zůstává velmi důležitý. Mezi další průmyslová odvětví regionu patří textilní, farmaceutický, elektrotechnický, tiskařský, vydavatelský, telekomunikační či logistika.

### Přístav

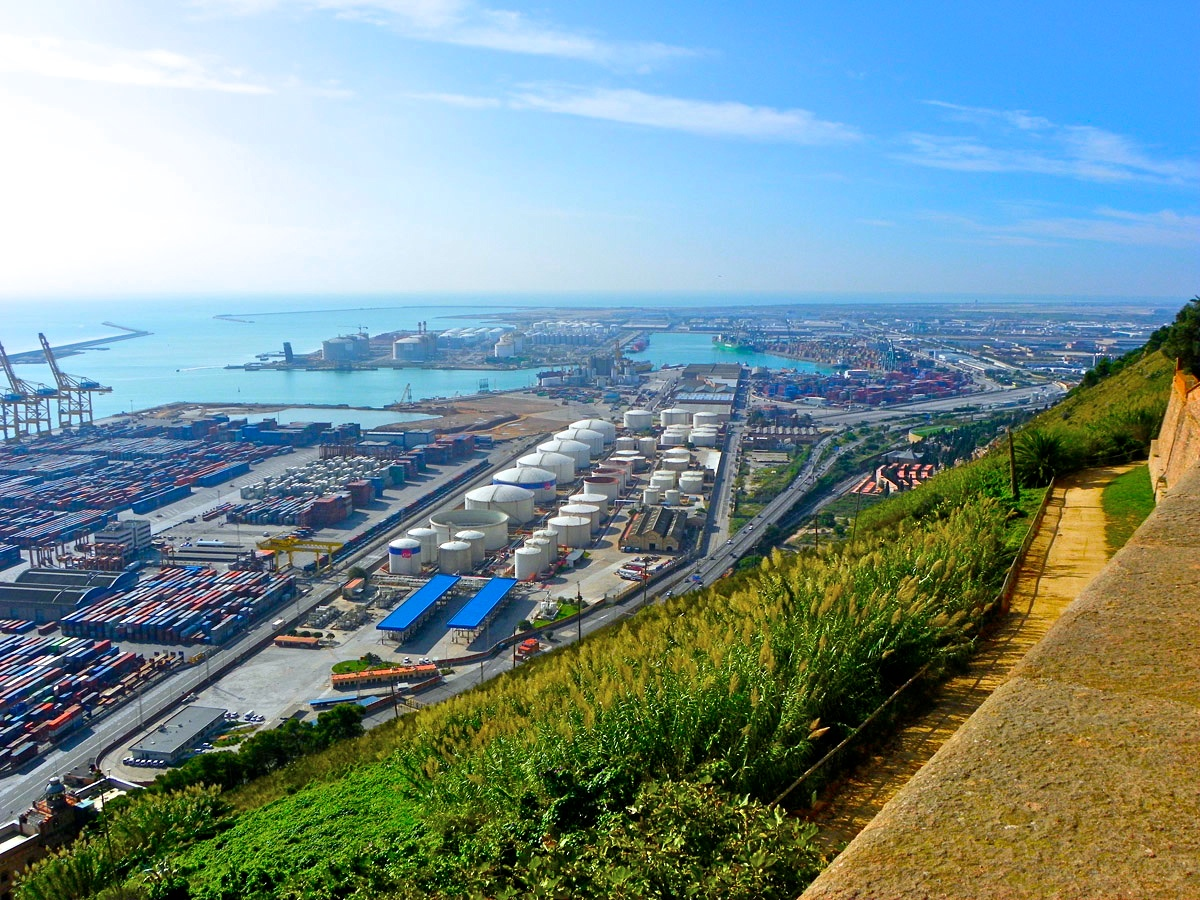
Barcelonský přístav

Barcelonský přístav je jedním z nejdůležitějších přístavů Španělska. Jeho rozloha dosahuje 7,86 kilometrů čtverečních. Je rozdělen do tří zón, a to starý přístav (Port Vell), obchodní/průmyslový přístav a logistický přístav (Barcelona Free Port). Jelikož je přístav v majetku státu, je řízen správou barcelonského přístavu. Jedná se o třetí největší kontejnerový přístav v zemi a devátý největší v Evropě, v roce 2018 odbavil 3,42 milionu TEU. Přístav slouží i osobní dopravě.

### Média
Tři hlavní barcelonské deníky jsou El Periódico de Catalunya, La Vanguardia a Ara. První dva jsou vydávány jak v katalánštině, tak i ve španělštině, ale Ara má pouze katalánské vydání. Dva hlavní sportovní deníky, které vlastní stejná společnost, se nazývají Sport a El Mundo Deportivo, přičemž oba jsou vydávány pouze ve španělštině. Ve městě jsou k dispozici i celostátní noviny se speciálními místními vydáními, jako je El País, který se tiskne jen ve španělštině, ale online verze je i v katalánštině, nebo El Mundo, který je k dispozici pouze ve španělštině. V nabídce je i několik bezplatných novin, jako například 20 minutos a Qué, obě dvě periodika jsou oboujazyčné.
V roce 1995 byl založen VilaWeb jako vůbec první online zpravodajská webová stránka v Katalánsku bez tištěného vydání. Toto médium podporuje odtržení Katalánska od Španělska.
Mezi hlavní rozhlasové stanice patří například Catalunya Ràdio, RAC 1, RAC 105 nebo Cadena SER. Barcelona má také regionální televizní program, BTV, který vlastní město. 
Sídlo společnosti Televisió de Catalunya, veřejnoprávního katalánského vysílatele, se nachází v obci Sant Joan Despí, v metropolitní oblasti Barcelony. Žádná katalánská televize nemohla existovat během frankistického režimu, byla tedy založena až po jeho pádu. Tato společnost zahájila zkušební vysílání 11. září 1983 během národního dne Katalánska, pravidelné vysílání započalo dne 16. ledna 1984.

### Cestovní ruch

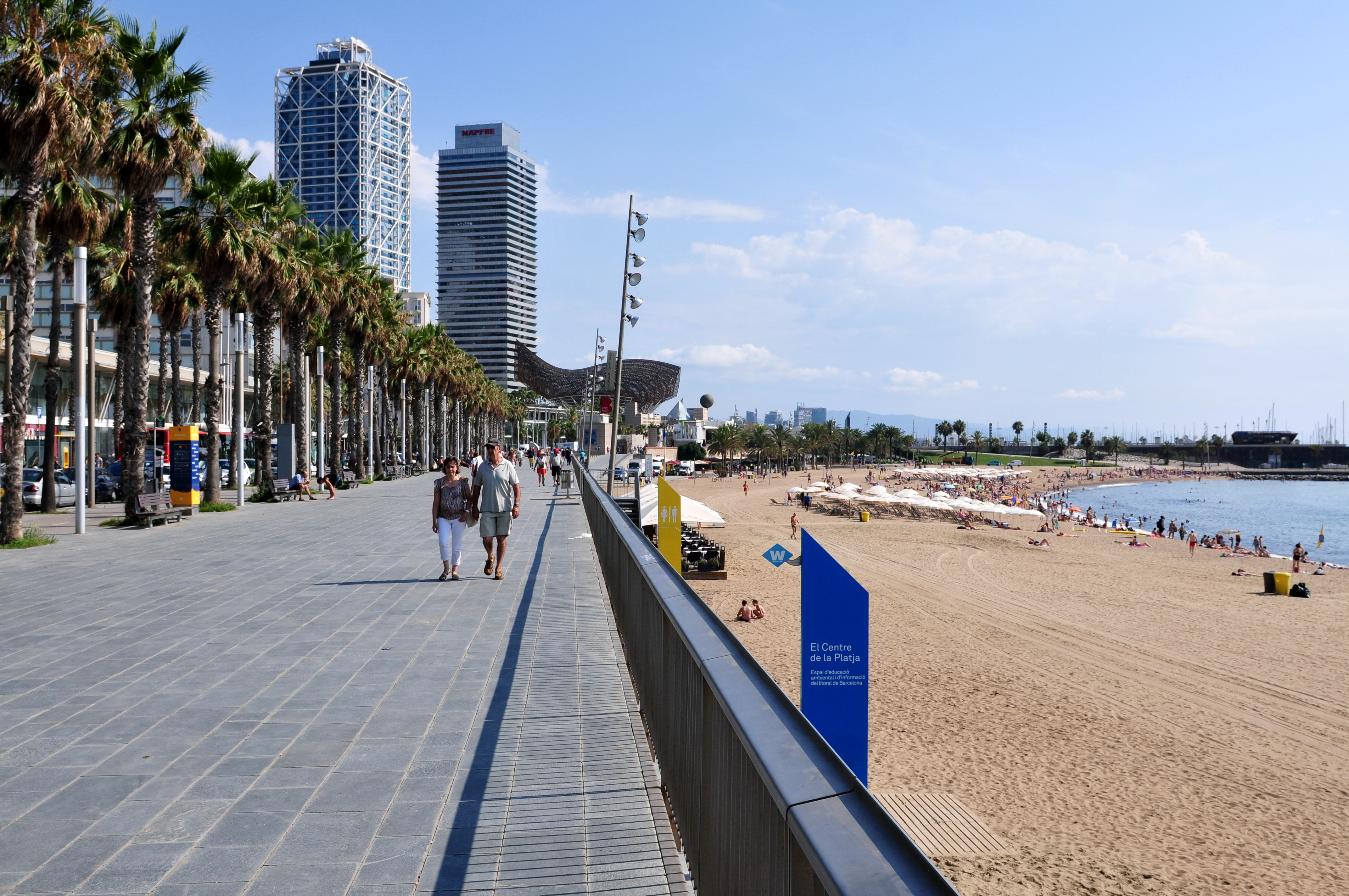
Promenáda podél pláže La Barceloneta

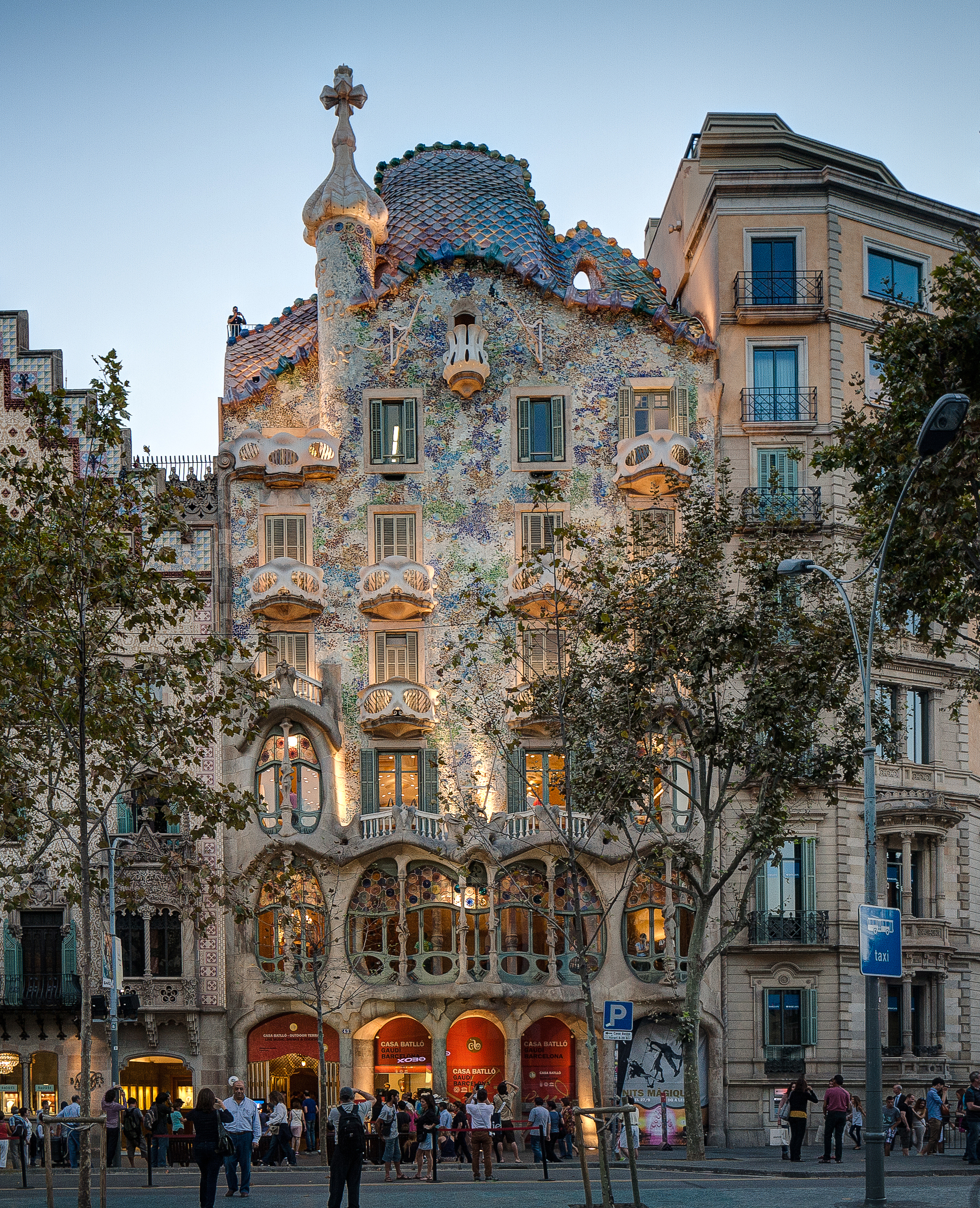
Gaudího stavba Casa Batlló zapsaná na seznamu světového dědictví UNESCO

V roce 2011 byla Barcelona 20. nejnavštěvovanějším městem na světě co do počtu mezinárodních návštěvníků, v Evropě zaujímala pátou pozici po Londýně, Paříži, Istanbulu a Římě, celkový počet návštěvníků z ciziny činil 5,5 milionu. Nejen díky oblíbené pěší ulici La Rambla, která je lemovaná stromy je Barcelona hodnocena jako nejoblíbenější město k návštěvě ve Španělsku. 
Barcelona je mezinárodně uznávaná turistická destinace s četnými rekreačními oblastmi, jednou z nejlepších pláží na světě, mírným teplým podnebím a historickými památkami. Ve městě se nachází i osm míst, které jsou součástí světového kulturního dědictví UNESCO. Jedná se o díla architekta Antonia Gaudího, a to park Güell, palác Güell, Casa Milà, Casa Vicens, kryptu a původní fasádu katedrály Sagrada Família, Casa Batlló a kryptu v Colònii Güell. Cestovatelé se v roce 2016 mohli ubytovat v 519 hotelech včetně 35 pětihvězdičkových. Celkově je městská turistická infrastruktura rozvinutá.
Vzhledem ke každoročně velkému přílivu turistů se Barcelona, stejně jako mnoho dalších měst oblíbených mezi návštěvníky, musí potýkat s kapsáři, přičemž nejběžněji kradenými předměty jsou peněženky. Navzdory určitému počtu kapesních zlodějů je Barcelona považována za jedno z nejbezpečnějších měst, pokud jde o bezpečnost, především díky sofistikované strategii policie, která během více než tří let snížila kriminalitu o 32 %. V roce 2016 ji americký portál Business Insider označil za 15. nejbezpečnější město na světě.
Ačkoliv cestovní ruch přináší ekonomické výhody, počet turistů městu i škodí. Na začátku roku 2017 více než 150 tisíc demonstrantů varovalo, že turismus destabilizuje město. Mezi slogany na demonstraci patřily například: "Turisté, jděte domů," „Barcelona není na prodej“ nebo „Nenecháme se vyhnat“. Počet návštěvníků od 90. let silně vzrostl, což zvýšilo náklady obyvatel na nájemní bydlení a přeplnilo veřejná prostranství. V roce 2017 turisté utratili odhadem 30 miliard eur, někteří místní je však považují za hrozbu pro identitu Barcelony.
V květnu 2017 vyšel v britském deníku The Independent článek, který zařadil Barcelonu mezi „osm míst, která nejvíce nenávidí turisty“. Text zahrnoval komentář starostky Ady Colauové včetně jejích slov: „Nechceme, aby se město stalo levným obchodem se suvenýry,“ jako příklad uvedla italské Benátky. Aby město problém zmírnilo, zastavilo vydávání licencí novým hotelům a prázdninovým bytům a společnosti AirBnb udělilo pokutu ve výši 30 tisíc eur. Starostka navrhla zavést novou pobytovou taxu a stanovit limit na počet návštěvníků. Justin Francis, zakladatel agentury Responsible Travel, uvedl, že je třeba podniknout kroky k omezení počtu návštěvníků, kteří způsobují krizi nadměrného cestovního ruchu v několika velkých evropských městech: "V konečném důsledku musí být obyvatelé upřednostňováni před turisty, pokud jde o bydlení, infrastrukturu a přístup ke službám, protože mají dlouhodobý podíl na úspěchu města."

### Kvalita života
Barcelona byla v roce 2015 podle lifestylového magazínu Monocle 24. nejlepším městem na světě k životu. Podle podobného žebříčku od společnosti Innovation Analysts 2thinknow na 13. místě v žebříčku nejinovativnějších měst. Zároveň je podle Global Wealth and Lifestyle Report 2020 jedno ze světových měst s nejdostupnějším luxusním životním stylem.

## Doprava

### Silniční

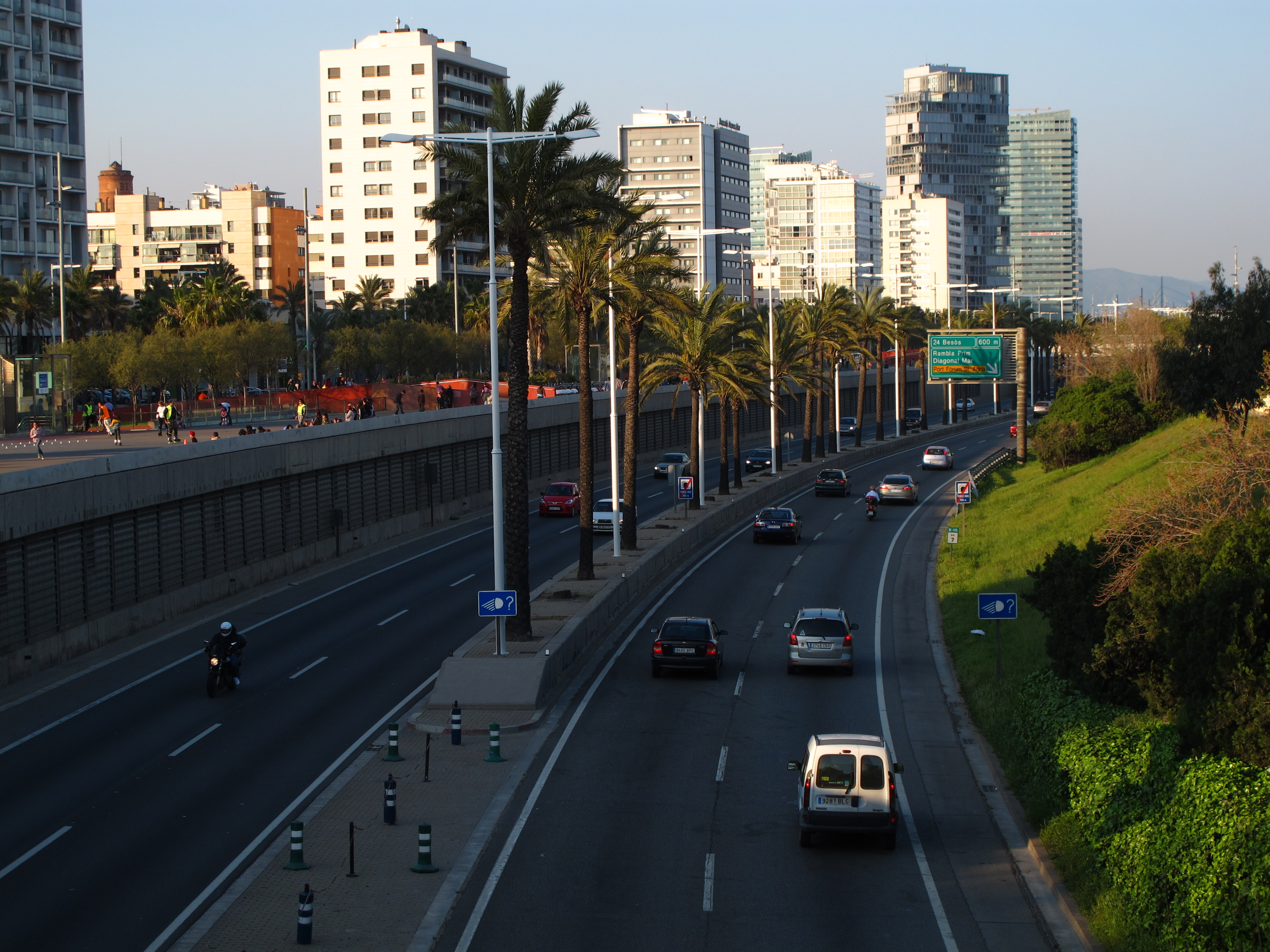
Dálnice B-10 sloužící jako obchvat

Barcelona leží na třech evropských silnicích, a to E15, která vede podél pobřeží Středozemního moře od Algeciras až do Skotska, E90, která vede do Madridu a Lisabonu, a E9, která vede do Paříže. Doprava je také zajišťována komplexní sítí rychlostních silnic a celostátních i regionálních dálnic, a to konkrétně:
- A-2 do Madridu přes Lleidu a Zaragozu
- A-7 do Francie přes Gironu a do Algeciras přes Valencii, Murcii a Málagu
- C-16 a C-17 na sever do Pyrenejí
- C-31 a C-32 na sever i na jih podél Středozemního moře
- C-33 na sever k mimoúrovňové křižovatce s AP-7, bezplatnou alternativou A-7

Město je obklopeno třemi půlkruhy sloužícími jako obchvaty, a to Ronda de Dalt (B-20) vedoucí v podhůří hor, Ronda del Litoral (B-10) vedoucí podél pobřeží a Ronda del Mig, který je rozdělen na dvě části, severní a jižní.
Mezi hlavní tepny města patří Avinguda Diagonal (Diagonální třída), která protíná mnoho domovních bloků diagonálně, čímž porušuje uspořádání do mřížky. Další podobnou ulicí je Avinguda Meridiana, která vede z centra na sever. Poslední z trojice nejvýznamnějších ulic se nazývá Gran Via de les Corts Catalanes, která prochází středem městem z východu na západ, přičemž nijak nevybočuje z mřížkovitého systému ulic. Slavný bulvár La Rambla býval taktéž důležitou silnicí, ale dnes už se na jeho místě nachází jen pěší zóna. Všechny tyto třídy se protínají na náměstí Plaça de les Glòries Catalanes.

### Železniční

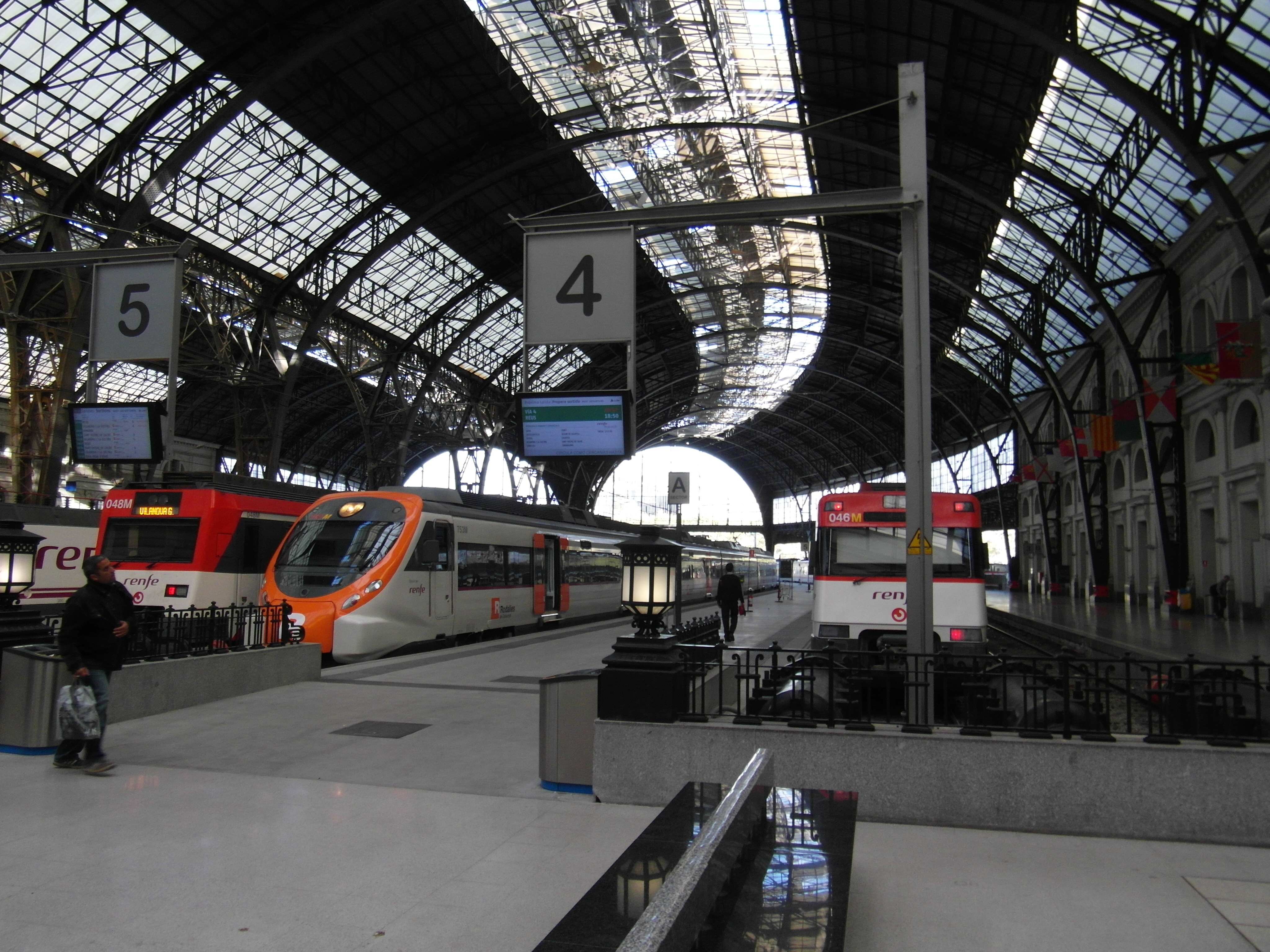
Vlaky ve stanici Estació de França

Barcelona je důležitým uzlem španělské železniční sítě. Hlavní stanicí národního i mezinárodního významu je Barcelona Sants. Vlastní ji stát skrze společnost Adif. Kromě dálkových spojů ji využívá i systém příměstských vlaků Rodalies de Catalunya. Název získala podle stejnojmenné čtvrti. Vlaky využívají celkem 7 ostrovních nástupišť. Spojení s ostatními části města je zajištěno díky linkám metra L3 a L5.
Druhým důležitým nádražím, které je hlavového charakteru, je Barcelona Estació de França. To slouží především příměstským a regionálním spojům. Budova byla otevřena již v roce 1848, původně sloužila výhradně vlakům přijíždějícím z Francie. Vzhledem k době vzniku je významnou památkou. Architektura využívá jak klasických, tak modernistických prvků. Dekorace jsou z mramoru, bronzu i křišťálu. Doprava do města je zajištěna místními vlaky, jelikož se přímo u nádraží nenachází žádná stanice metra.
Do města jezdí i vysokorychlostní vlaky systému tratí AVE provozované společností RENFE. Na trati do Madridu dosahuje maximální rychlost 310 km/h, díky čemuž cestovní doba mezi španělským hlavním městem a katalánskou metropolí trvá jen 2,5 hodiny. Obě města spojuje 26 vlaků denně, z čehož 11 je přímých a dalších 15 zastavuje i v menších městech, kvůli čemuž jsou mírně pomalejší. Vlaky ze Španělska zajíždějí zejména na nádraží Barcelona Sants.
Dříve spojení do Francie vyžadovalo změnu rozchodu. Toto zdržení odpadlo po otevření vysokorychlostní trati ve standardním rozchodu. Vysokorychlostní trať do Perpignanu spojující Barcelonu s Francií, konkrétně městy jako je Paříž, Lyon, Marseille nebo Toulouse provozuje společně SNCF i RENFE. Vlaky z Francie také zajíždějí zejména na nádraží Barcelona Sants.
V roce 2023 se má otevřít nová železniční stanice pro severní a východní části města s názvem Barcelona Sagrera. Práce byly zahájeny již v roce 2009, ale první návrhy se objevily již v 80. letech. Po jejím otevření by pak současná stanice Barcelona Sants nadále plnila svou funkci, ale zejména jen pro jižní a západní oblasti Barcelony. Rozpočet výstavby činí necelých 703 milionů eur. Po otevření nové stanice se plánuje zrealizovat nová výstavba v bezprostředním okolí. Spojení s městem budou zajišťovat linky metra 4, 9 a 10. K dispozici bude i autobusové nádraží. Celý železniční komplex bude zcela v podzemí s výjimkou nádražní budovy. 

### Letecká

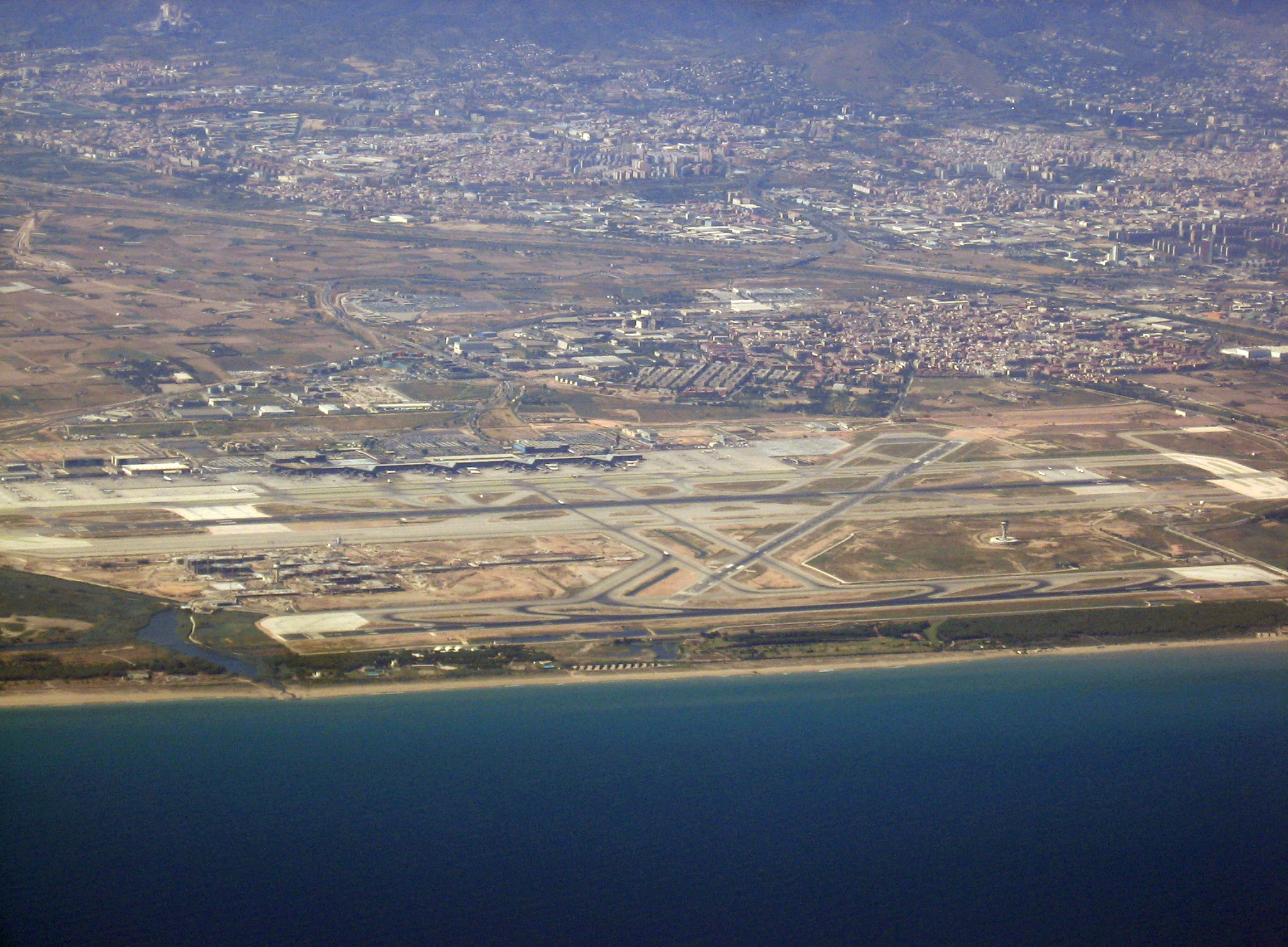
Letiště Barcelona El-Prat

Hlavním letištěm v Barceloně i v celém Katalánsku je mezinárodní letiště Barcelona-El Prat, které se nachází asi 17 km jihozápadně od centra Barcelony. Je to druhé největší letiště ve Španělsku co do počtu odbavených cestujících a největší na pobřeží Středozemního moře. V roce 2018 odbavilo více než 50 milionů cestujících, do začátku pandemie covidu-19 tento počet každoročně rostl, například v roce 2012 tento počet dosahoval jen 35 milionů. Jedná se o důležité letiště pro nízkonákladové aerolinky Vueling Airlines a Ryanair, ale i pro Iberia nebo Air Europa. Ačkoli nejvíce cestujících využívá spojení v rámci Evropy, v nabídce některých společností jsou i destinace v latinské Americe, Spojených státech, Asii i Africe. Letiště je s městem spojuje dálnice, metro, do něhož je možné nastoupit hned ve dvou stanicích linky L9, příměstský vlak a pravidelná autobusová doprava.
Některé zejména nízkonákladové letecké společnosti také využívají letiště Girona-Costa Brava, jež leží asi 90 km na sever od města u Girony, letiště Reus, které se nachází o 77 km jižněji u města Reus, nebo letiště Lleida-Alguaire u Lleidy, které stojí asi 150 km na západ od města. Letiště Sabadell je menší letiště v nedalekém městečku Sabadell, věnuje se však výcviku pilotů, slouží soukromým letům a pro aerotaxi.

### Lanovky

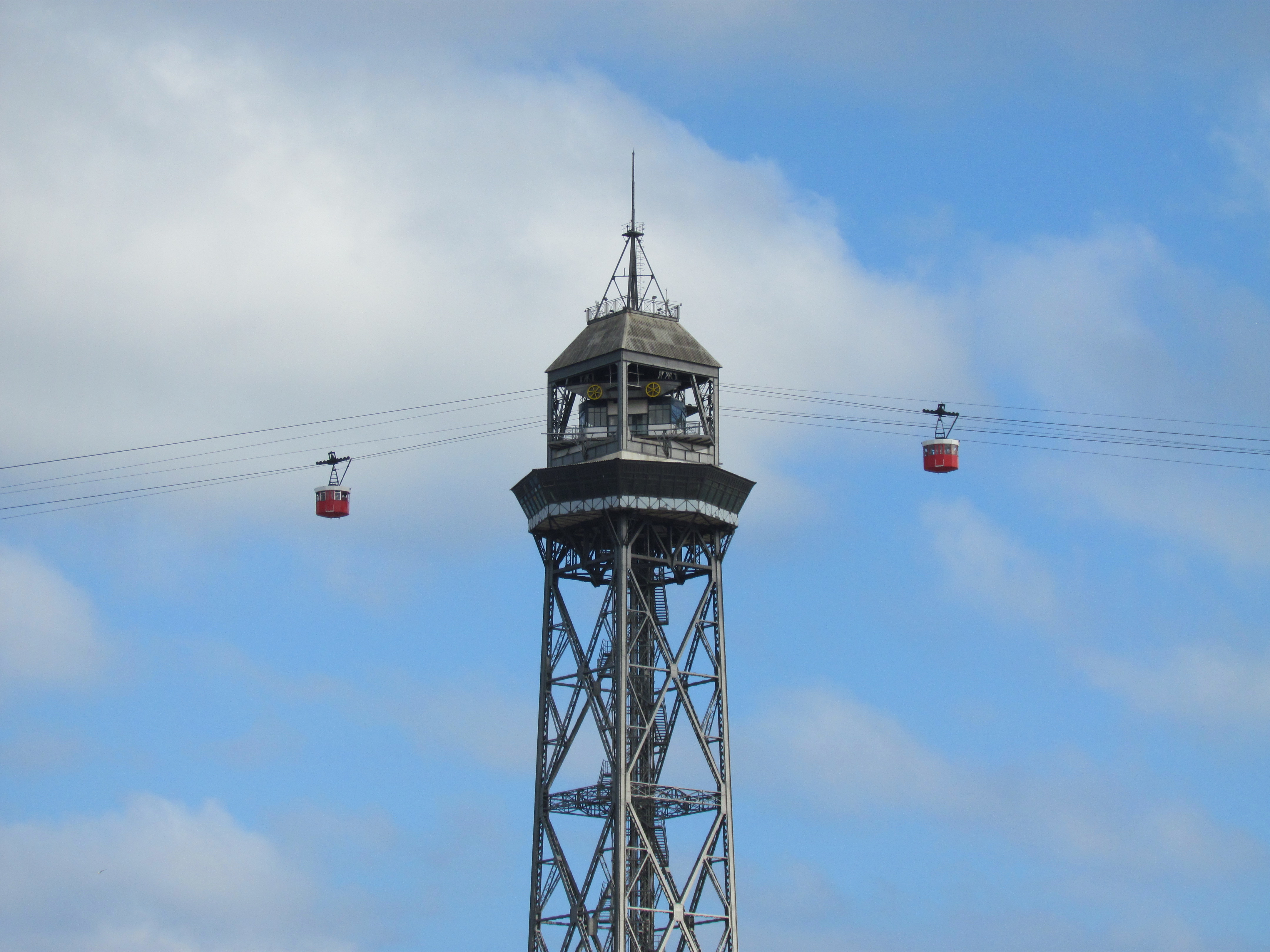
Lanovka Port Vell

Stejné dvě společnosti, které provozují metro, tedy barcelonská TMB a katalánská FGC, se dělí o provoz tří pozemních lanových drah ve městě. Tu na vrchol Montjuïc provozuje společnost TMB. Vede převážně tunelem a spojuje metro se sportovišti a atrakcemi na kopci. Celková délka dosahuje 758 metrů. Byla otevřena v roce 1928 při příležitosti světové výstavy. Před letní olympiádou v roce 1992 prošla rozsáhlou rekonstrukcí.
Horní stanice sousedí s kabinkovou lanovkou Telefèric de Montjuïc, kterou provozuje stejná společnost. Telefèric de Montjuïc vede na samotný vrchol hory Montjuïc. Zajímavostí je, že uprostřed cesty se kabinky otáčí o pravý úhel. Tato lanovka měří 752 metrů, během nichž vystoupá 85 výškových metrů. Na rozdíl od podzemní lanovky zmíněné v předchozím odstavci není součástí integrovaného dopravního systému.
Další kabinkovou lanovkou je Port Vell, která spojuje starý přístav (Port Vell) se starým městem a horou Montjuïc. jako turistická atrakce byla otevřena v roce 1931. Délka činí 1,3 kilometru. Zajímavostí je, že jedna z věží lanovky během španělské občanské války sloužila vojenským účelům.
Na vrchol Tibidabo vede pozemní lanová dráha provozovaná společností FGC. U dolní stanice končí Tramvia Blau. Měří 1 130 metrů. Na vrcholu se nachází zábavní park a kostel Expiatori del Sagrat Cor. Poslední barcelonskou lanovkou je Vallvidrera, která spojuje vlakové nádraží s rezidenčními oblastmi na vrcholu Vallvidrera.

### Městská hromadná

#### Metro

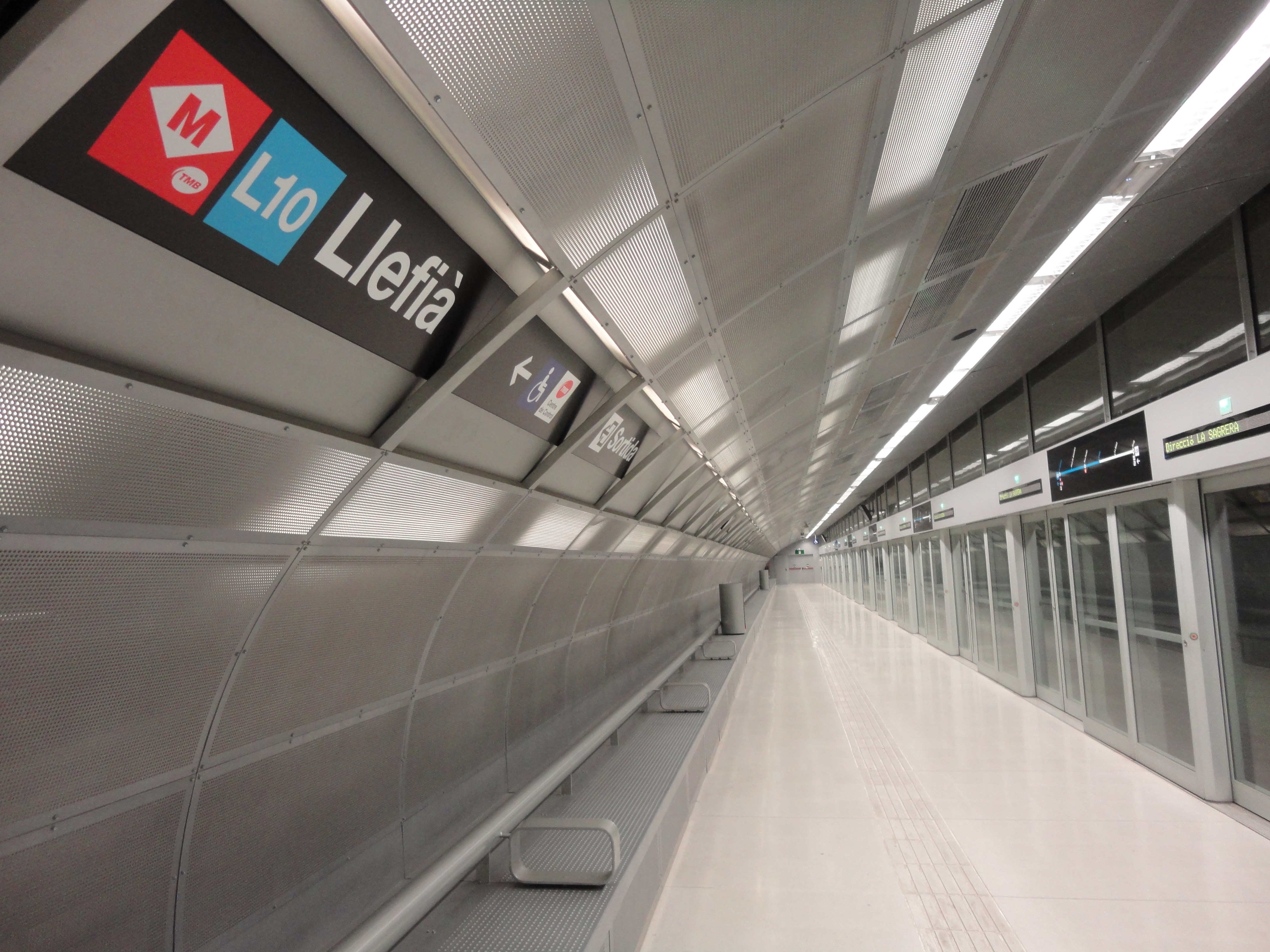
Stanice Llefià na lince L10

Mapa metra v Barceloně

Barcelonské metro je síť rychlých elektrifikovaných železničních linek, které vedou většinou v podzemí. Spojují centrum města a předměstí. Je součástí systému veřejné dopravy města, kterou organizuje Autoritat del Transport Metropolità (ATM), tato společnost určuje i jednotné tarify. Od roku 2014 je síť metra provozována dvěma samostatnými společnostmi, Transports Metropolitans de Barcelona (TMB) a Ferrocarrils de la Generalitat de Catalunya (FGC). Systém zahrnuje 12 linek, přičemž čtyři provozuje FGC (6-8, 12) a osm TMB (1-5, 9-11). V současné době se staví dvě linky, L9 a L10, jejichž střední část bude společná. V současnosti jsou obě linky složeny ze dvou na sobě nezávislých úseků, prostřední úsek však nebyl k roku 2023 otevřen.
K roku 2023 dosahovala celková délka sítě 166 kilometrů se 189 stanicemi. V roce 2018 metro využilo 355,5 milionu cestujících, denně tedy necelý milion. Linky mají různý rozchod kolejí, konkrétně L1 metrový (1000 mm), L8 španělský široký (1672 mm) a na zbytku linek se využívá standardní rozchod 1435 mm.
První předchůdce metra spojující obec Sarrià s městem byl otevřen 1863 soukromou společností Ferrocarril de Sarrià a Barcelona. Později se tato linka přeměnila na linku metra L6. Barcelonské metro jako takové bylo založeno v roce 1924 po otevření linky Gran Metro mezi Lesseps a Katalánským náměstím. Dnes je součástí linky L3. O dva roky později bylo postaveno Metro Transversal, které je dnes součástí linky L1, a spojovalo stanice Plaça de Catalunya a la Bordeta.

#### Cercanías

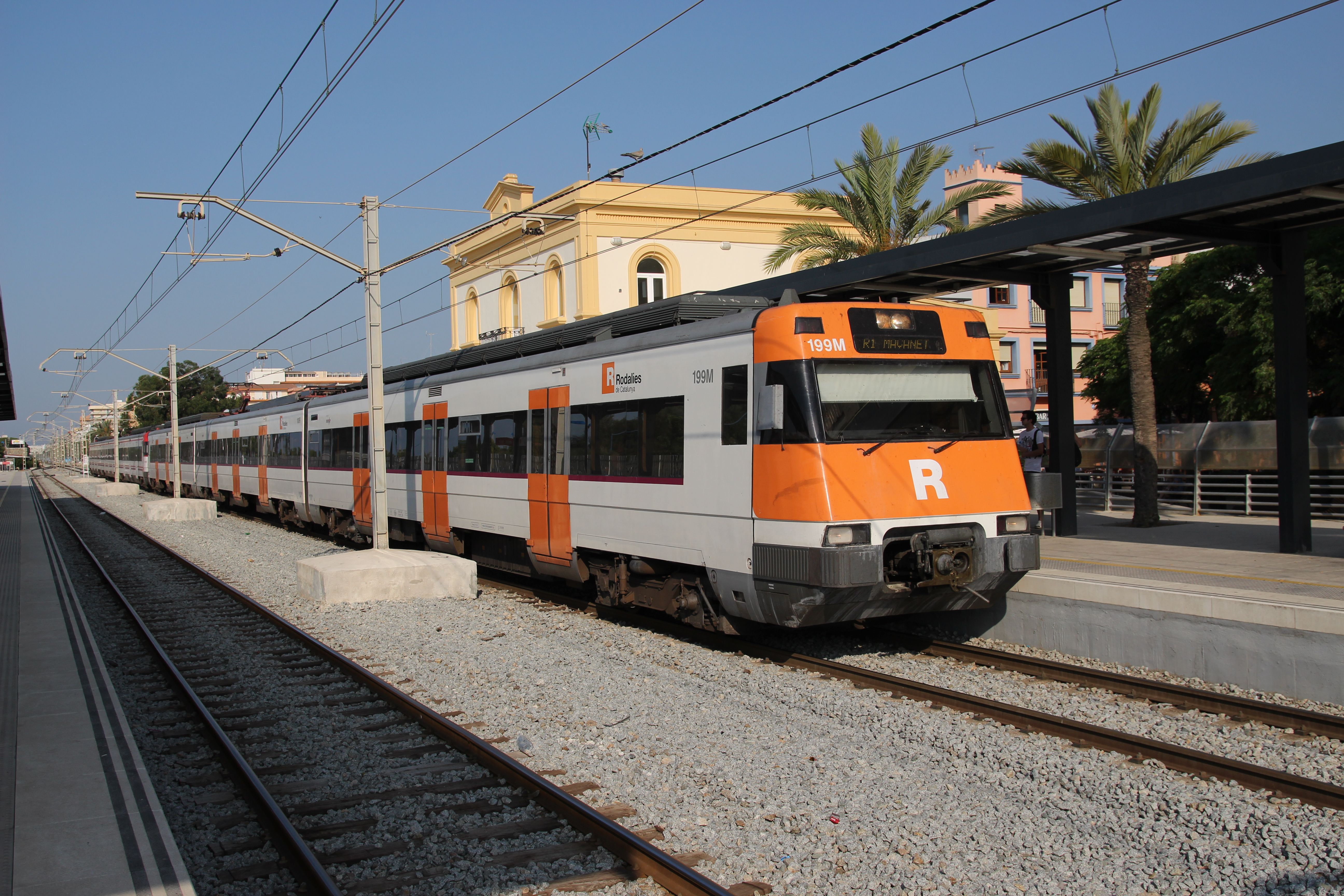
Vlak systému Cercanías

Cercanías je společný název pro příměstské a regionální vlakové linky provozované různými společnostmi, konkrétně Ferrocarrils de la Generalitat de Catalunya (FGC), jež provozuje i některé linky metra, a španělským národním železničním dopravcem Renfe. Celkově se síť skládá z 16 linek, obě společnosti jich provozují po osmi. 
Linky S1 a S2, které provozuje FGC, vedou do měst Tarrassa (S1) a Sabadell (S2) ze stanice pod Katalánským náměstím. Tato trať zčásti vznikla již v roce 1863 jako předchůdce dnešního metra. Celková délka dosahuje 48,1 kilometru. Část v centru města je sdílena s linkami metra L6 a L7, což je také důvod, proč je provozuje stejná společnost. 
Linky S3, S4, R5 (R50), R6 (R60), S8 a S9 provozuje také společnost FGC. Všechny vedou ze stanice pod Španělským náměstím (Plaça d'Espanya) na západ přes město L'Hospitalet de Llobregat, kde do města Martorell, kde se větví do obcí Igualada a Manresa. Většina z nich však končí dříve, blíže centru Barcelony. Po této trase vede i linka metra L8.
Rodalies de Catalunya je systém příměstských vlaků v Katalánsku provozovaný společností Renfe. Je spravován vládou Katalánska a provozován španělským železničním dopravcem Renfe. V roce 2016 využilo systém 117 milionů cestujících, ale toto číslo zahrnuje i jiné spoje po okolí jiných měst. Většina sítě vznikla z příměstských a regionálních linek provozovaných na hlavních tratích, které však byly dříve pod správou španělské vlády. Tento systém, zejména příměstská doprava v Barceloně, je kritizována za vysoký počet incidentů, které obvykle vedou ke značným zpožděním, došlo i k některým menším nehodám se zraněním.
Tento systém zahrnuje linky R1, R2, R2 Nord, R2 Sud, R3, R4, R7 a R8. Všechny linky až na R8 vedou přes hlavní nádraží Barcelona Sants. Linka R2 Nord zajišťuje i spojení s letištěm Barcelona-El Prat.

#### Tramvaje

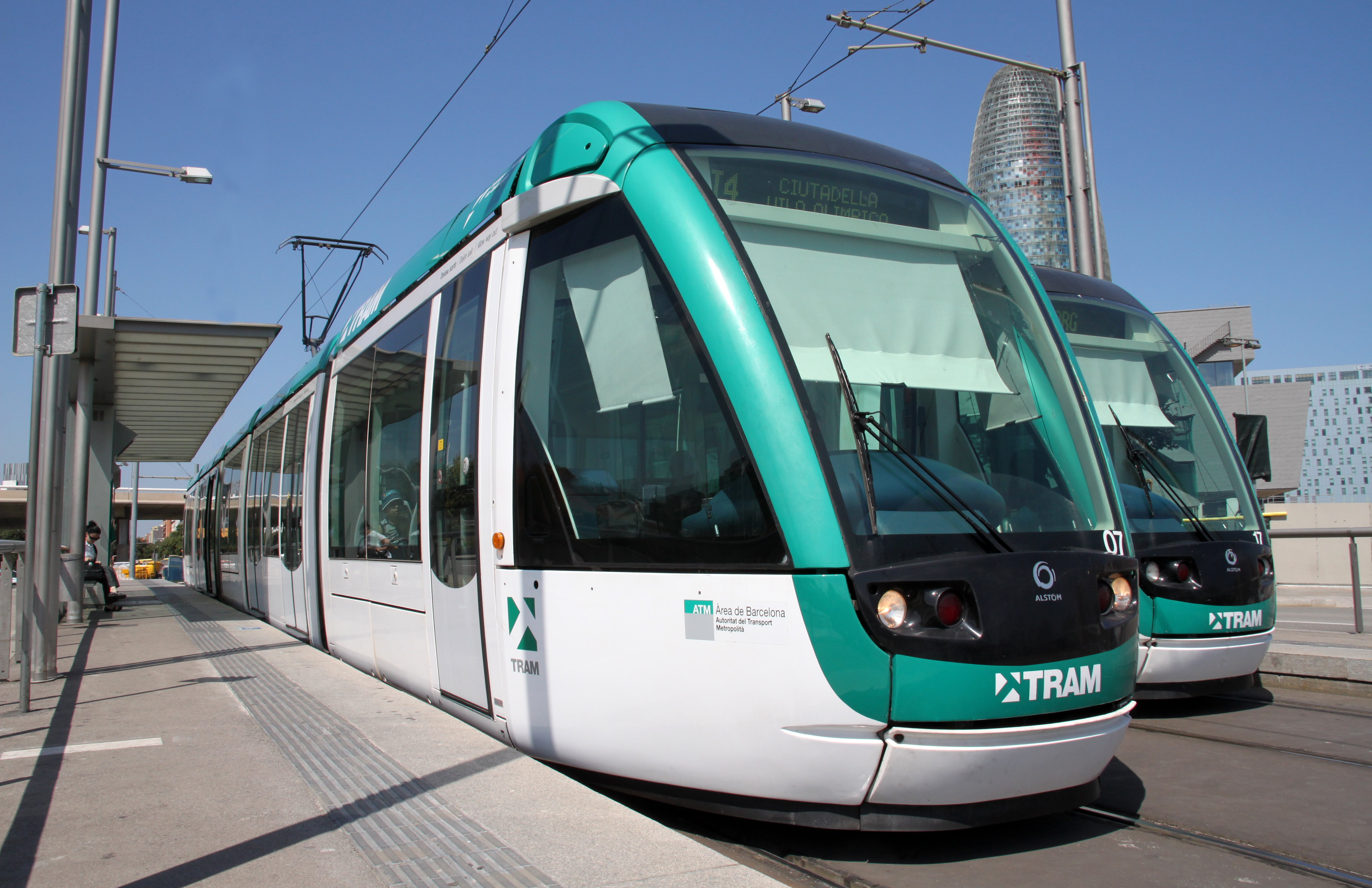
Tramvaje v systému Trambesòs

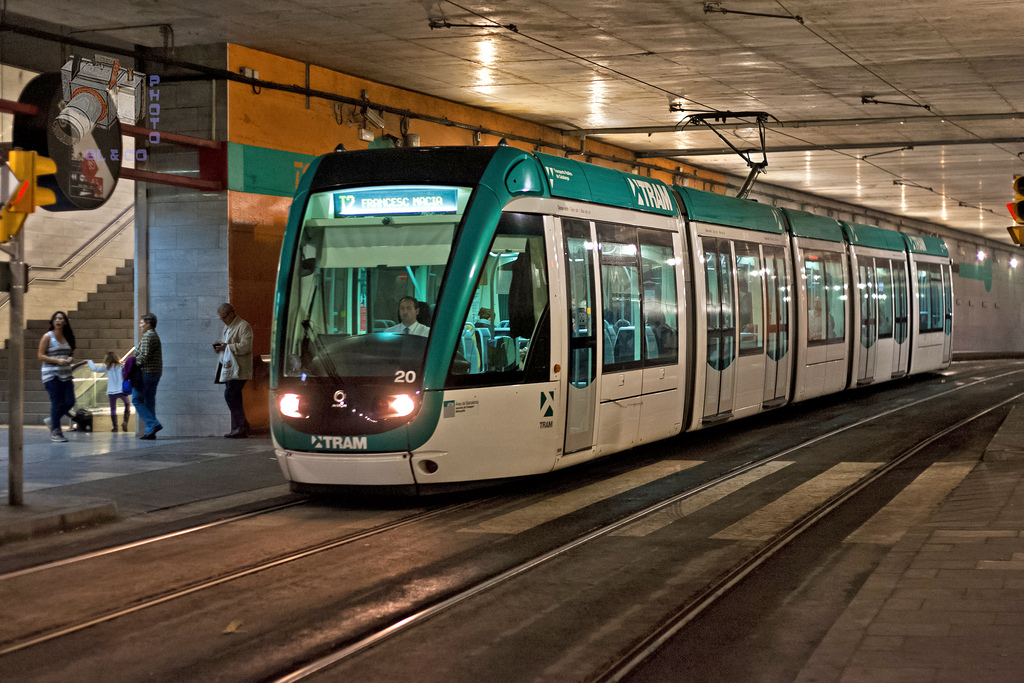
Tramvaj v systému Trambaix

V Barceloně fungují tři samostatné tramvajové sítě. Ačkoliv mělo město v minulosti rozsáhlou síť, v roce 1971 byla zrušena s výjimkou dnešního úseku k lanovce na Tibidabo. V roce 2004 byly otevřeny dva oddělené systémy, Trambaix na západě a Trambesòs na východě. V budoucnosti se zvažuje propojení obou částí tratí vedoucí po třídě Avinguda Diagonal.
Tramvia Blau je 1,3 kilometru dlouhý úsek spojující linku metra L7 s lanovkou na Tibidabo. Na této trase vystoupá 93 výškových metrů. Ačkoli ji provozuje Transports Metropolitans de Barcelona (TMB), nepatří do integrovaného dopravního systému a cestující si musí zakoupit samostatnou jízdenku.
Systém Trambaix na západě zahrnuje tři různé linky, a to T1, T2 a T3. Celková délka dosahuje 32 kilometrů. Název vznikl jako složení výrazů tram pro tramvaj a Baix jako označení regionu. První část tohoto systému byla otevřena v roce 2004, v dalších letech se otevřely zbylé části. 
Systém Trambesòs na východě zahrnuje tři různé linky, a to T4, T5 a T6. Celková délka dosahuje 14 kilometrů. Název vznikl jako složení výrazů tram pro tramvaj a Besòs jako názvu řeky. První část tohoto systému byla otevřena v roce 2004, v dalších letech se otevřely zbylé části. 

#### Autobusy
Autobusy v Barceloně jsou dalším z pilířů městské dopravy. Zahrnují rozsáhlou síť městských a příměstských autobusů jezdících ve dne i v noci. Většinu služeb poskytuje TMB, ale menšinový podíl drží i soukromé společnosti, které však dodržují tarify ATM. Speciální linkou vybočující z ceníků je Aerobús spojující centrum města s letištěm Barcelona-El Prat.
Jako konečná stanice pro dálkové a regionální autobusy slouží Estació del Nord, bývalé železniční nádraží, které bylo za tímto účelem upraveno po Letních olympijských hrách 1992, kdy se v budově konaly zápasy ve stolním tenisu.

## Infrastruktura

### Energetika

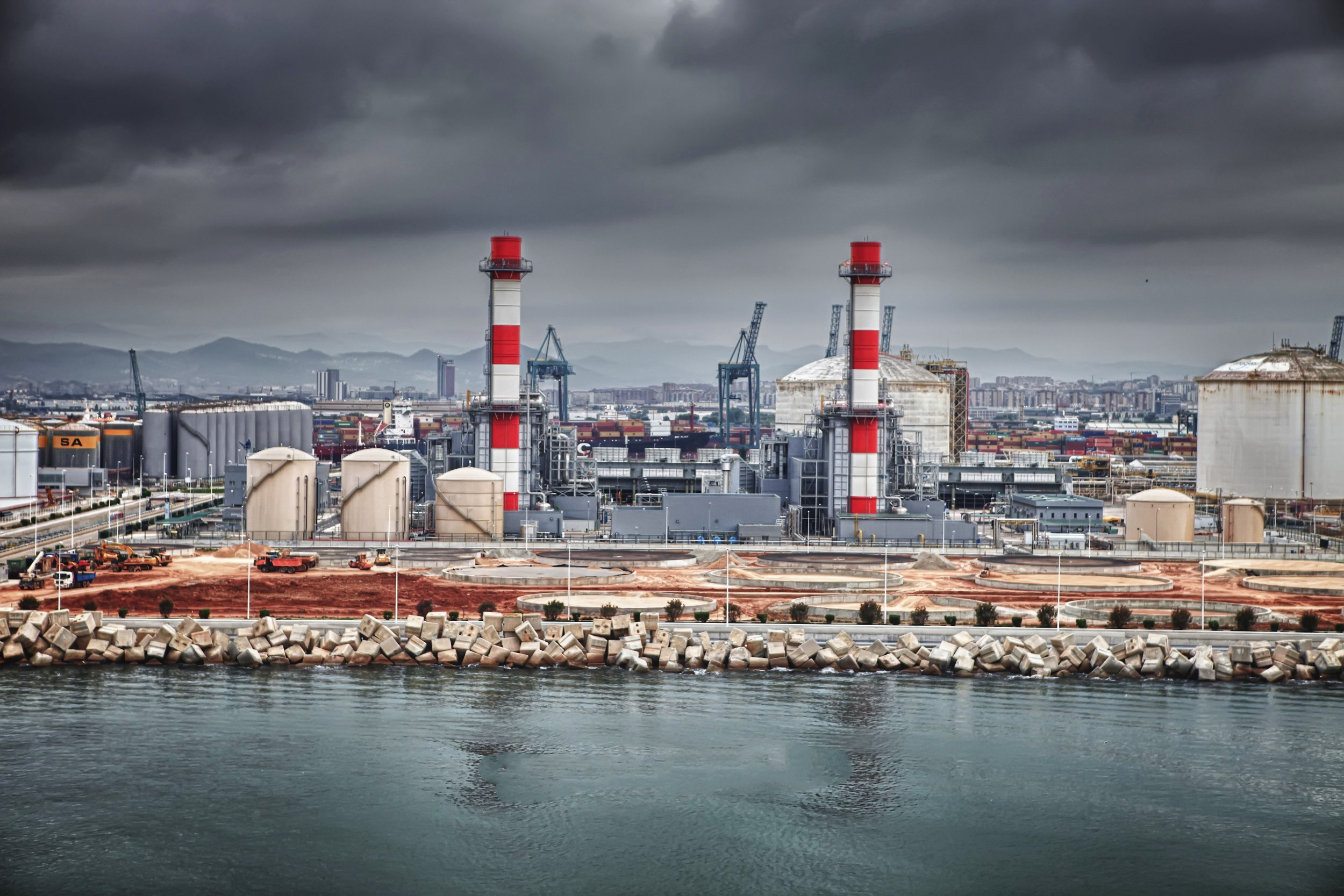
Barcelonská elektrárna

Nejvýznamnější elektrárnou na území města je Barcelonská elektrárna. Jedná se o paroplynovou elektrárnu, k výrobě energie tedy využívá zemní plyn. Oproti běžnějším uhelným elektrárnám jsou emise oxidu uhličitého nižší o 70 %. Nachází se v nákladním Barcelonském přístavu. Skládá se ze dvou jednotek, každá z nich disponuje výkonem 425 MW, celkový výkon tedy dosahuje 850 MW. Komplex vlastní společnost Naturgy, dříve známá jako Gas NAtural Fenosa, která působí v celém Španělsku i mimo něj. Elektrárna byla zprovozněna v roce 2011 po třech letech výstavby.
V roce 2019 Barcelona celkově spotřebovala 15 320 GWh elektřiny, což představuje 9,36 MWh na obyvatele. V posledních letech toto číslo klesá, ale do roku 2005 byl trend opačný, tehdy spotřeba dosahovala téměř 20 tisíc GWh.
Většina elektřiny spotřebované v Barceloně pochází z jaderných elektráren, které se ovšem nenachází na území města, jejich podíl dosahuje až 52,8 %. Dalších 30,4 % pochází z různých paliv jako je například zemní plyn nebo jiná kapalná paliva. Jen menšina elektrické energie je vyrobená z obnovitelných zdrojů. 8,2 % pochází z vodních elektráren a 6,7 % z elektráren větrných. Ani ne procento pochází ze solárních elektráren.
Nejvíce elektřiny spotřebuje terciární sektor, domácnosti a na třetím místě doprava. Podíl elektřiny využívané průmyslem nedosahuje ani poloviny spotřeby dopravy, natož domácností a služeb. Toto může být způsobeno i faktem, že některé významné továrny se nenacházejí v samotném městě, ale v okolních obcích v provincii Barcelona.

### Zdravotnictví

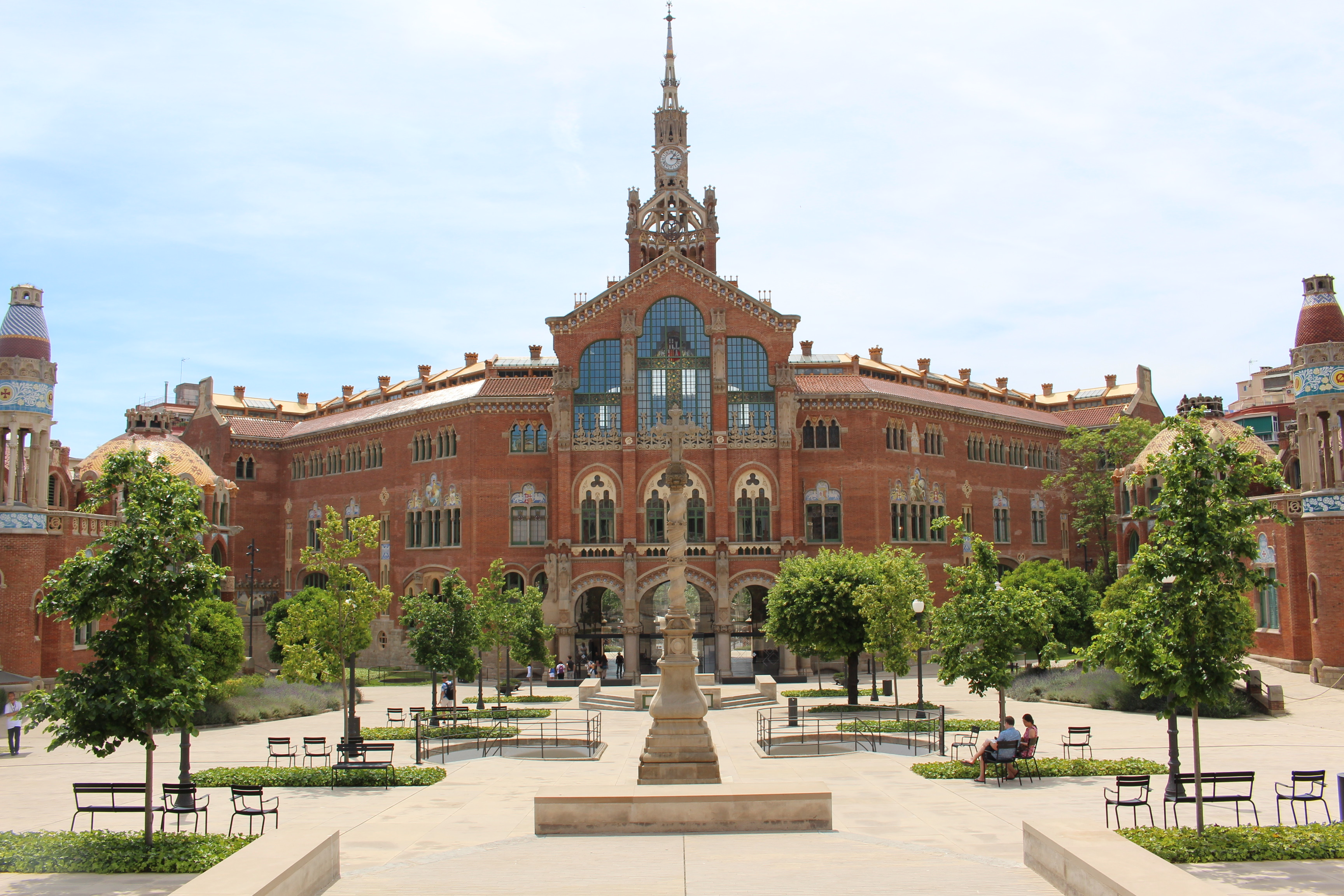
Nemocnice Svatého Pavla

Významnou architektonickou dominantou města a bývalou nemocnicí, která fungovala až do roku 2009, je Nemocnice Sant Pau neboli Nemocnice Svatého Pavla. Jedná se o komplex budov z počátku 20. století postavený dle návrhu katalánského architekta Lluíse Domènecha i Montaner. Nemocnice v této oblasti však byla založena již v roce 1401. Po rekonstrukci se nemocnice přestěhovala do modernějších budov.
Nejrozsáhlejším nemocničním komplexem v celém Katalánsku je Fakultní nemocnice Vall d'Hebron. Nachází se na severu města. Počet lůžek je 1146, počet operačních sálů dosahuje čísla 45. Nemocnice zaměstnává přes 7 tisíc odborníků různých oborů. Areál je rozdělen do tří částí, a to na všeobecnou nemocnici, porodnici a část pro ortopedii a rehabilitaci.
Jednou z nejlepších nemocnic na světě vůbec je podle časopisu Newsweek Hospital Clínic de Barcelona. Ta své brány otevřela 23. prosince 1906. Původní kapacita činila 400 pacientů. Nachází se ve čtvrti Eixample. Spolupracuje s lékařskou fakultou Barcelonské univerzity. Kapacita činí 806 lůžek.

## Vzdělávání
Město má rozsáhlou síť veřejných škol, od mateřských škol až po střední školy. učební plán určují katalánské úřady, ale za chod škol zodpovídá město. Existuje také mnoho soukromých škol, často se jedná o církevní římskokatolické. Většina takových škol dostává dotaci od úřadů na každého studenta, podléhá kontrole ze strany veřejných orgánů a je po nich požadováno, aby se řídily stejnými osnovami jako veřejné školy, ačkoli účtují školné. Tyto školy se označují jako escoles concertades. Financování škol označených jako escoles privades je zcela soukromé. 
Vyučovacím jazykem na veřejných školách a escoles concertades je dle katalánského školského zákona katalánština. Španělštinu mohou při vyučování používat učitelé španělské literatury nebo jazyka a cizí jazyky učitelé daných jazyků. Výuka cizích jazyků je omezená, žádná nesoukromá škola nemůže vyučovat cizí jazyk po dobu delší než je polovina školního dne.

### Vysokoškolské vzdělávání

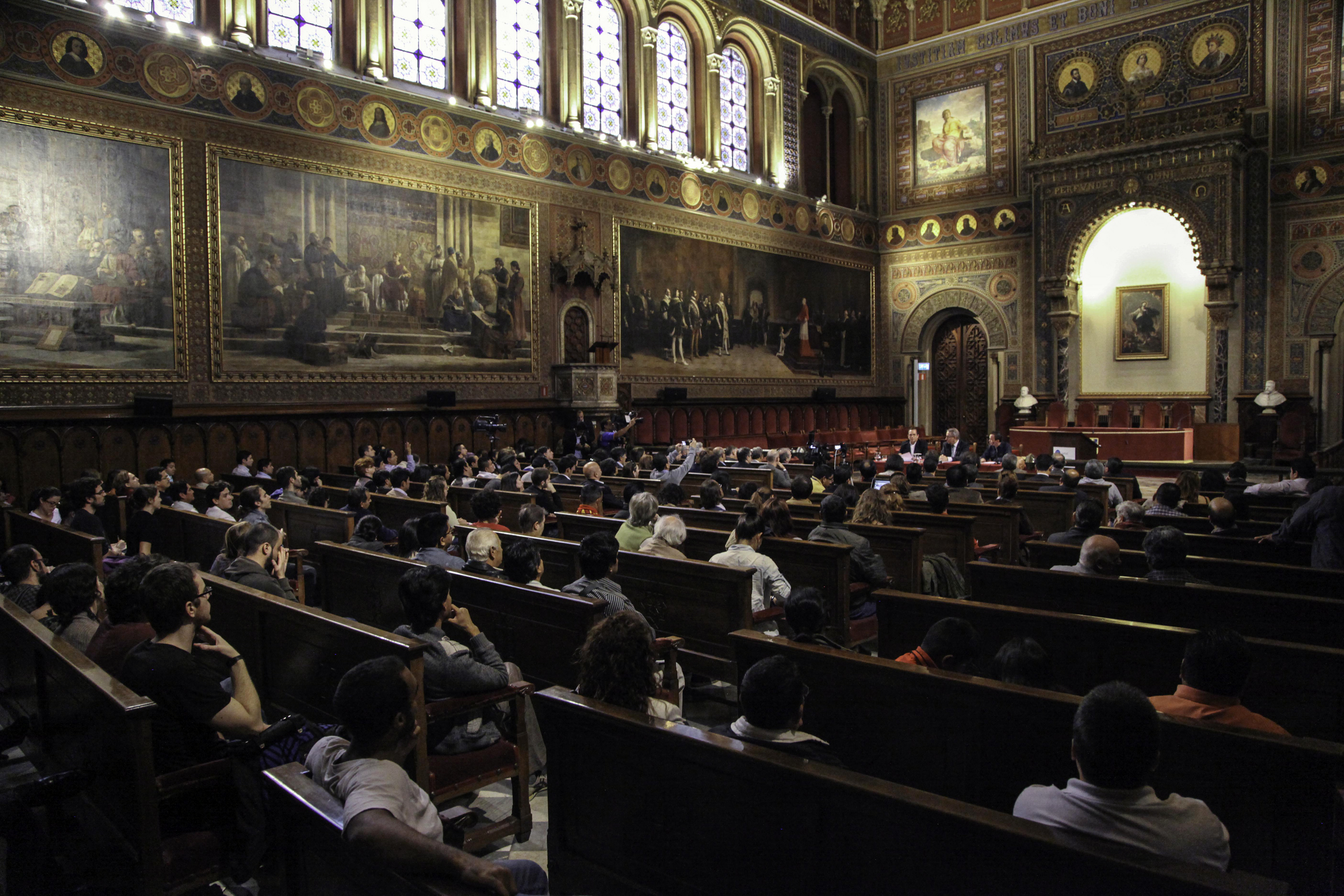
Hlavní sál Barcelonské univerzity

Barcelona má dobře rozvinutý systém vysokoškolského vzdělávání. Nejprominentnější z nich je Barcelonská univerzita, založená roku 1450, a Univerzita Pompea Fabry. Ve městě taktéž sídlí Katalánská polytechnická univerzita. Mezi soukromé školy patří například EADA Business School, založená v roce 1957, která se stala první barcelonskou institucí připravující na manažerské a podnikatelské uplatnění. Další soukromé školy jsou IESE Business School, Ramon Llull University, Toulouse Business School a Open University of Catalonia, přičemž posledně jmenovaná je internetová. Autonomní univerzita v Barceloně, další veřejná univerzita, se nachází v Bellaterře, která leží v metropolitní oblasti. 
Barcelonská univerzita byla v roce 1450 jako třetí univerzita na Pyrenejském poloostrově. V počtu studentů akreditovaných studijních programů, který dosahuje 63 tisíc, obsadila druhé místo mezi vysokými školami ve Španělsku. Skládá se ze šestnácti fakult a provozuje Barcelonské universitní centrum - UNIBA.

## Architektura a památky

### Architektura

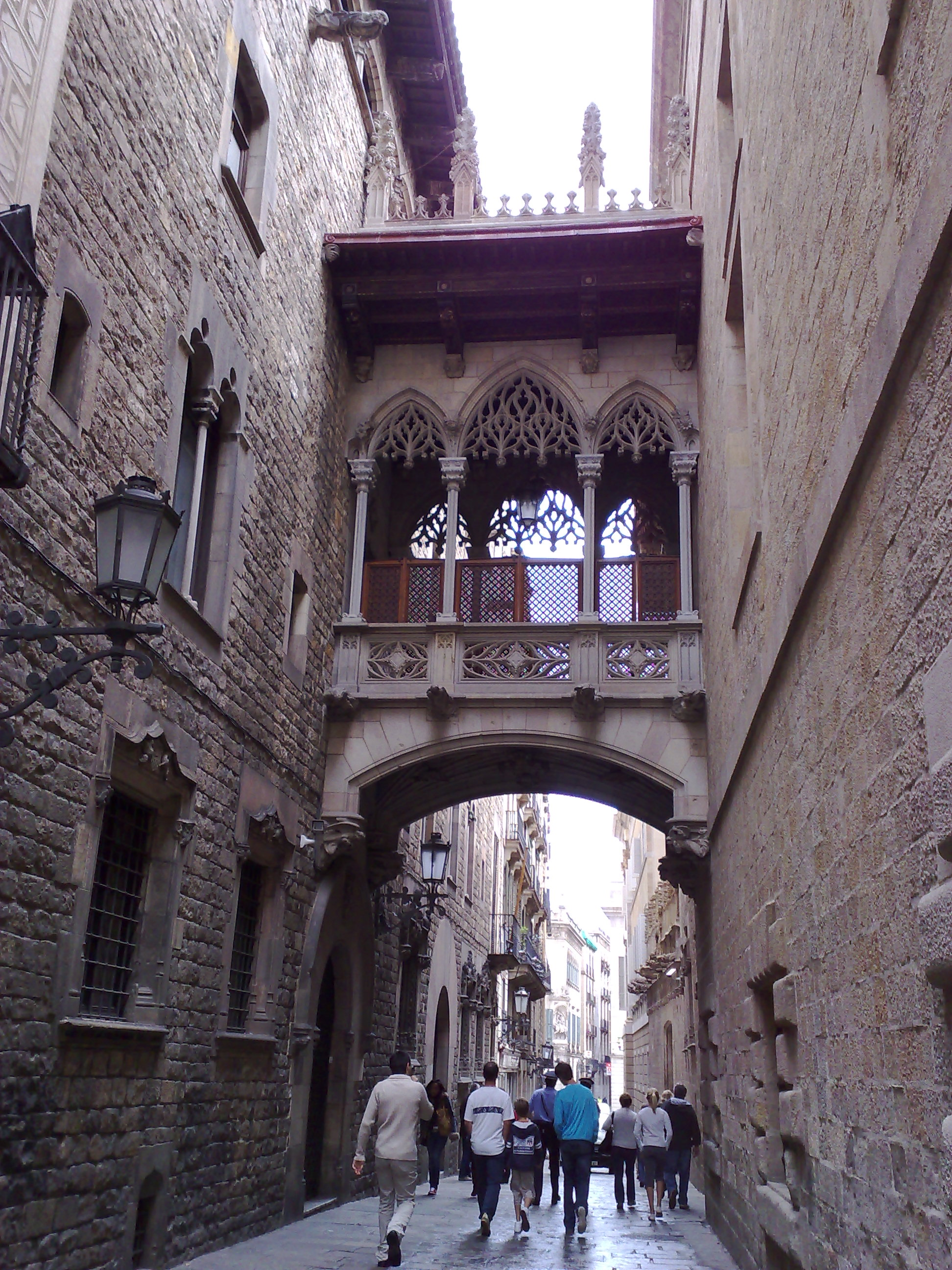
Pont del Bisbe v gotické čtvrti

Nejstarší částí města je Barri Gòtic, neboli Gotická čtvrť, v samotném srdci Barcelony. Mnoho budov pochází ze středověku, některé ale i z období Římské říše. Mezi důležité gotické památky patří palác katalánské Generalitat, Velký královský palác (Palau Reial Major), Biskupský palác (Palacio Episcopal de Barcelona), Klášter Svaté Anny). Casa Marti s kavárnou Els Quatre Gats a také barcelonská radnice (Casa de la Ciutat) a mnoho dalších. 
V Gotické čtvrti se nachází i katedrála sv. Kříže a sv. Eulálie, někdy označovaná jako Barcelonská katedrála, vybudovaná mezi 13. a 20. stoletím na místě, kde dříve stály dva starověké kostely. V kryptě svaté Eulálie pod hlavním oltářem lze spatřit jemně opracovaný alabastrový sarkofág. Obrazy na něm, které představují sv. Gabriela, sv. Ambrože, sv. Martina a Proměnění Krista, jsou nejcennější umělecké poklady v katedrále. 

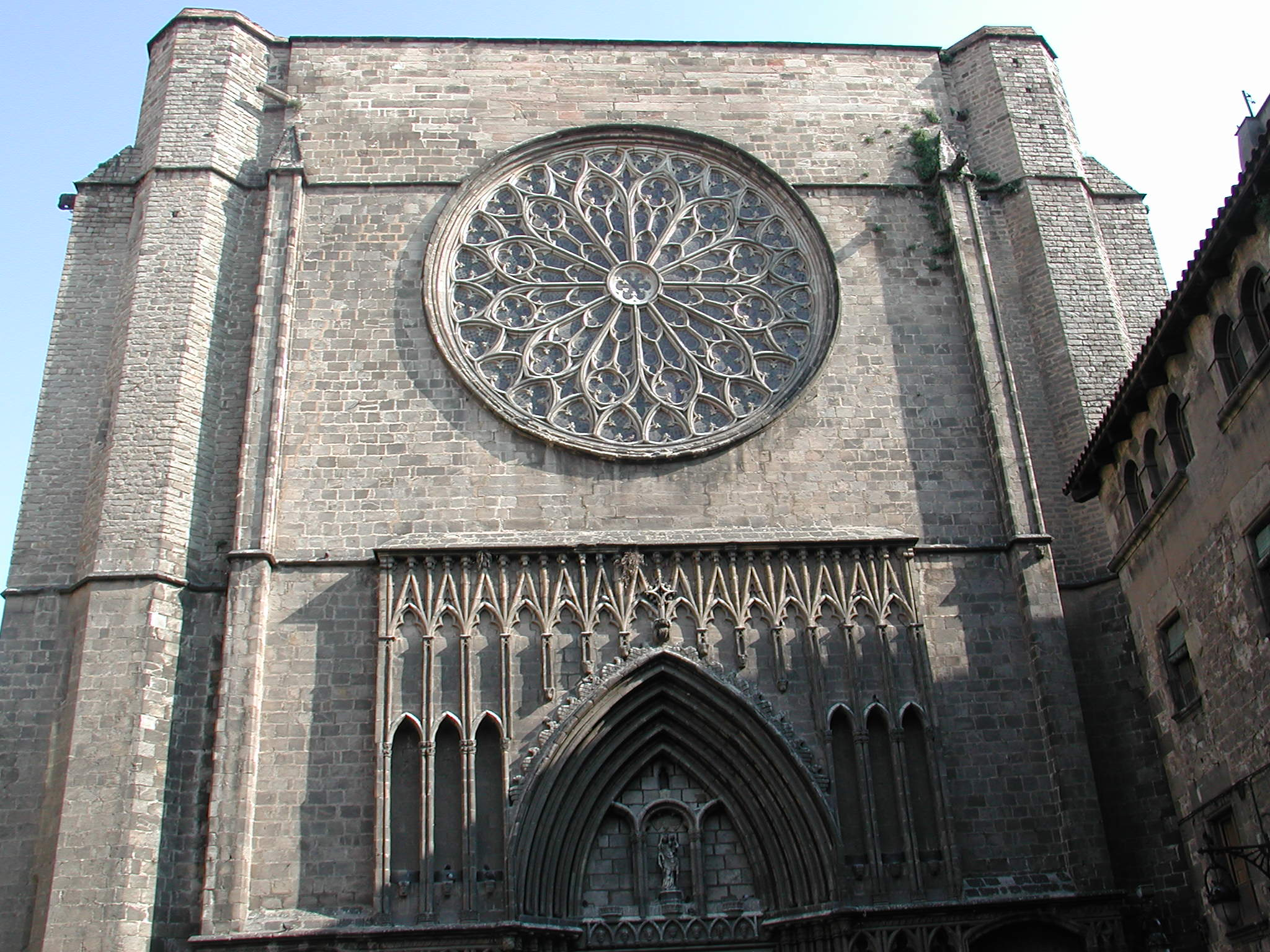
Rozeta na fasádě kostela Santa Maria del Pi

Ve 14. století byl postaven kostel Santa Maria del Pi, jehož věž dotváří typický pohled na gotickou čtvrť. Důležitým prvkem na fasádě je rozeta, ačkoli se jedná o repliku po vypálení kostela anarchisty v roce 1936. Kostel Santa Ana stojí mimo hlavní turistické trasy, navzdory blízkosti Katalánského náměstí. Jeho stavba trvala tři staletí, zachycuje přechod od románského stylu ke gotické architektuře. Dalším příkladem katalánské gotiky je kostel Santa Maria del Mar. Jeho stavba trvala pouhých 55 let. Středověké loděnice Les Drassanes, které leží nedaleko přístavu, jsou největším a nejzachovalejším zařízením tohoto druhu. Byly vybudovány ve 14. století, dnes slouží Námořnímu muzeu. 
Bazilika Panny Marie Milosrdné je barokní kostel, jehož kopule je osazena sochou panny Marie. Jedná se o druhou stavbu ve městě, jež získala titul basilica minor, předčila ji pouze Barcelonská katedrála.
Ve městské čtvrti Ribera se ulice křižují v pravých úhlech. Jednou z nejdůležitějších je ulice Montcada, která existovala již ve 12. století, odkdy v ní bydlely nejmocnější šlechtické rodiny města. V palácích Palau Aguilar a Palau del Baró de Castellet z 15. století je dnes Picassovo muzeum.
Do dějin architektury se zapsal i katalánský architekt modernistických staveb Antoni Gaudí.

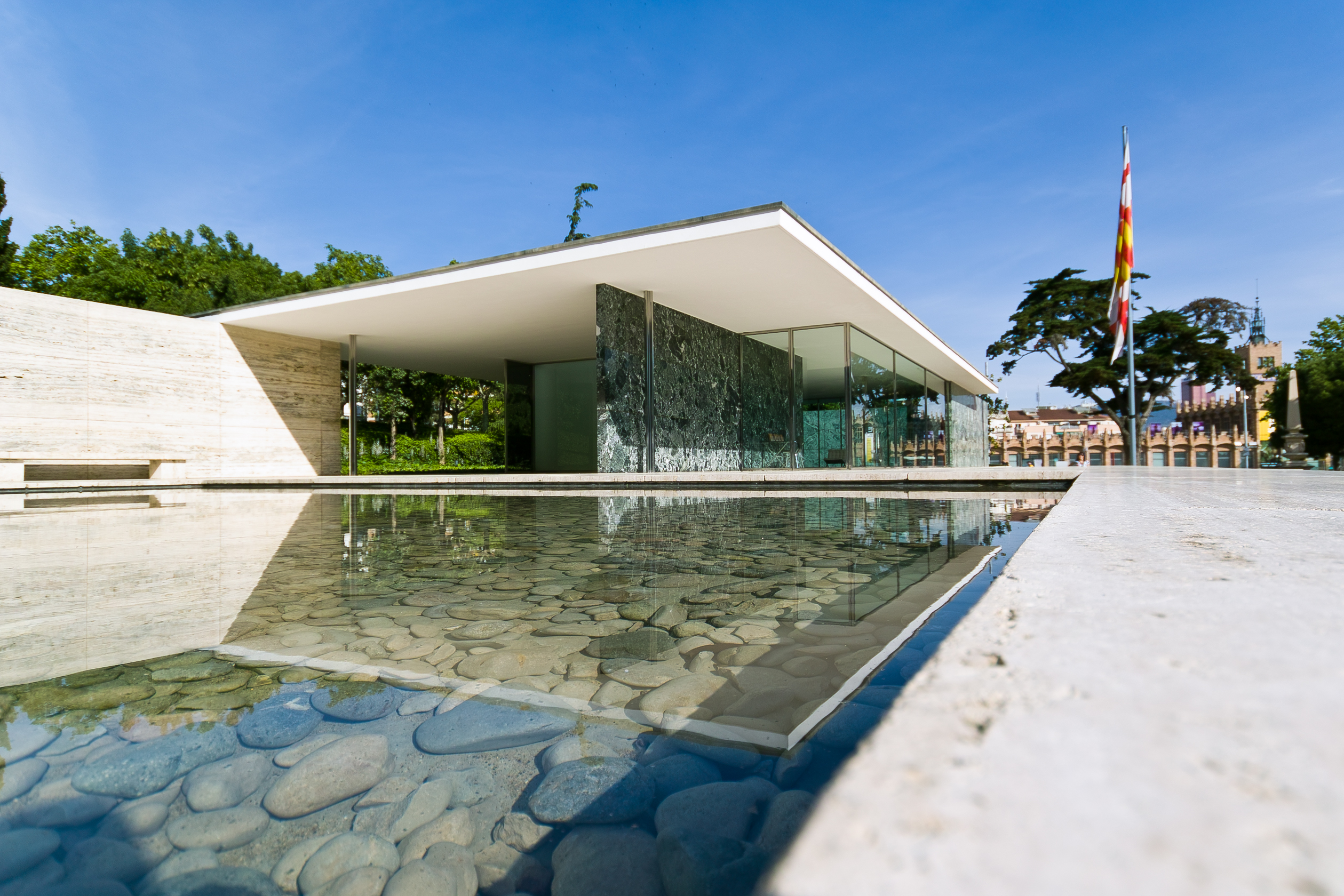
Barcelonský pavilon

V Barceloně byl pro světovou výstavu v roce 1929 postaven německý pavilon, dnes označovaný jako Barcelonský, který navrhl Ludwig Mies van der Rohe. Stal se symbolem moderní architektury, ztělesňoval autorovy aforismy „méně je více“ a „Bůh je v detailech".  Barcelonský pavilon byl zamýšlen jako provizorní stavba a byl zbořen necelý rok dokončení v roce 1930. V roce 1986 byl na nátlak architektů obnoven. Často je přirovnáván k vile Tugendhat, obě stavby navrhl stejný architekt ve stejném roce.

#### Gaudí
K nejznámějším Gaudího dílům patří chrám Sagrada Familia, symbol města a mistrovské dílo, které dodnes není dokončeno. Výstavba stále probíhá, je ale financována pouze z darů a vstupného, práce tedy postupují pomalu. Dokončení je plánováno na rok 2026. Gaudí se tomuto objektu věnoval od roku 1883 do své smrti v roce 1926 veškerou tvůrčí sílou. Mohutná stavba s vysoko vyčnívajícími věžemi se stala nejvýraznějším bodem barcelonského panoramatu. V centru města lze navštívit i další Gaudího známé stavby, dům Milà (Casa Milà) přezdívaný La Pedrera a dům Batlló (Casa Batlló). 
V parku Güell, který nabízí i výhledy na město, se nachází muzeum tohoto slavného architekta. Na místě se nachází mnoho dekorací, například lavičky zdobené barevnými keramickými střepy.

### Pláže

Pláže v Barceloně

Barcelonské pláže jsou podle časopisu National Geographic jedny z deseti nejlepších městských pláží na světě. Jejich celková délka dosahuje 4,5 kilometru. Tři pláže, Sant Sebastià, Barceloneta a Somorrostro, jsou největší, nejstarší a nejnavštěvovanější v Barceloně. Leží blízko centra města.
Olympijský přístav je odděluje od ostatních městských pláží, a to Nova Icària, Bogatell, Mar Bella, Nova Mar Bella a Llevant. Tyto pláže, jejichž délka se pohybuje v rozmezí od 400 do 640 metrů byly otevřeny při příležitosti letních olympijských her v roce 1992 po demolici mnoha průmyslových budov na pobřeží. V současnosti je písek na pláži uměle doplňován vzhledem k tomu, že jej bouře pravidelně odnášejí.

### Parky a lesy

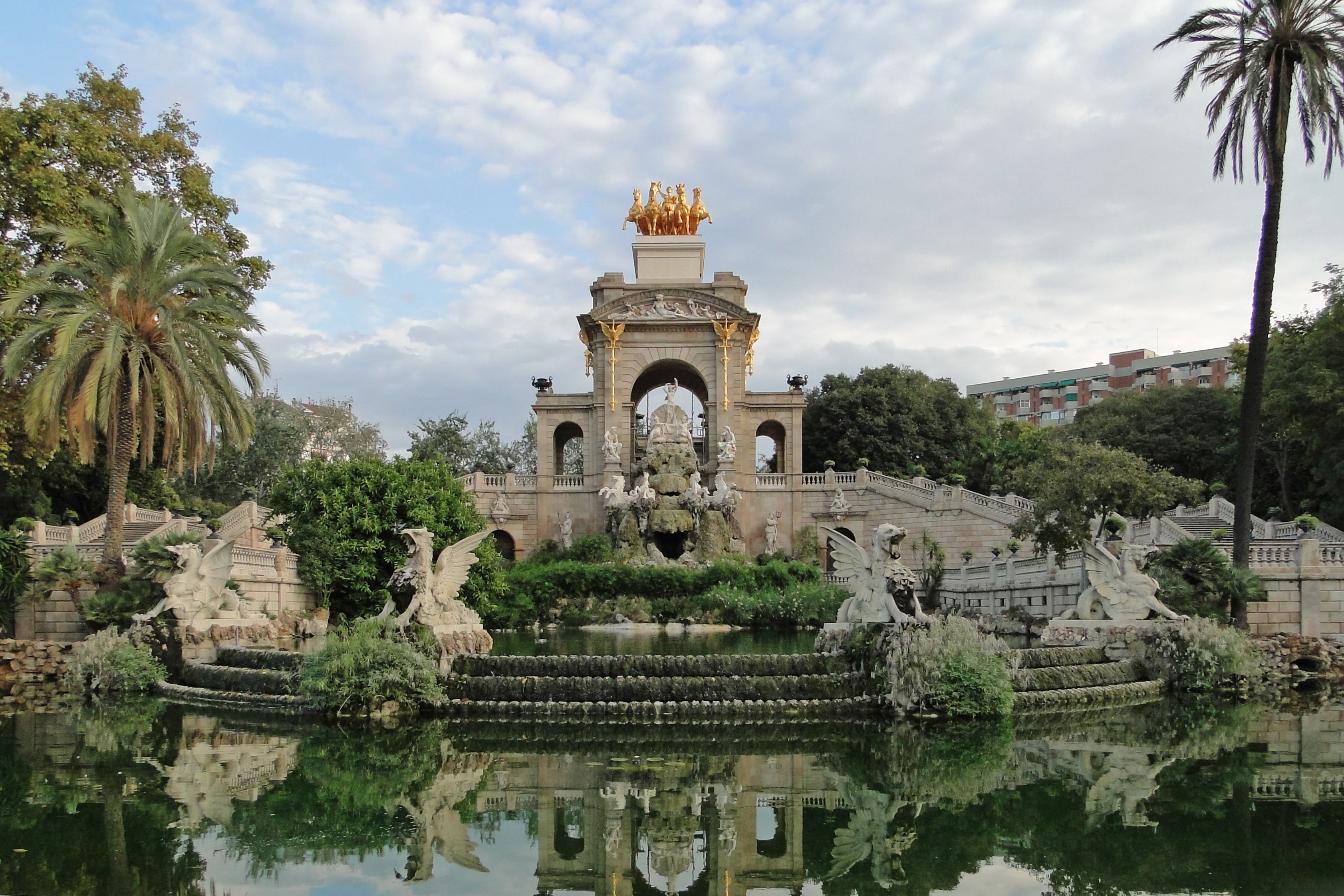
Fontána v parku de la Cituadella

V Barceloně se nachází asi šedesát parků, z nichž dvanáct je historických, pět botanických, čtyřicet pět městských a šest lesních. Jejich celková plocha činí asi 10 % města rozlohy města. Celková plocha se zvětšuje, asi o 10 hektarů za rok. Při přepočtu zelených ploch na obyvatele, vychází na každého 18,1 metrů čtverečních.
Z barcelonských parků je největší ten na hoře Montjuïc, jeho rozloha dosahuje 203 hektarů. Druhým největším parkem je Parc de la Ciutadella, který se nachází na místě bývalé vojenské citadely. Dnes se v něm nachází i Palác katalánského parlamentu i barcelonská zoo. Známý je také park Güell, který navrhl Antoni Gaudí nebo zámecký park Oreneta. Mezi další rozsáhlé parky patří namátkou Diagonal, Nou Barris, sportovní Can Dragó, Poblenou, Labyrinth, v němž se nachází i venkovní bludiště. Existuje také mnoho menších parků, například Parc de Les Aigües. Součástí města je také lesy v pohoří Serra de Collserola.

## Kultura

### Galerie a muzea

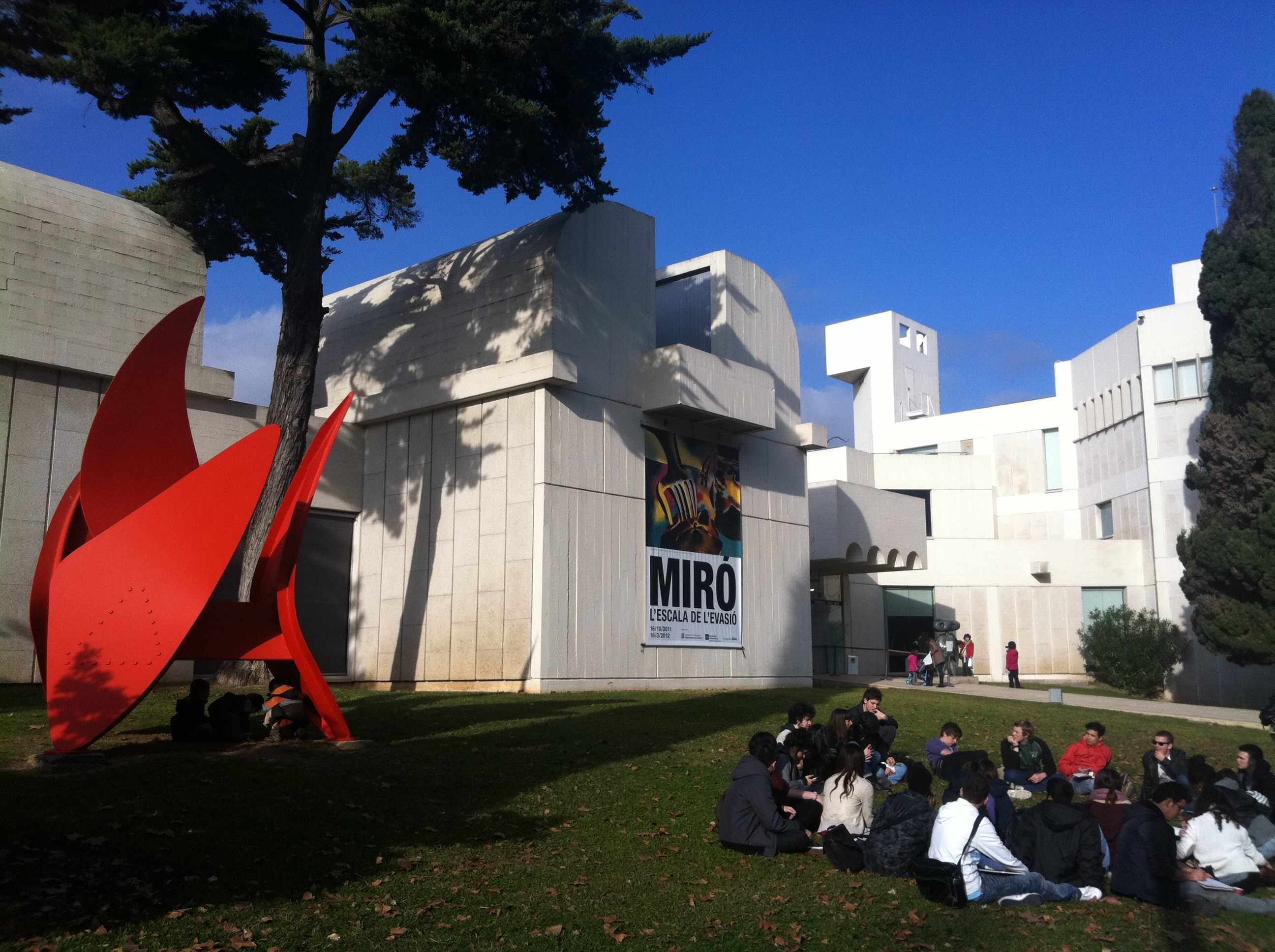
Fundació Joan Miró

V Barceloně působí velké množství muzeí, která se zaměřují na různé oblasti a období. Katalánské národní umělecké muzeum vlastní známou sbírku románského umění, zatímco Barcelonské muzeum současného umění se zaměřuje na katalánské a španělské umění po roce 1945. Fundació Joan Miró, Picassovo muzeum a Fundació Antoni Tàpies uchovávají mnoho děl těchto světově proslulých umělců. Muzeum Can Framis, které vlastní Fundació Vila Casas, je zaměřené na katalánské umění po roce 1960. Několik muzeí pokrývá oblasti historie a archeologie, jako například Muzeum historie města Barcelony, Muzeum historie Katalánska, Archeologické muzeum Katalánska, Námořní muzeum v Barceloně, Hudební muzeum v Barceloně nebo soukromé Egyptské muzeum. K nejneobvyklejším muzeím patří to erotické. Muzeum CosmoCaixa je specializováno na vědu a v roce 2006 získalo cenu Evropské muzeum roku. 
Muzeum přírodních věd v Barceloně bylo založeno v roce 1882 pod názvem Museo Martorell de Arqueología y Ciencias Naturales (Martorellovo muzeum archeologie a přírodních věd). V roce 2011 zaniklo Muzeum zaniklo sloučením několika podobných institucí.
Muzeum klubu FC Barcelona je třetí nejoblíbenější turistickou atrakcí v Katalánsku, v roce 2013 napočítala 1,51 miliony návštěvníků.

### Múzická umění

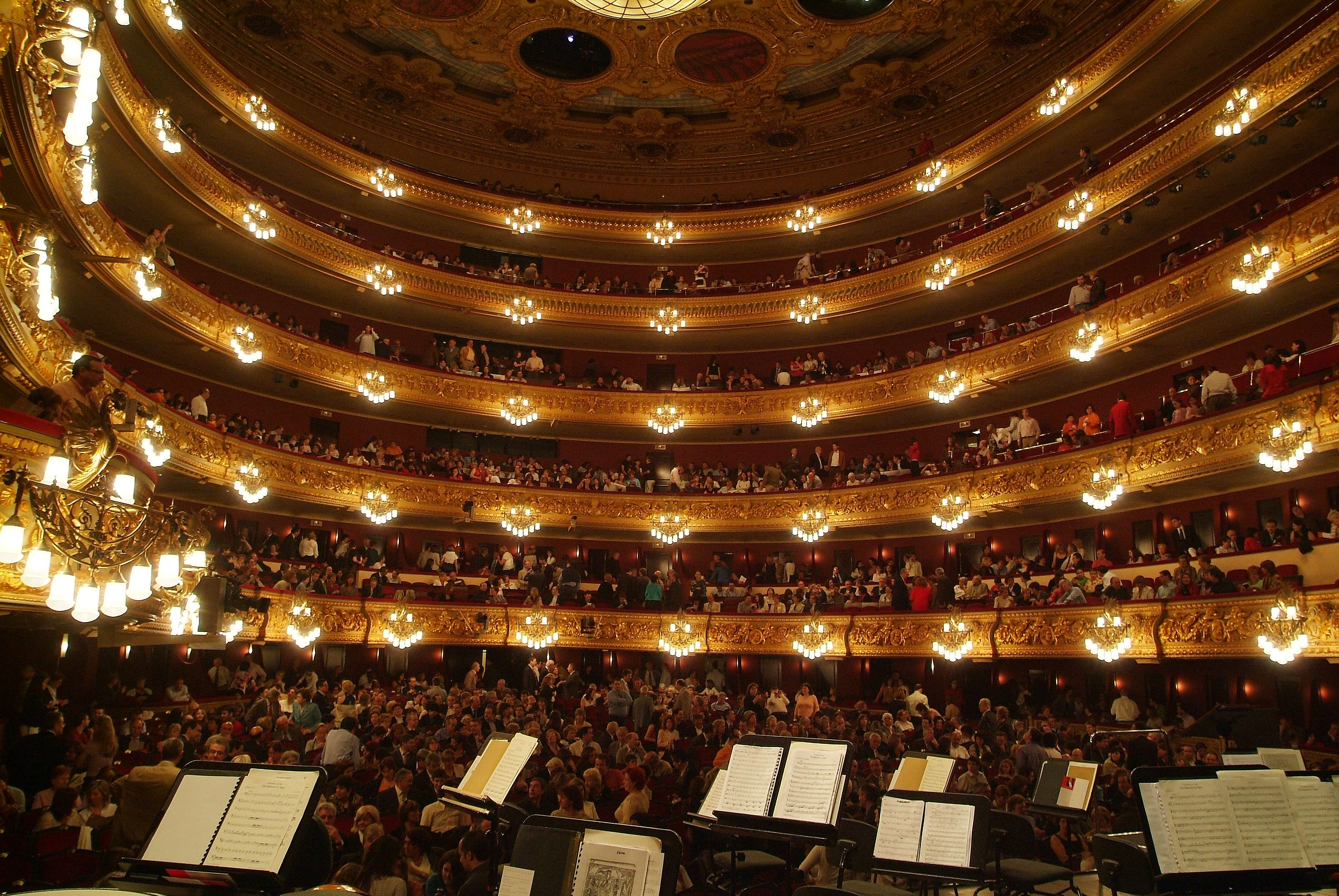
Gran Teatre del Liceu

Barcelona nabízí mnoho míst pro pořádání koncertů a divadelních představení. Jedním ze světově proslulých operních domů je Gran Teatre del Liceu. Sídlí na třídě La Rambla a je nejstarším dodnes fungujícím divadlem v Barceloně. Založeno v roce 1837, ale na jiném místě. Do současné budovy se přesunulo 4. dubna 1847, která byla kvůli požárům v letech 1861 a 1994 dvakrát přestavěna. Dne 7. listopadu 1893, v zahajovací noci sezóny, hodil anarchista dvě bomby do prostoru, asi dvacet lidí bylo zabito a mnoho dalších zraněno. V letech 1847 až 1989 bylo Liceu s kapacitou 2338 míst největší operní budovou v Evropě. Od roku 1994 Liceu vlastní a spravuje veřejná společnost, jejíž správní rada se skládá ze členů zastupujících španělské ministerstvo kultury, katalánskou vládu, radu provincie Barcelona a radu města Barcelony. Divadlo má svůj vlastní sbor, symfonický orchestr i vysokou školu hudby.

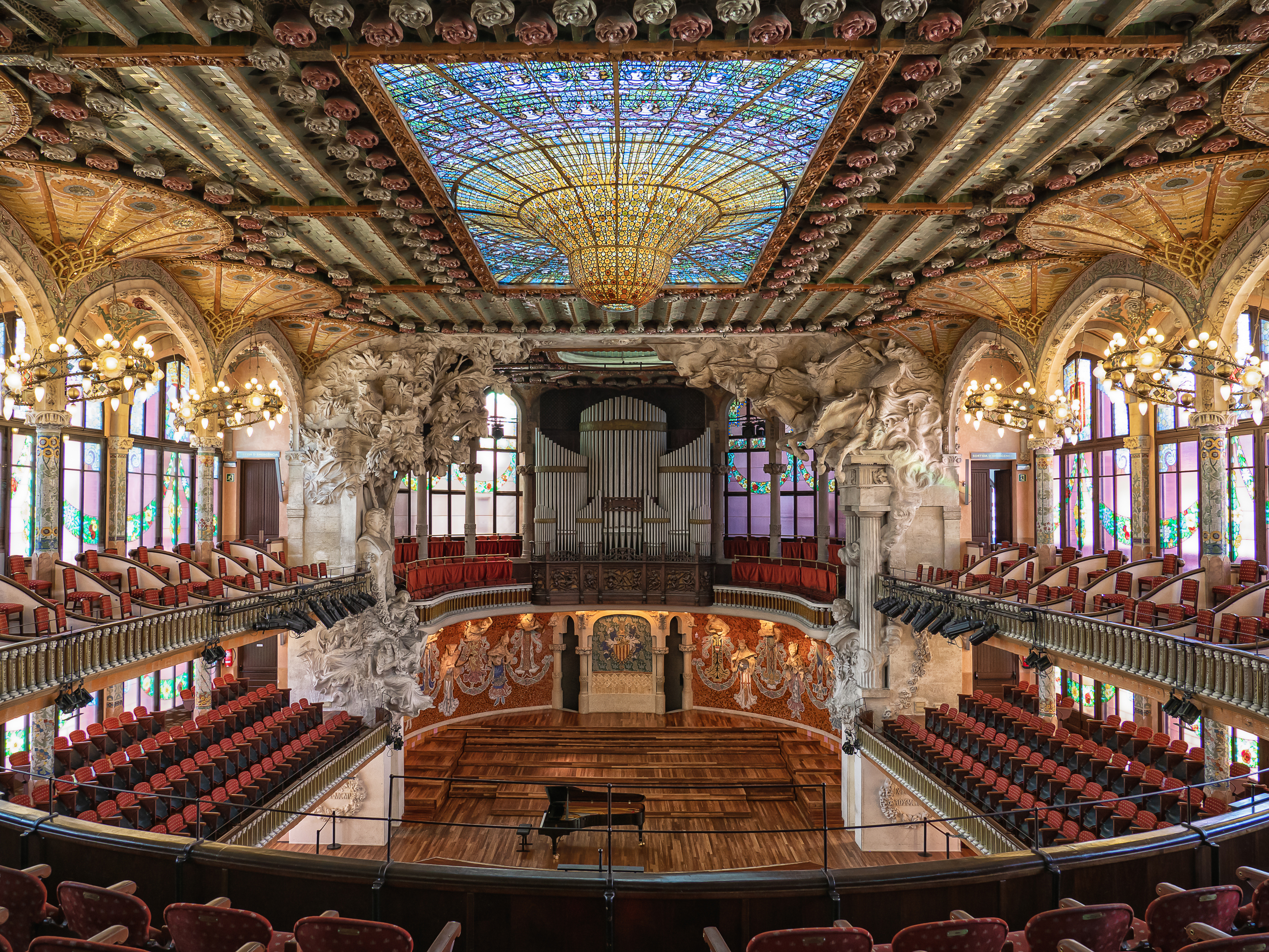
Palau de la Música Catalana

Palau de la Música Catalana, který navrhl Lluís Domènech i Montaner. Byl postaven v letech 1905 až 1908 pro katalánský pěvecký sbor Orfeó Català, který byl založen v roce 1891. Již tehdy byl vůdčí silou v katalánském kulturním hnutí, které je známé jako Renaixença neboli Katalánské znovuzrození. Budova byla slavnostně 9. února 1908. Stavební projekt financoval především samotný sbor, ale důležité finanční obdržel i od místních bohatých průmyslníků a buržoazie. Palác a jeho architekt získali v roce 1909 cenu od barcelonské městské rady udělované nejlepší stavbě postavené v předchozím roce. V letech 1982 až 1989 prošla budova rozsáhlou rekonstrukcí, přestavbou a rozšířením pod vedením architektů Oscara Tusquetse a Carlesa Díaze. V roce 1997 byl Palau de la Música Catalana spolu s nemocnicí Sant Pau přidán na seznam světového dědictví UNESCO. Představení v této budově navštíví více než půl milionu lidí ročně, v nabídce je jak symfonická a komorní hudba, tak jazz a cançó, druh katalánské písně.
Mezi další patří významné kulturní instituce patří například Národní divadlo Katalánska nebo Teatre Lliure. 
Barcelona je také sídlem Barcelonského symfonického a národního orchestru Katalánska (Orquestra Simfònica de Barcelona i Nacional de Catalunya), který je známý jako OBC. V roce 1999 byla slavnostně otevřena jeho nová koncertní hala. Odehraje se zde kolem 75 koncertů za sezónu. 
Hlavní třída La Rambla je domovem mimických a pouličních umělců. Každoročně se ve městě konají dva hlavní festivaly populární hudby, Sónar Festival a Primavera Sound Festival. V katalánské metropoli také vzkvétá alternativní hudební scéna, mezinárodní pozornost se těší skupinám jako The Pinker Tones.
V 50. letech 20. století ve městě vznikla populární katalánská rumba.

### Noční život
Barcelona se postupem času stala jedním z center nočního života ve Španělsku. Mezi oblasti s nejvyšším počtem barů čtvrti patří Gràcia na severozápad od centra a Pueblo Nuevo, která se nachází v původních průmyslových oblastech. Některé bary jsou umístěny v upravených bývalých průmyslových budovách.
Mnoho barů se nachází i v oblasti starého města, které je třídou La Rambla rozdělené na čtvrť El Raval na jedné straně a Gotickou čtvrť na straně druhé. Nachází se zde mnoho barů, které jsou však většinou navštěvovány zahraničními turisty, nikoliv místními obyvateli. Další čtvrť s vysokým počtem restaurací a hudebních podniků je Eixample. Od 80. let 20. století v této oblasti narůstá počet podniků zaměřených na LGBT komunitu, což zapříčinilo vznik přezdívky Gaixample. Na mnoha budovách i visí duhová vlajka LGBT komunity.

### Festivaly

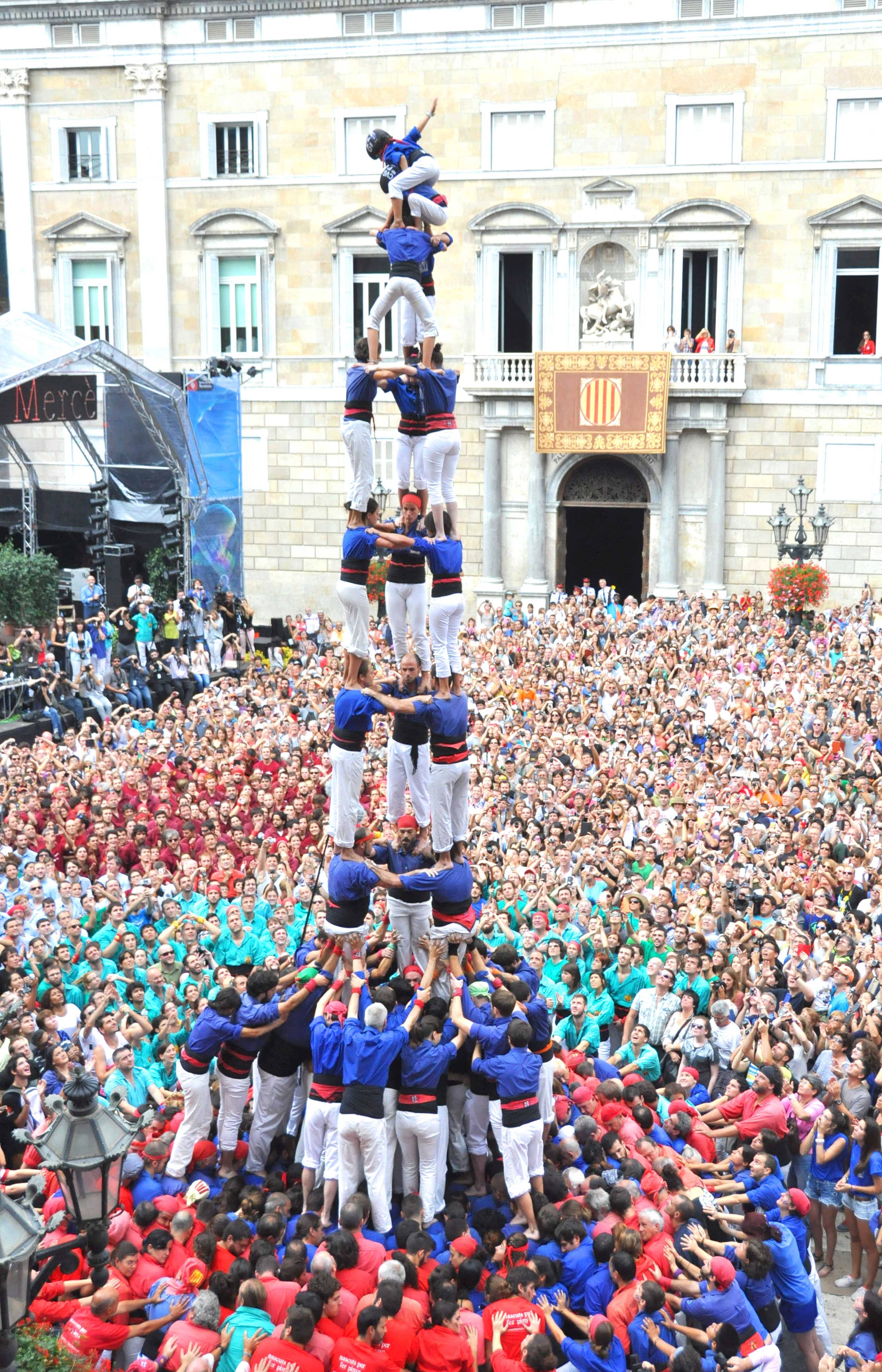
Castell (tým Castellers de la Vila de Gràcia)

V Barceloně se stejně jako v celém Katalánsku vyvinula tradice stavění lidských věží, které se označují jako castell. Tato činnost vznikla ze starověkých umění, které jsou označovány slovem muixeranga. To zahrnovalo však mnohem více, ale dnes přežívá výhradně závěrečná část, stavění lidských věží. První zmínka o těchto akticitách pochází z roku 1712 z katalánského města Valls.Později se do stavby začaly zapojovat ženy. Díky jejich nižší hmotnosti se začaly stavět castelly i o 9 až 10 patrech. 
Tento symbol celého katalánského regionu byl představen i na zahajovacím ceremoniálu Letních olympijských her 1992. Tradiční oděv castellers se skládá z bílých kalhot, černé šerpy, šátku, a košile v barvě typické pro daný tým, právě ten barcelonský je má červené.
Barcelonský tým, Castellers de Barcelona, byl založen v roce 1969. Jejich nejdůležitější akce se koná první neděli po svátku La Mercé (v září) na náměstí Plaça Sant Jaume.
Mezi hudební festivaly patří například Sónar. Je rozdělen na denní a noční část. Dříve se zaměřoval na elektronickou hudbu, ale postupem času se rozvolnil a nyní je celkově o moderní kreativitě a technologiích. V roce 1994 ho založili Ricard Robles, Enric Palau a Sergi Caballero. Na festivalu v minulosti vystoupili například Björk, Duran Duran, Grace Jones, M.I.A., Kraftwerk, New Order nebo Chic. Koná se každý červen ve Fira de Barcelona, původně se však odehrával v centru města, kvůli problémům byl ale přesunut. Festival doprovází jiné akce, které se konají nejen v Barceloně.
Další populární událostí je karneval, jehož datum se určuje podle lunárního kalendáře. Trvá týden, začíná ve tlustý čtvrtek a končí v popeleční středu. Konají se různé průvody, večírky, lidé se oblékají do kostýmů. Toto období předchází časům půstu. Ten barcelonský je založen na postavě krále karnevalu (El Rei Carnestoltes). První doložené oslavy karnevalu ve městě se konaly v roce 1333. Dnešní podobě se přiblížil v 19. století, během Francova režimu se však oficiálně neslavil.
Další významnou akcí je Barcelona pride, festival oslavující LGBT kulturu.

### Gastronomie

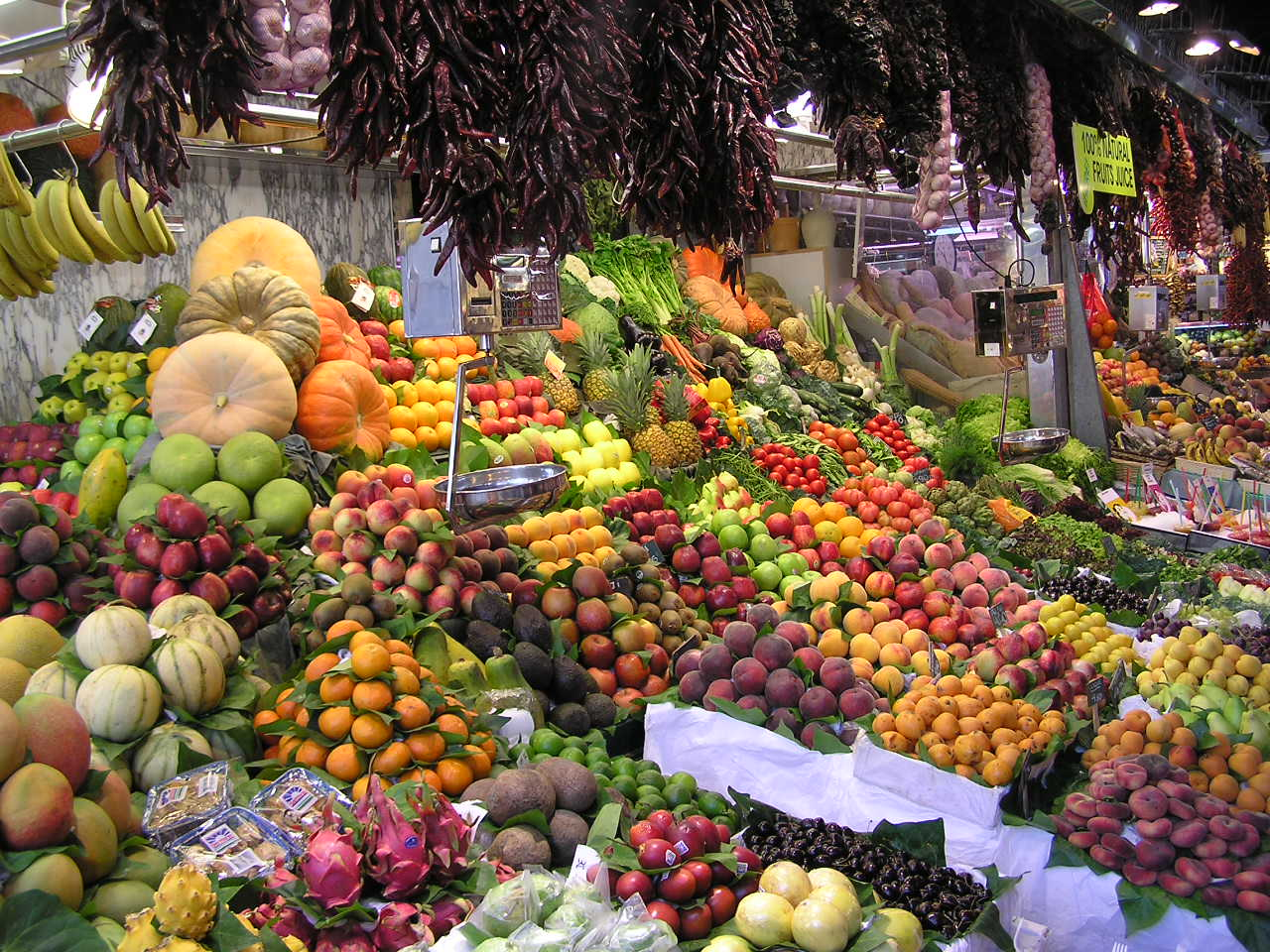
Zboží na tržnici La Boqueria

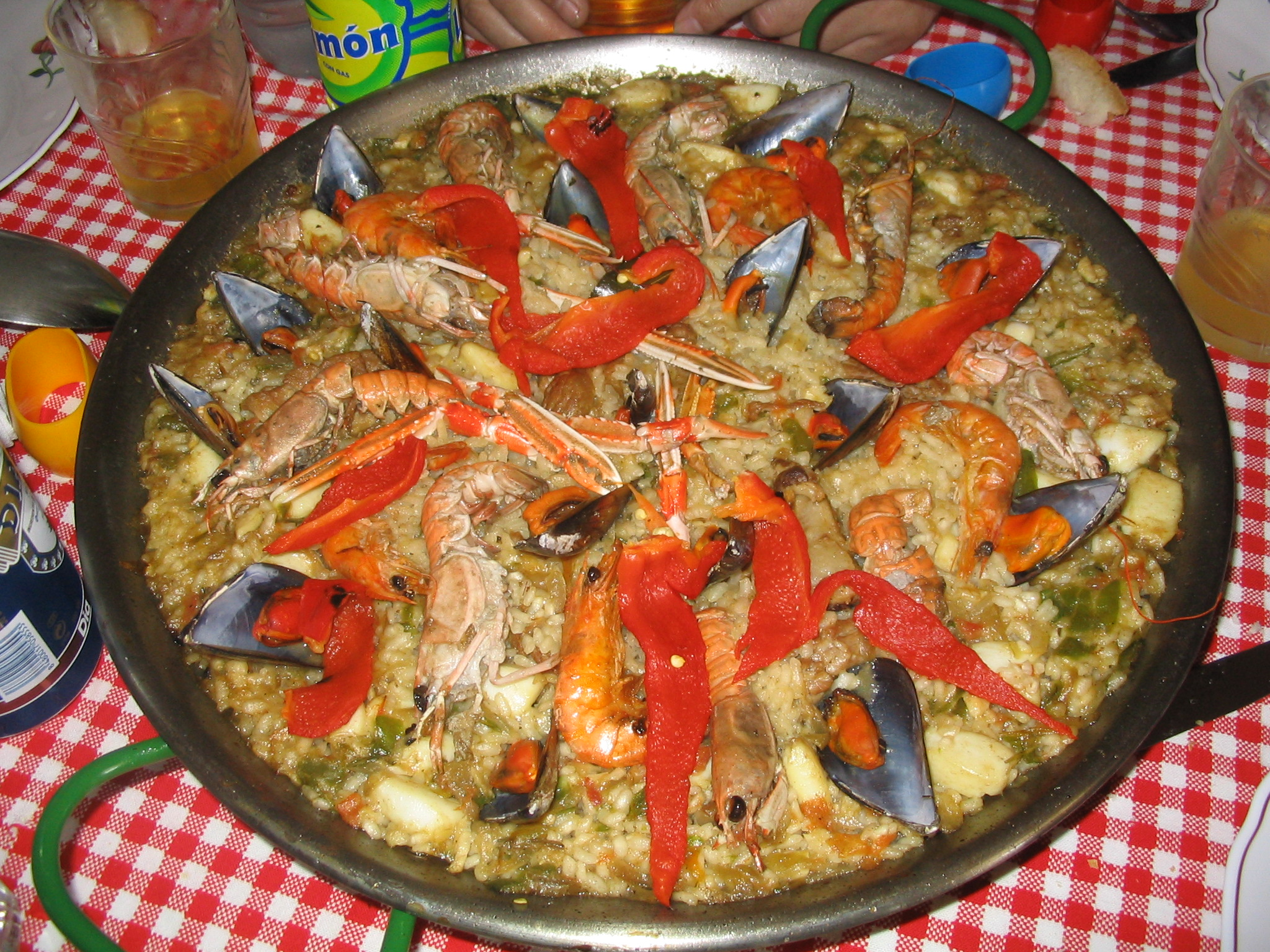
Paella

Jakožto hlavní město Katalánska je Barcelona ovlivněna právě touto regionální kuchyní. Ta byla postupem času ovlivněna římskou, arabskou, španělskou a francouzskou kuchyní. Kombinuje jak horské, tak mořské vlivy.
K roku 2020 bylo v Barceloně 22 restaurací oceněných alespoň jednou michelinskou hvězdou. Celkový počet udělených hvězd byl 32, některé restaurace se mohly pochlubit i všemi třemi hvězdičkami. Tento počet je ze španělských měst nejvyšší, ani Madrid katalánskou metropoli nepřekonává.
Stejně jako v celém Španělsku se v Barceloně konzumují čtyři jídla denně. Snídaně se obvykle skládá ze silné kávy (cortado) a sladkého pečiva, například churro. Oběd se podává okolo 14 hodin, stejně jako ve většině středomořských oblastí. Večeře se podává nejdříve v 19:30, o víkendech není výjimkou ani okolo 22 hodin.
Jedním z nejznámějších jídel celého Španělska je paella, pochází však z východního pobřeží, konkrétně z Valencie. Připravuje se z rýže, zeleniny, koření a masa nebo mořských plodů. Escalivada je směs opečené zeleniny, základ tvoří lilek, dále červená paprika, rajčata, cibule. Konzumuje se s masem nebo jako předkrm. Jedním z nejstarších receptů je pa amb tomaquet neboli osolený chléb potřený rajčaty a pokapaný olivovým olejem. Francouzskému crème brûlée je podobný dezert crema catalana.
Jednou z charakteristických omáček je picada, která se přidává do jídla během vaření za účelem dochucení. Nejběžnějšími ingrediencemi jsou česnek, šafrán, petržel, mandle, chléb a voda. Lze přidat i skořici, játra, čokoládu, kmín a další produkty. Picada se připravuje v hmoždíři.
Celkově se ve městě nachází 25 stálých tržnic, které jsou otevřeny pět nebo šest dní v týdnu. Významnou tržnicí a zároveň turistickou atrakcí je La Boqueria, celým názvem Mercat de Sant Josep de la Boqueria. Nachází se v samotném srdci města, jeden ze vchodů ústí na bulvár La Rambla. Pod jednou střechou se nachází rozsáhlý výběr zboží. První zmínka o tržnici pochází z roku 1217. Teprve mezi lety 1840 a 1853 byla postavena samotná budova, současná střecha pochází z roku 1914.

### Squatting

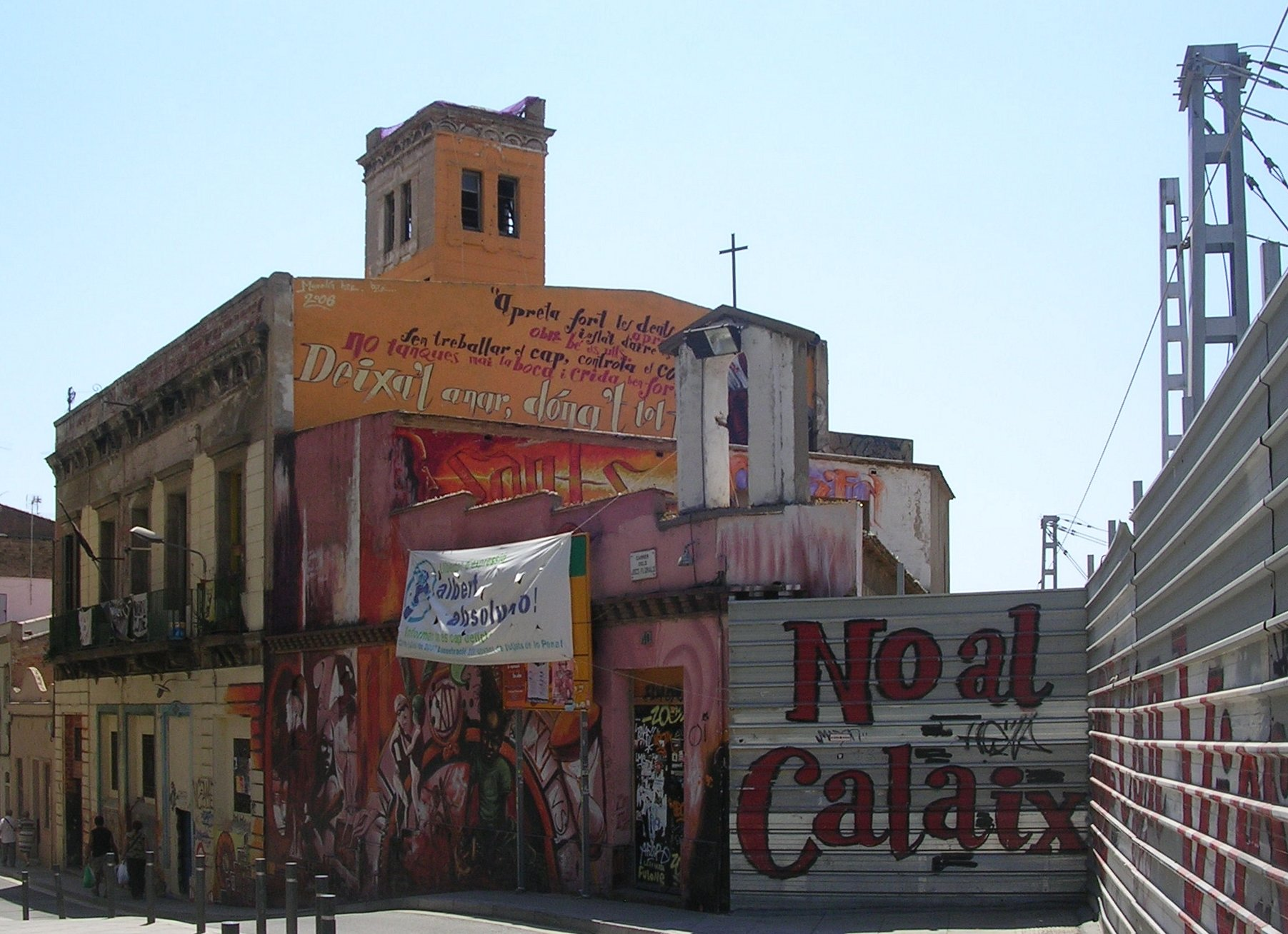
Squat Can Vies

V Barceloně také existuje mnoho komunitních center a nelegálních squatů, které v podstatě tvoří stínovou společnost složenou převážně z nezaměstnaných, imigrantů, odpadlíků, anarchistů, antiautoritářů a marxistů. Americký squatter Peter Gelderloos odhadl, že ve městě je kolem 200 squatů a 40 komunitních center s tisícovkami obyvatel, což z Barcelony činí jedno z největších center squatterského hnutí na světě. Zpravidla nelegálně odebírají elektřinu, internet a vodu, což jim umožňuje žít za méně než jedno euro na den. Tvrdí, že tyto squaty obývají i anarchokomunisté. Často tyto domy opravují, uklízejí, látají střechy, instalují okna, toalety, sprchy, světla a kuchyně. Squaty poskytly okolním obyvatelům řadu sociálních služeb, včetně dílen na opravu jízdních kol, truhlářských dílen, kurzů sebeobrany, bezplatných knihoven, komunitních zahrad, bezplatného stravování, počítačových laboratoří, jazykových kurzů, divadelních skupin, bezplatné lékařské péče a služeb právní podpory. Squaty pomáhají i starším obyvatelům vyhnout se vystěhování. Organizují také různé protesty po celé Barceloně. Policie se opakovaně pokoušela hnutí squatterů zastavit vystěhováváním a raziemi, ale komunita je stále silná.

## Sport

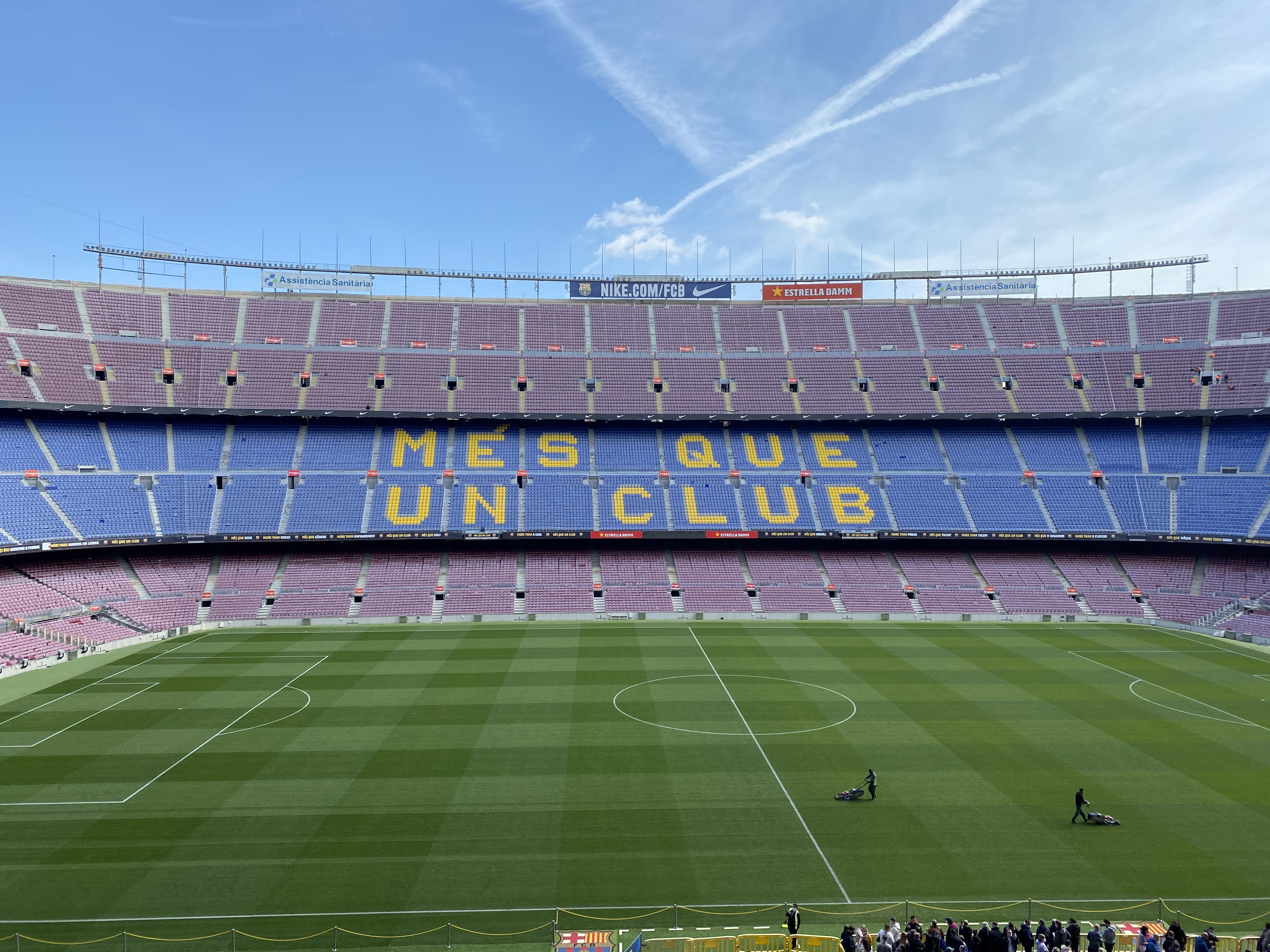
Stadion Camp Nou

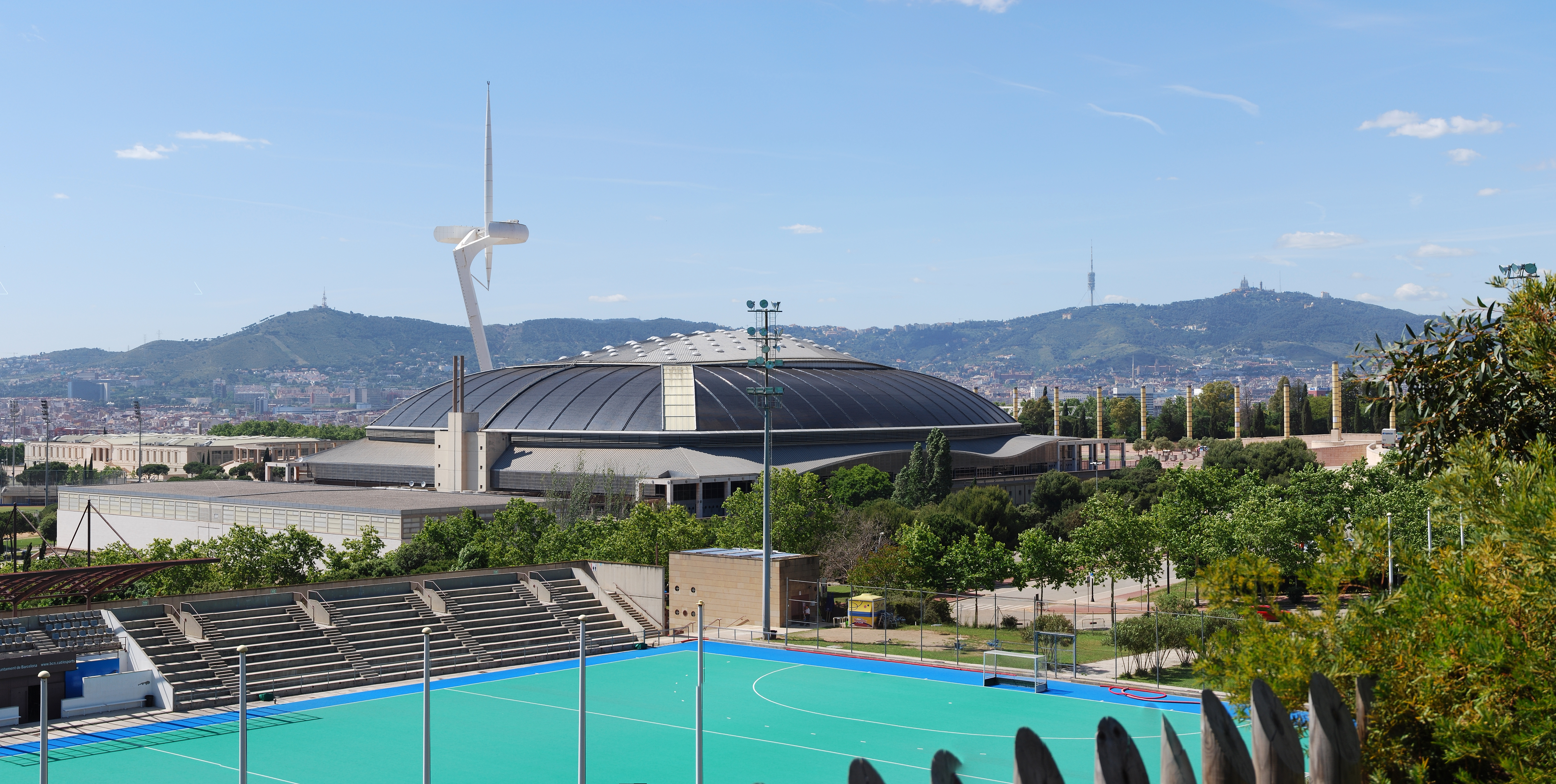
Palau Sant Jordi

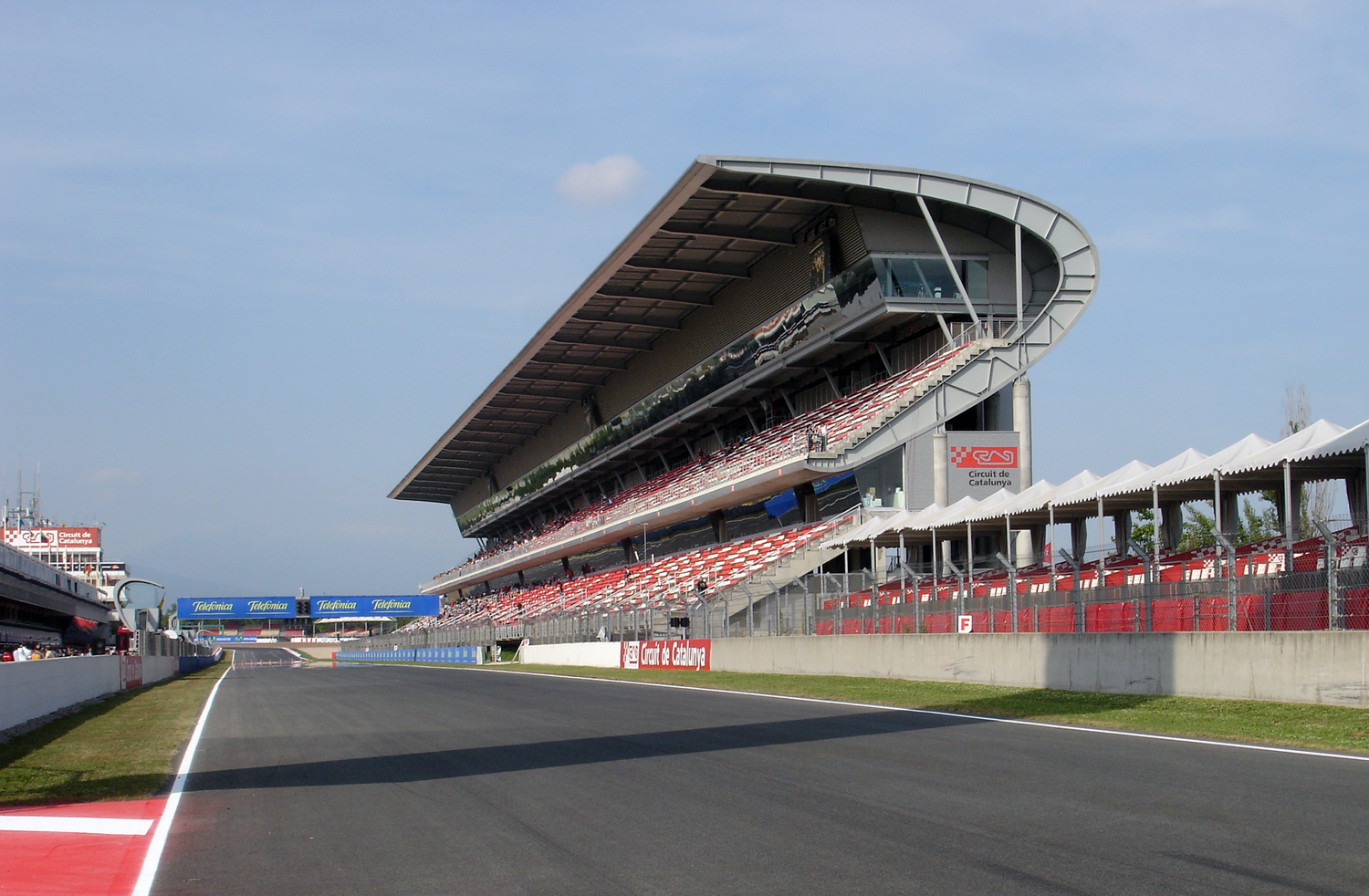
Circuit de Catalunya

Sport má v Barceloně dlouhou tradici. Katalánská metropole hostila velmi úspěšné Letní olympijské hry 1992 i několik zápasů na dvou barcelonských stadionech během Mistrovství světa ve fotbale 1982.
Světově proslulým fotbalovým klubem je FC Barcelona, který je jeden z největších na světě a k tomu druhý nejbohatší. K roku 2022 vyhrál klub celkově pětkrát Ligu mistrů UEFA, třikrát Mistrovství světa ve fotbale klubů, čtyřikrát Pohár vítězů pohárů, třikrát Superpohár UEFA a na národní úrovni 26x La Ligu, 31x Copa del Rey, 14x Supercopa de España a dvakrát Copa de la Liga. V roce 2009 se FC Barcelona stal prvním klubem, který získal tři národní, dva kontinentální a jeden světový pohár v jedné sezóně. Druhým klubem, kterému se podařil stejný úspěch, se v roce 2020 stal FC Bayern München. Zápasy s klubem Real Madrid se označují jako El Clásico a zápasy s dalším barcelonským klubem RCD Espanyol jak El derbi Barceloní.
FC Barcelona se nezaměřuje jen na fotbal, ale jeho týmy soutěží i v jiných sportech, jako v basketbalu, házené, ledním hokeji či rugby. Rivalem basketbalového družstva je tým Joventut Badalona z nedaleké Badalony. Všechny odnože se alespoň jednou dobře umístily v národních soutěžích. Muzeum klubu je třetí nejnavštěvovanější bod zájmu v Katalánsku.
Dalším úspěšným barcelonským klubem v La Lize je RCD Espanyol. V nižších soutěžích hrají kluby CE Europa a UE Sant Andreu.
V Barceloně se nachází tři elitní stadiony UEFA (kategorie 4). Největším stadionem v Evropě s kapacitou 99 354 diváků je Camp Nou, na němž hraje FC Barcelona. Druhým největším je Estadi Olímpic Lluís Companys s kapacitou 55 926, známý je hlavně díky Letním olympijským hrám 1992. Třetím je Estadi Cornellà-El Prat známý i jako RCDE Estadi kapacitou 40 500 míst. Kromě toho se ve městě nachází i několik menších stadionů, například Mini Estadi, který také vlastní FC Barcelona.
V letech 2003 a 2013 Barcelona pořádala Mistrovství světa v plavání, která se konala v Palau San Jordi. 
V Barceloně se každoročně pořádá i několik běžeckých závodů. Barcelonský maraton se koná každý březen, v roce 2023 se jej zúčastnilo více než 15 tisíc závodníků. Dalšími závody jsou například Cursa de la Mercé nebo Cursa de Bombers. Od roku 1953 se ve městě koná tenisový turnaj Barcelona Open. Řadí se do žebříčku ATP Tour 500.
Nedaleko Barcelony, v obci Montmeló, se na závodní dráze Circuit de Catalunya s kapacitou 107 tisíc diváků v rámci série závodů Formule 1 jezdí Grand Prix Španělska či Velká cena Katalánska silničních motocyklů.

## Osobnosti
- Ramon Berenguer IV. Barcelonský (1114-1162), barcelonský hrabě a spoluvládce aragonské koruny
- Fridrich II. Sicilský (1272–1337), král sicilský
- Guillen de San Clemente (1539–1608), diplomat, španělský vyslanec v Praze
- Domènec Terradellas (1711–1751), hudební skladatel
- Baltasar Saldoni (1807–1889), varhaník, hudební skladatel a muzikolog
- Estanislao Figueras (1819–1882), advokát a politik
- Modest Urgell (1839–1919), malíř a spisovatel
- Eusebi Güell (1846-1918), podnikatel, průmyslník a mecenáš
- Lluís Domènech i Montaner (1850–1923), architekt
- Pompeu Fabra (1868–1948), jazykovědec
- Julio González (1871–1942), sochař, malíř, ilustrátor, designér šperků a keramiky
- Jaime Sabartés (1881–1968), básník, choreograf a sochař
- Joan Miró (1893–1983), malíř, grafik, sochař a keramik
- Ricardo Zamora (1901-1978), fotbalista, fotbalový trenér a novinář
- Carmen Laforet (1921–2004), prozaička
- José Guardiola (1930–2012), zpěvák
- Montserrat Caballé (1933–2018), operní pěvkyně, sopranistka
- Salomé (* 1943), zpěvačka
- José Carreras (* 1946), operní pěvec, tenorista
- Carlos Ruiz Zafón (1964–2020), spisovatel
- Arantxa Sánchezová Vicariová (* 1971), bývalá profesionální tenistka a světová jednička
- Maria Vascová (* 1975), atletka
- Daniel Brühl (* 1978), německo-španělský herec a režisér
- Pau Gasol (* 1980), bývalý profesionální basketbalista hrající v NBA
- Marc López (* 1982), profesionální tenista, deblový specialista, vítěz mužské čtyřhry z LOH 2016
- Christina Ochoa (* 1985), herečka, vědkyně, scenáristka
- Gerard Piqué (* 1987), bývalý fotbalový obránce, dlouholetý reprezentant a hráč klubu FC Barcelona
- Albert Ramos-Viñolas (* 1988), profesionální tenista
- Jaime Alguersuari (* 1990), pilot Formule 1
- Álvaro Soler (* 1991), popový zpěvák
- Héctor Bellerín (* 1995), profesionální fotbalista